# Stoki (Łódź)

Mapa hipsometryczna Łodzi – Płaskowzgórze Stokowskie zaznaczone najcieplejszym kolorem

Podział Łodzi na osiedla administracyjne – wyszczególnione osiedle Stoki

Podział Łodzi na obszary Systemu Informacji Miejskiej – wyszczególniony obszar SIM Stoki

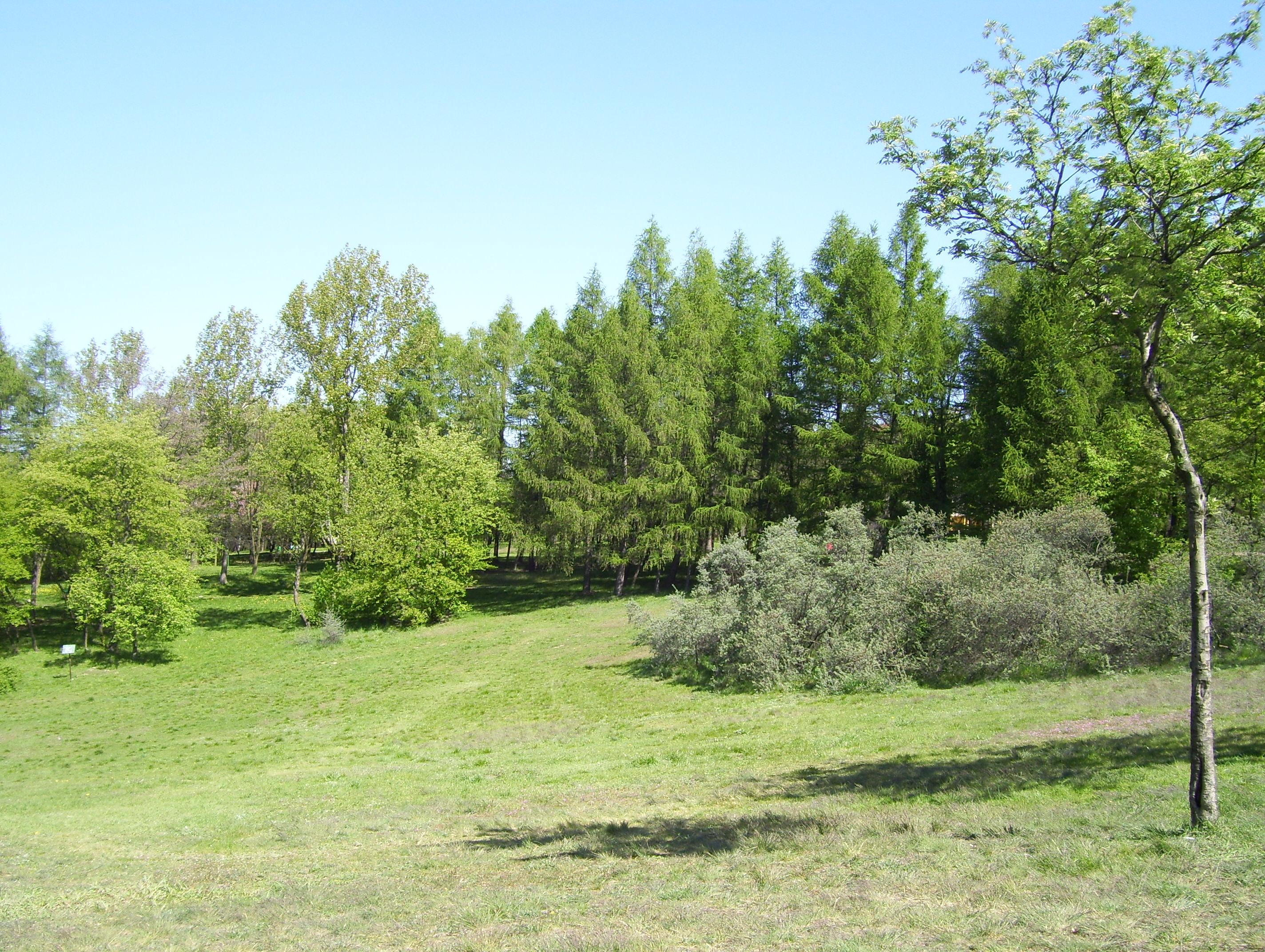
Park im. gen. Mariusza Zaruskiego

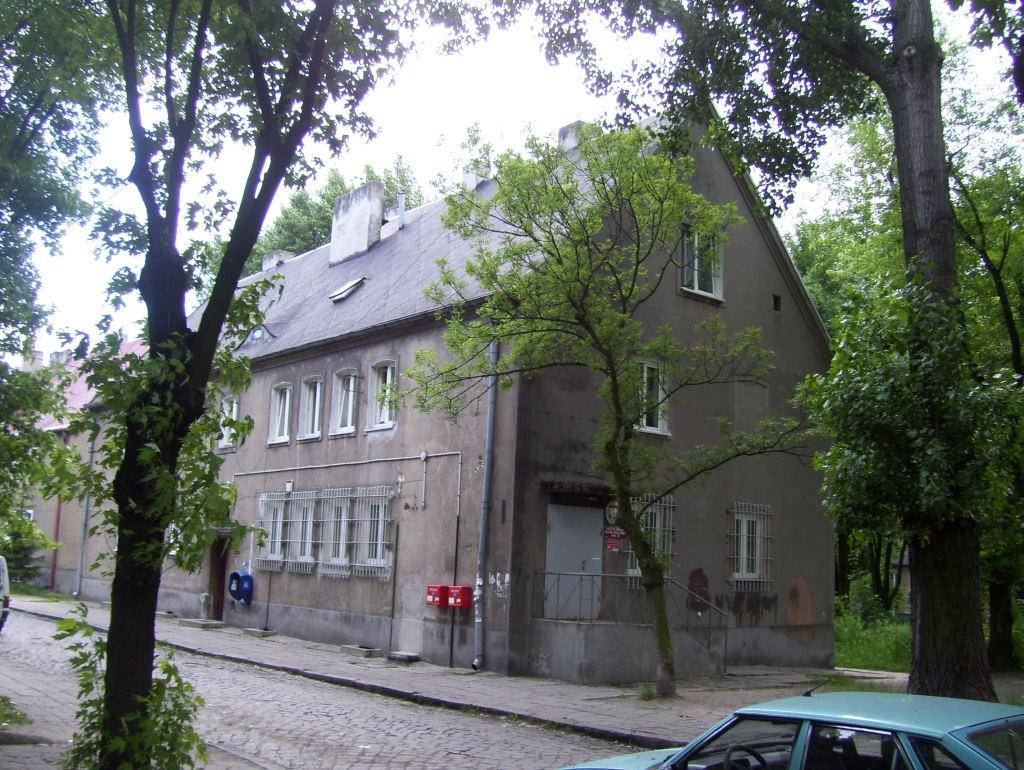
Urząd Pocztowy Łódź 22 przy ul. Skalnej

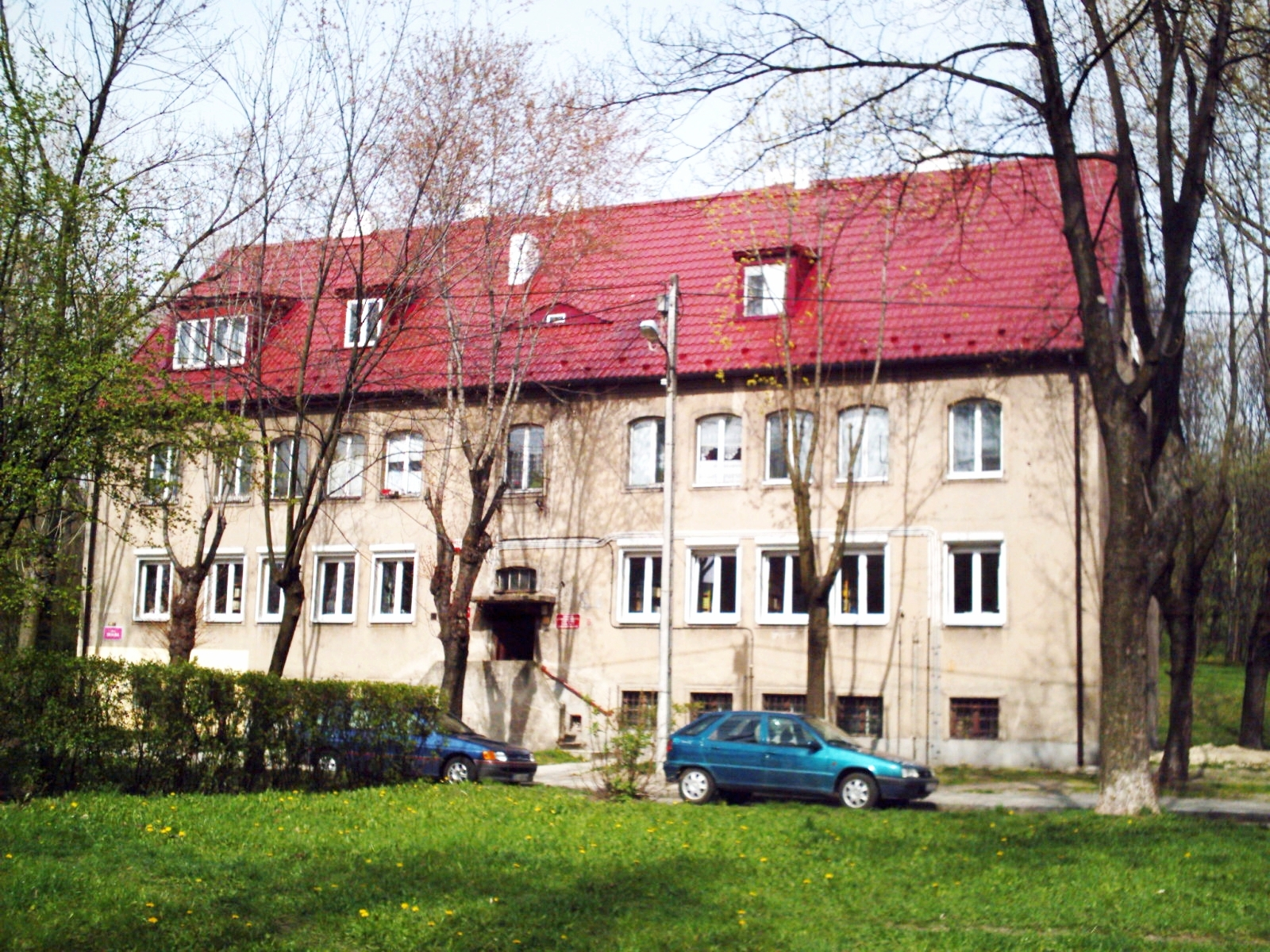
Biblioteka przy ul. Skalnej 2

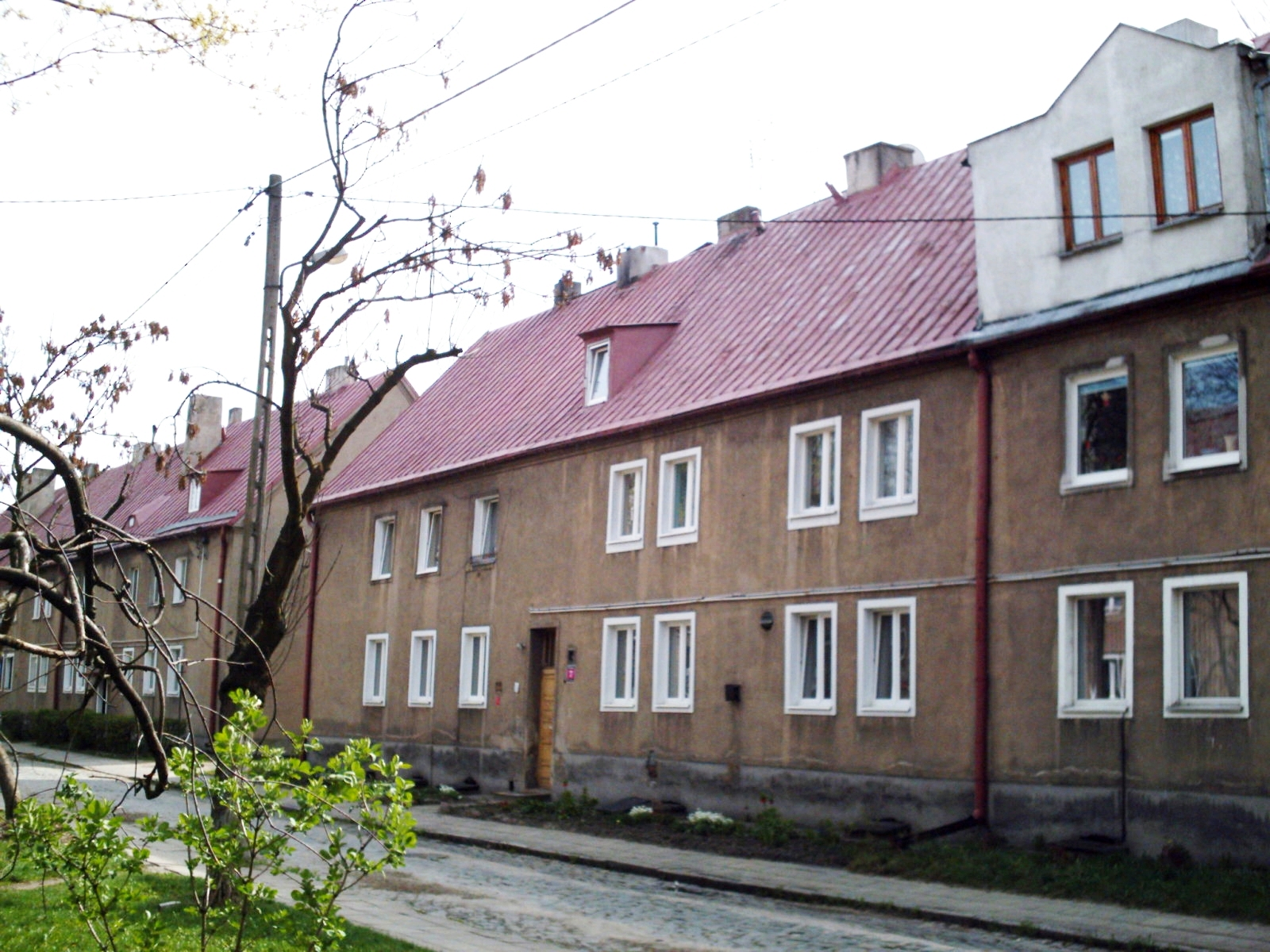
Budynek mieszkalny przy ul. Skalnej, w którym mieści się kaplica Sióstr Pasterek

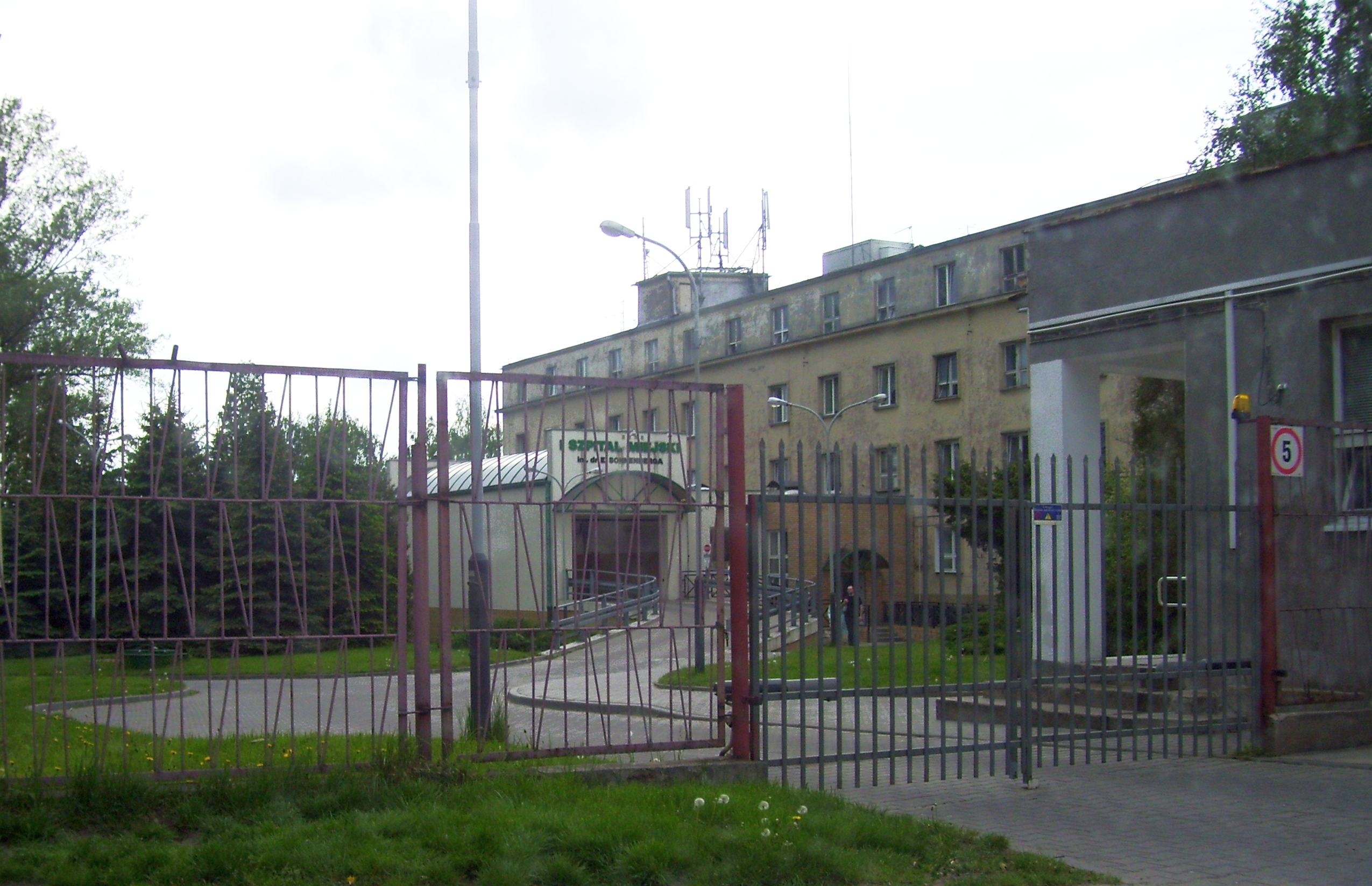
Szpital miejski nr 1 w Łodzi przy ul. Pieniny

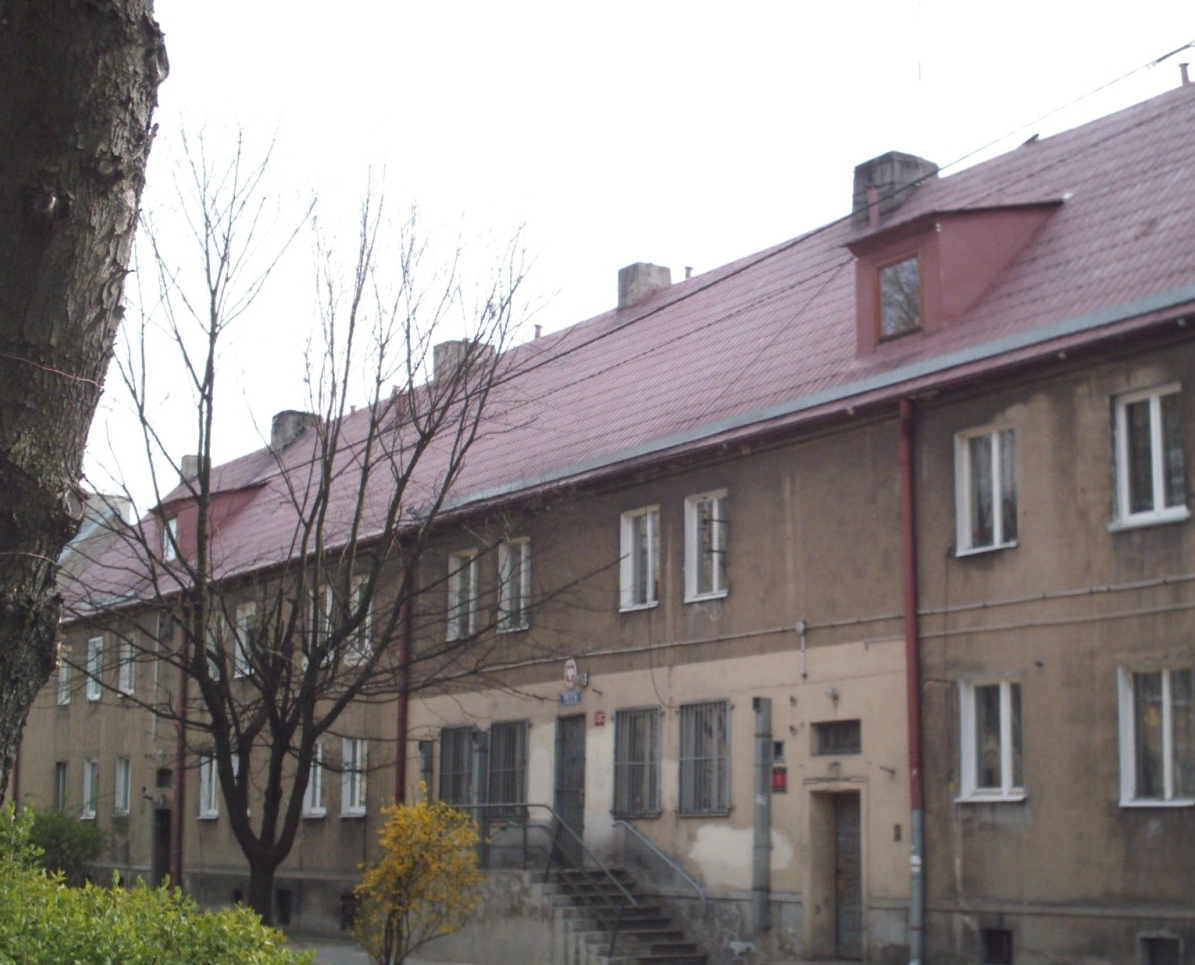
Komisariat Policji przy ul. Zbocze

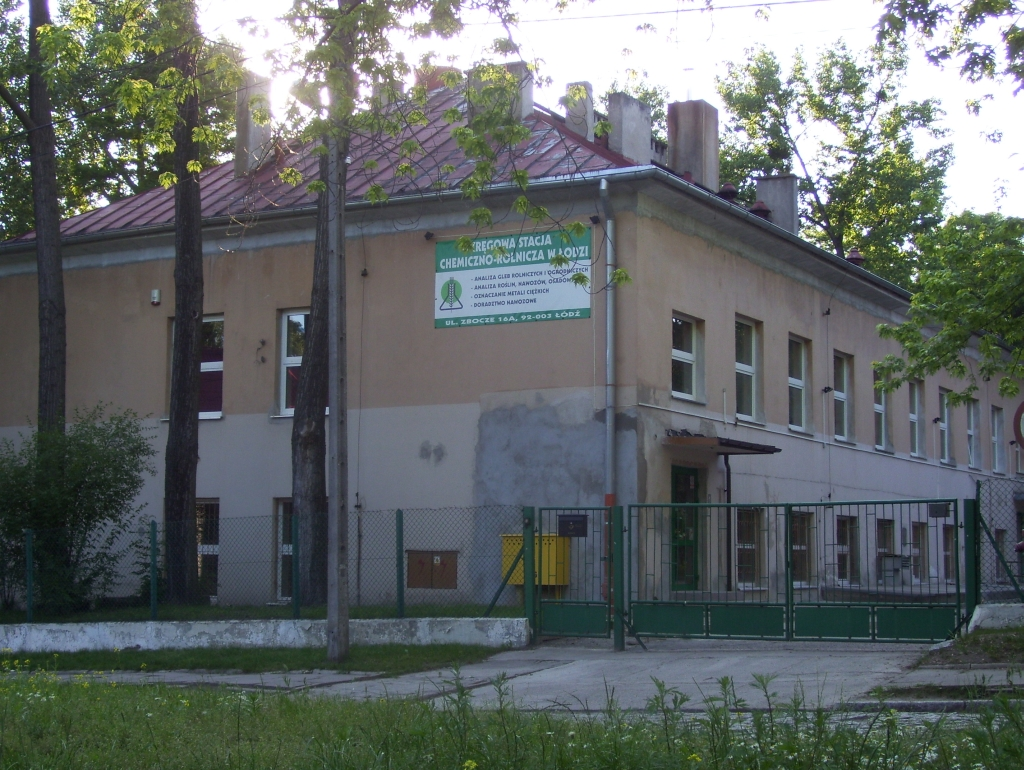
Okręgowa Stacja Chemiczno-Rolnicza przy ul. Zbocze

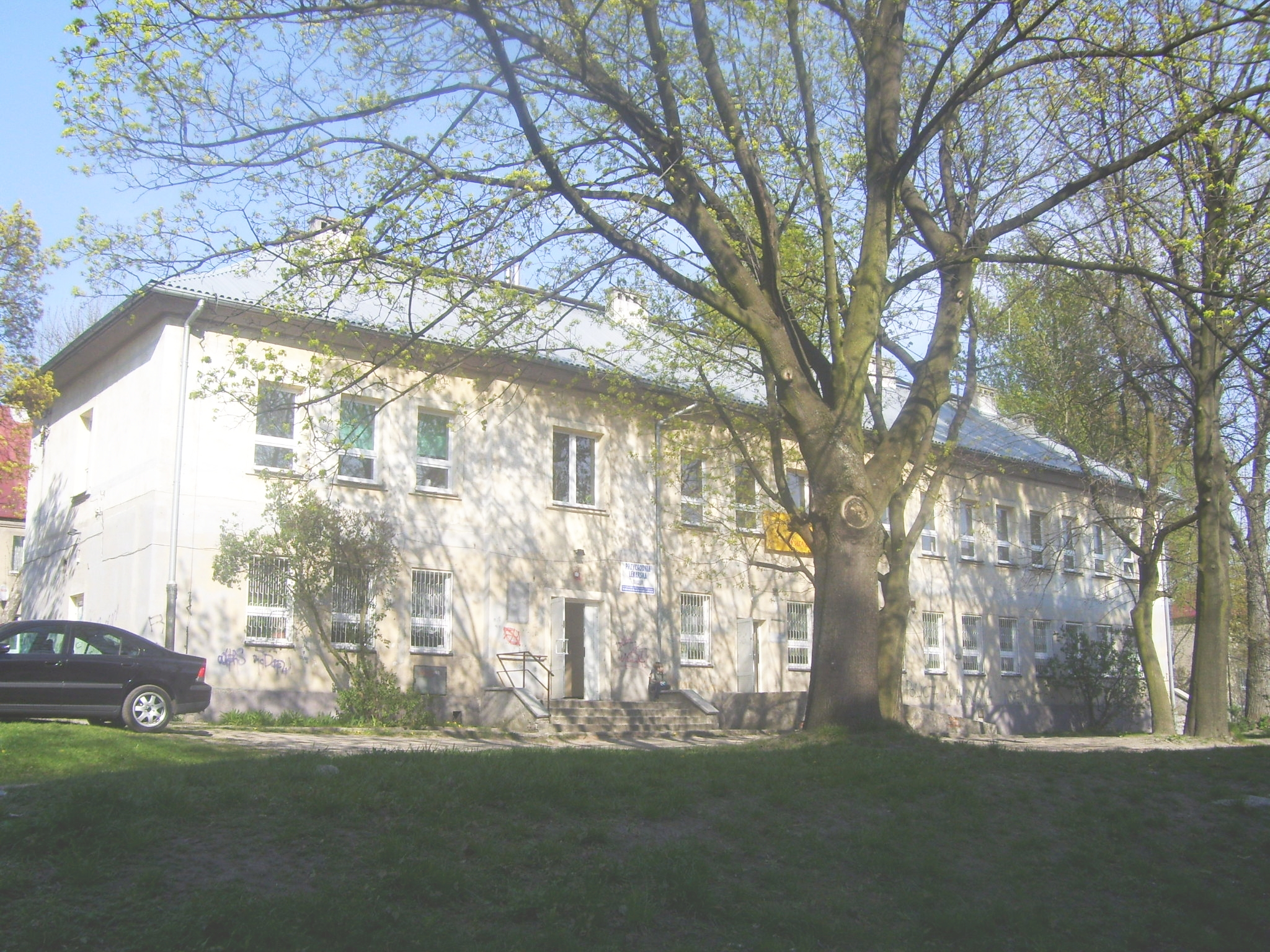
Przychodnia zdrowia przy ul. Zbocze

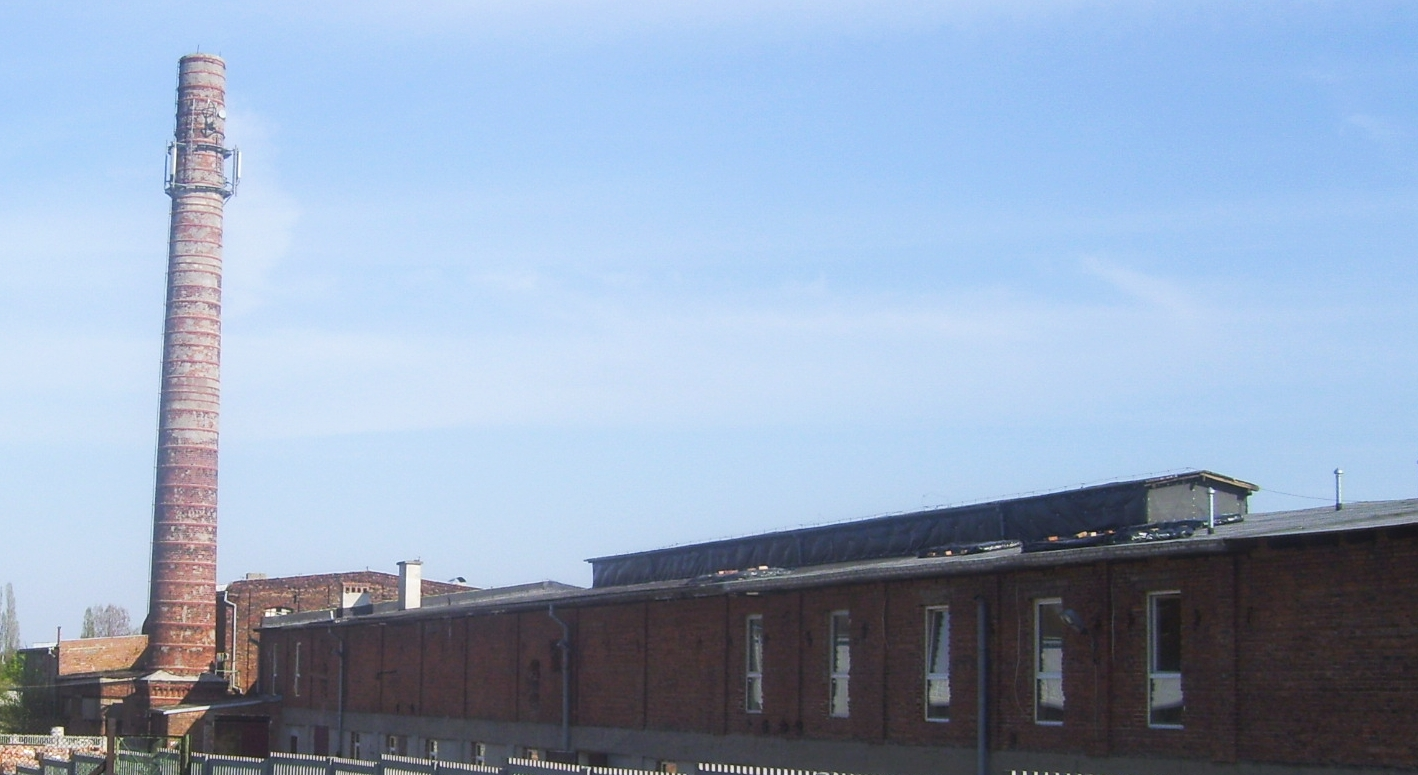
Dawna cegielnia Stoki przy ul. Pomorskiej i Krokusowej

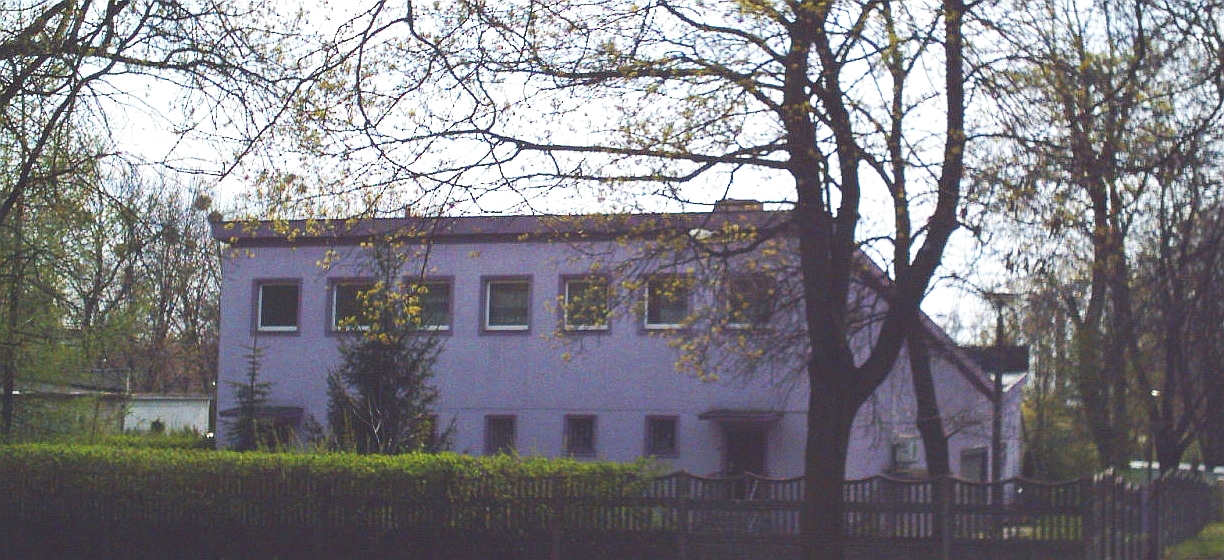
Dawne Kino Stoki przy ul. Giewont (obecnie restauracja)

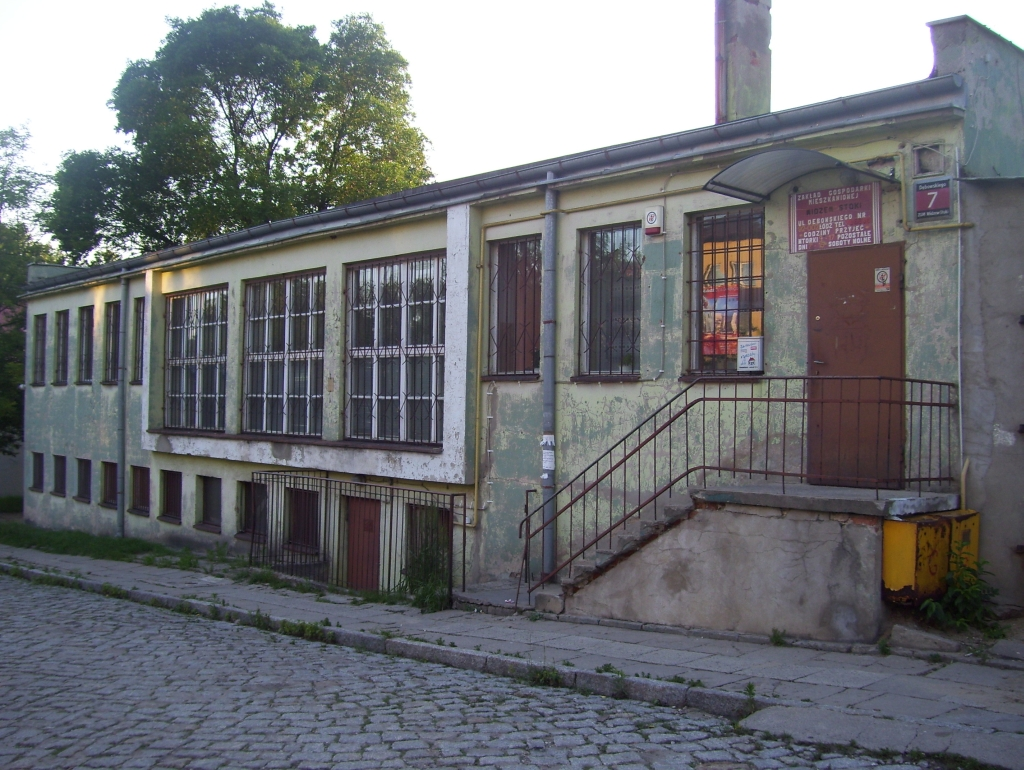
Zakład Gospodarki Mieszkaniowej Widzew-Stoki przy ul. Dębowskiego

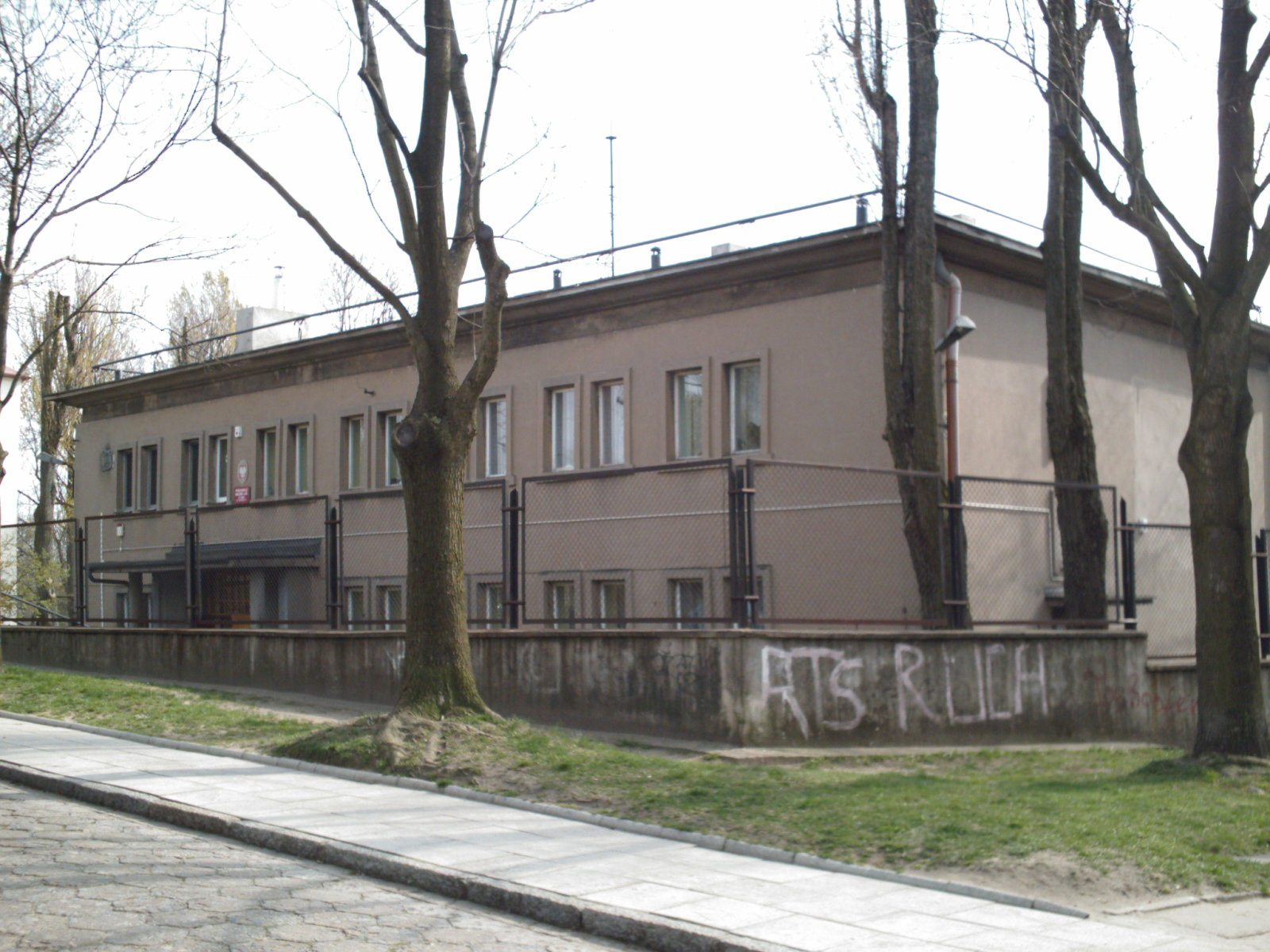
Przedszkole przy ul. Potokowej

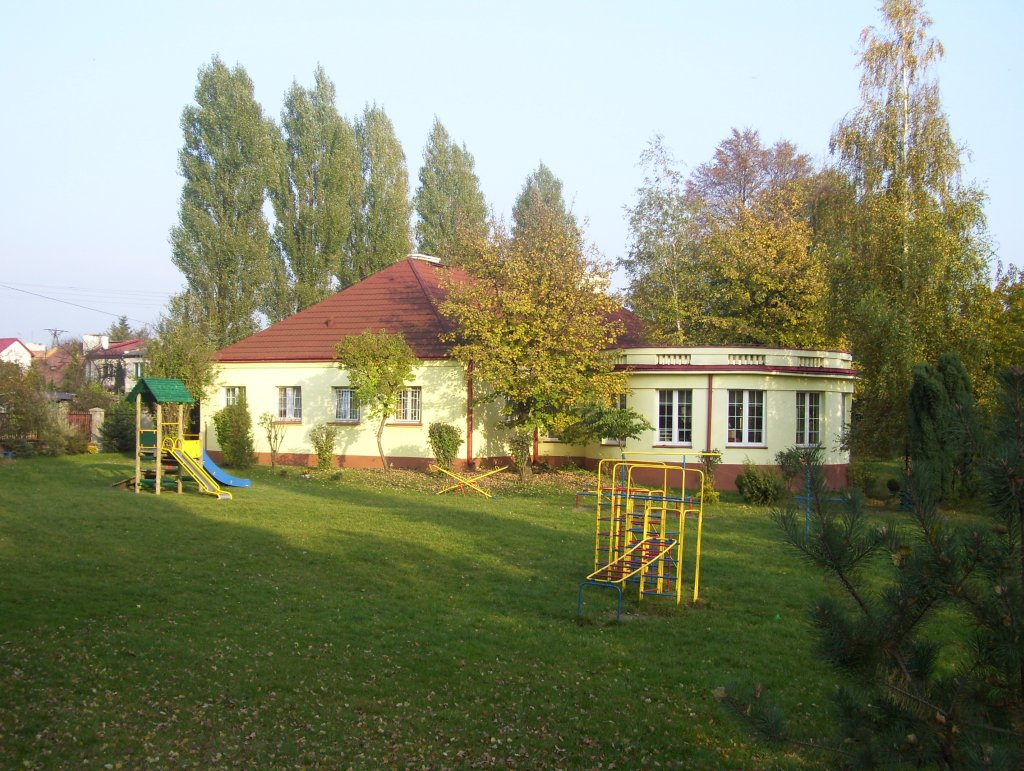
Przedszkole przy ul. Wichrowej

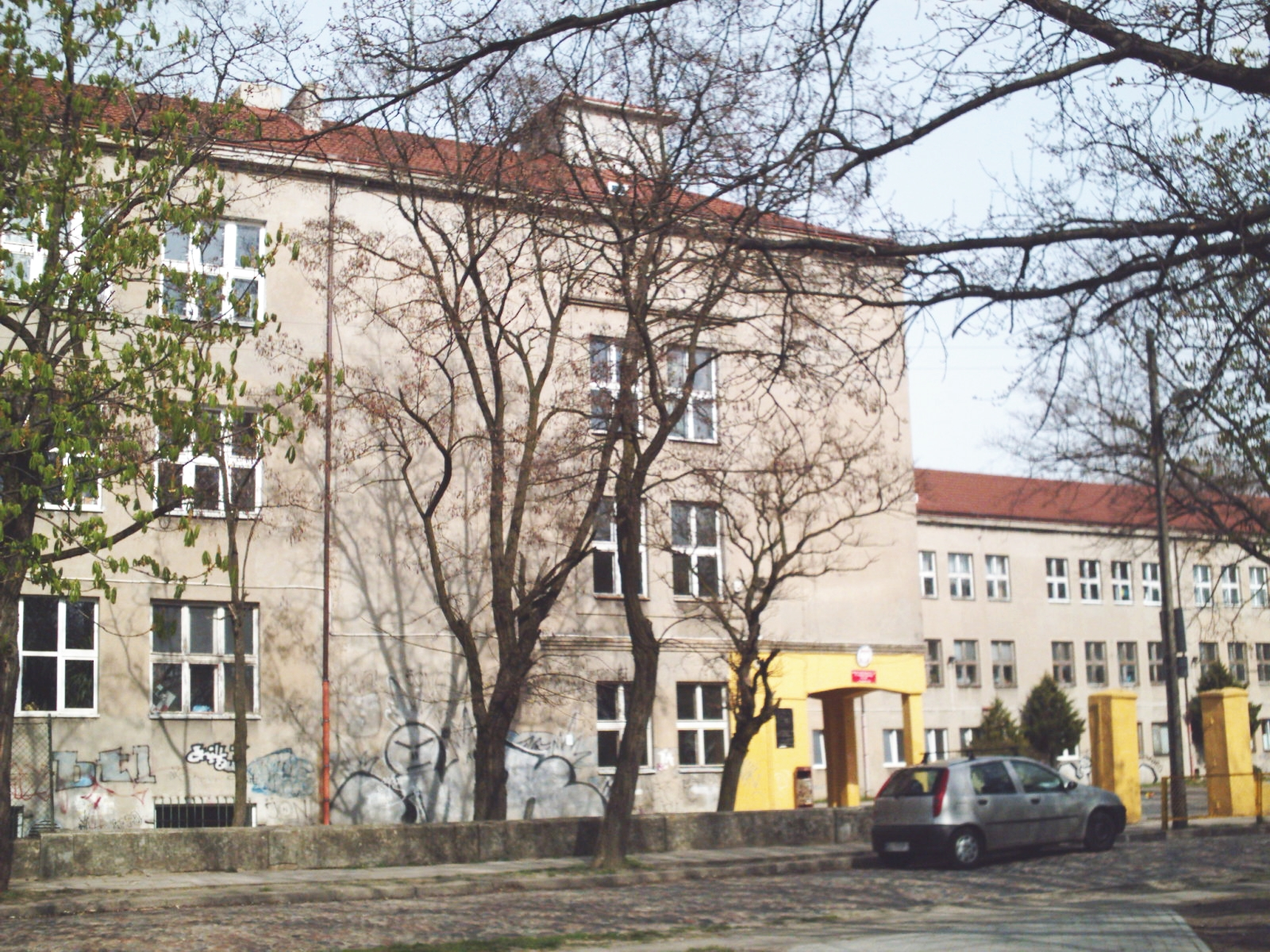
Szkoła podstawowa przy ul. Giewont (widok od frontu)

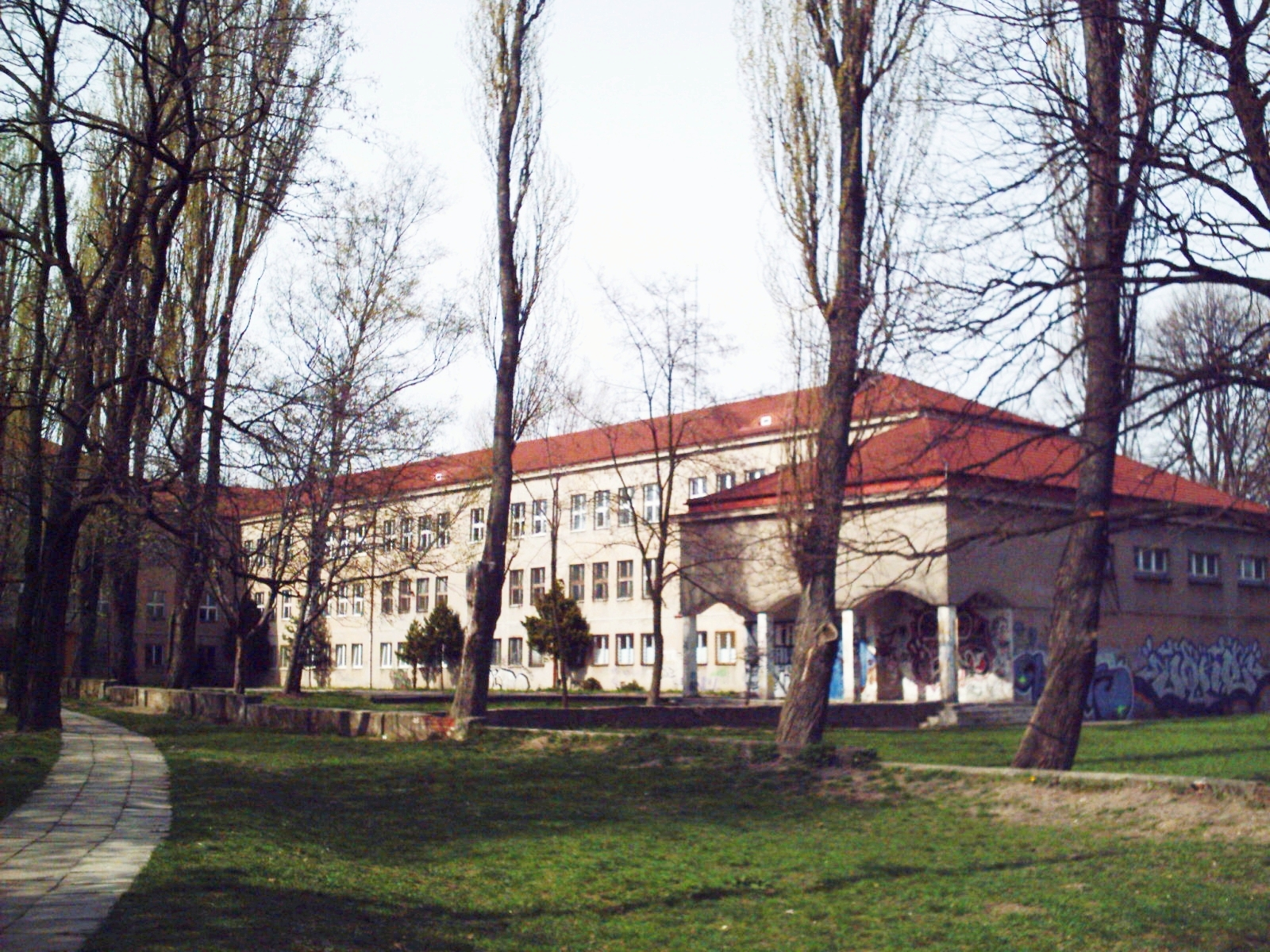
Szkoła podstawowa przy ul. Giewont (widok od południa)

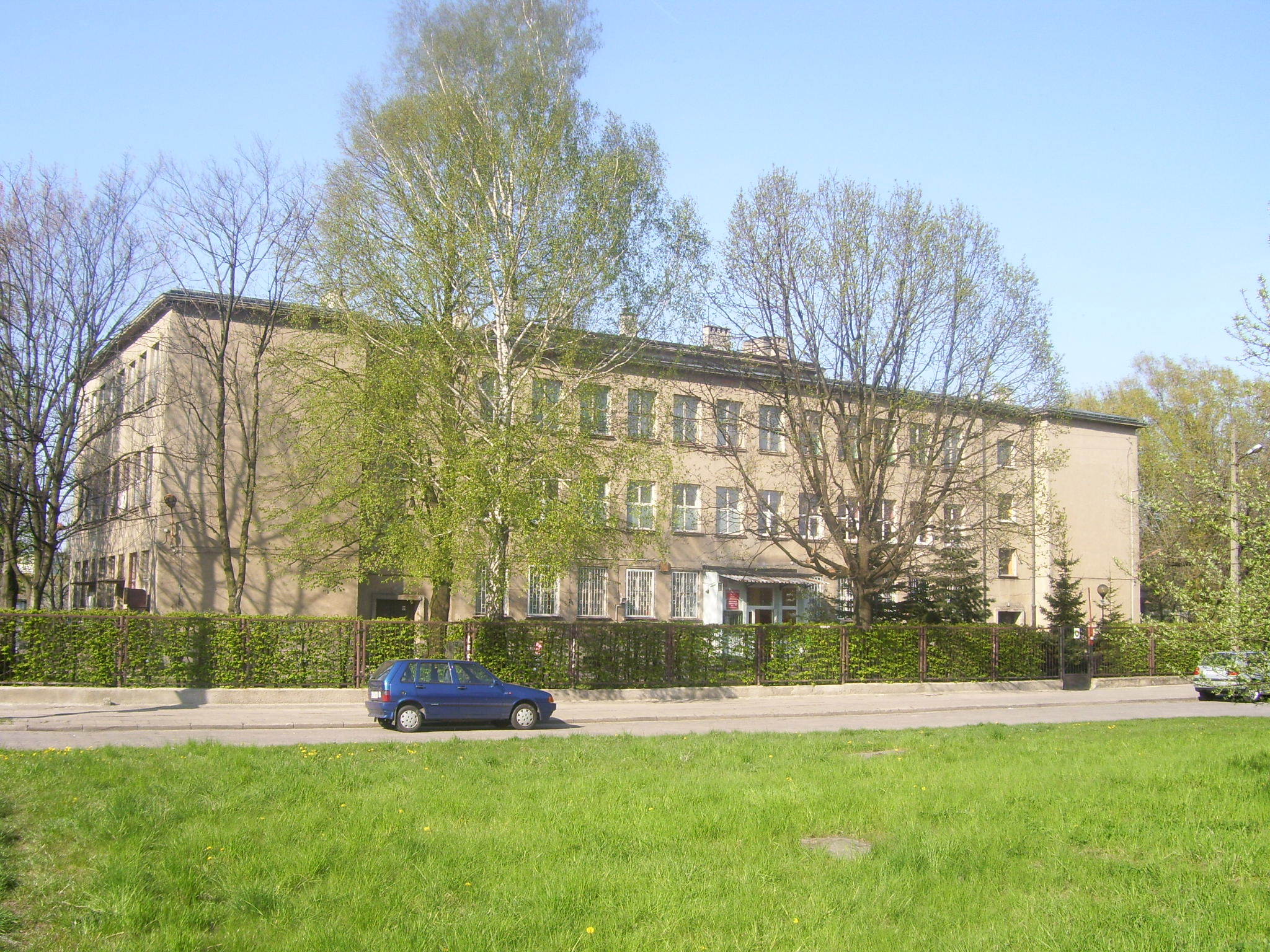
Pogotowie opiekuńcze przy ul. Krokusowej

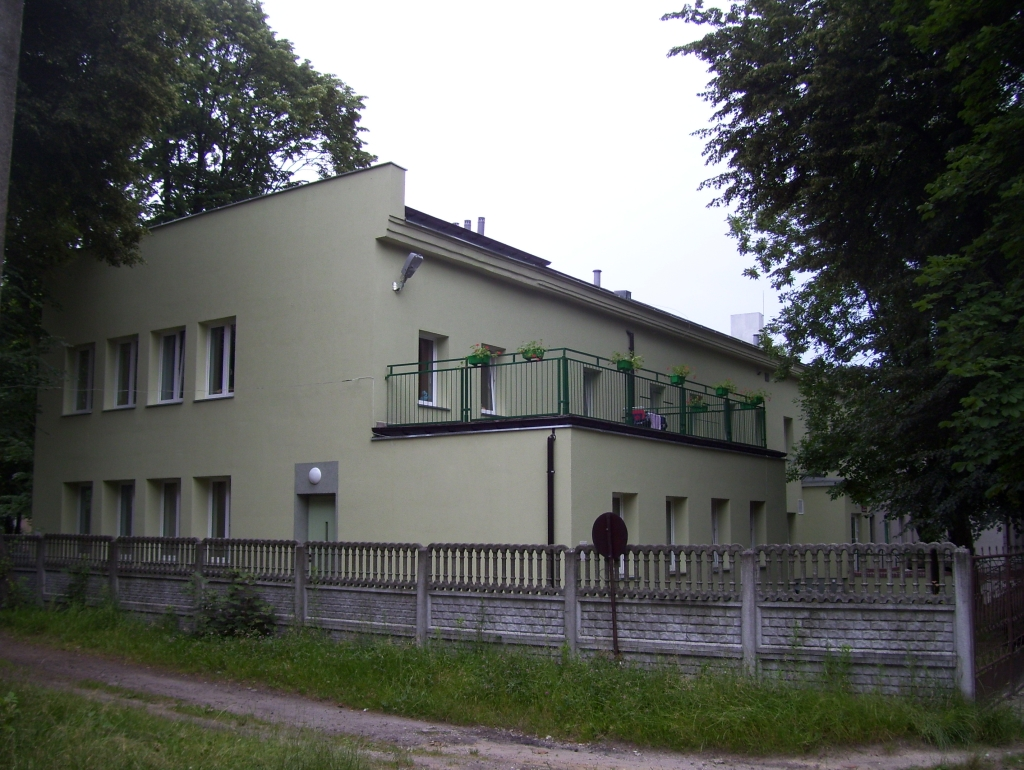
Dom Małego Dziecka przy ul. Zbocze

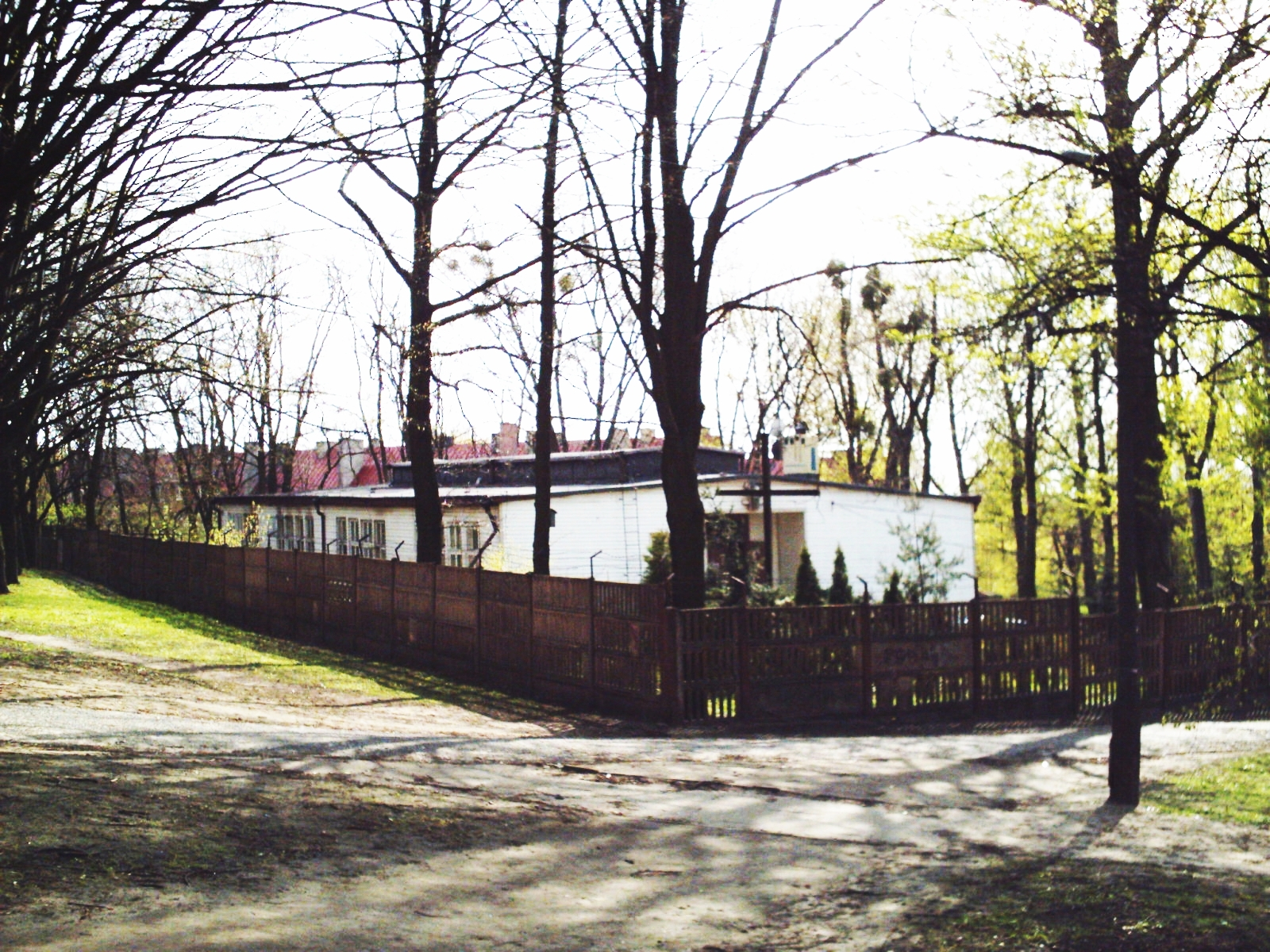
Schronisko im. św. Brata Alberta Chmielowskiego przy ul. Szczytowej (dawna szkoła podstawowa)

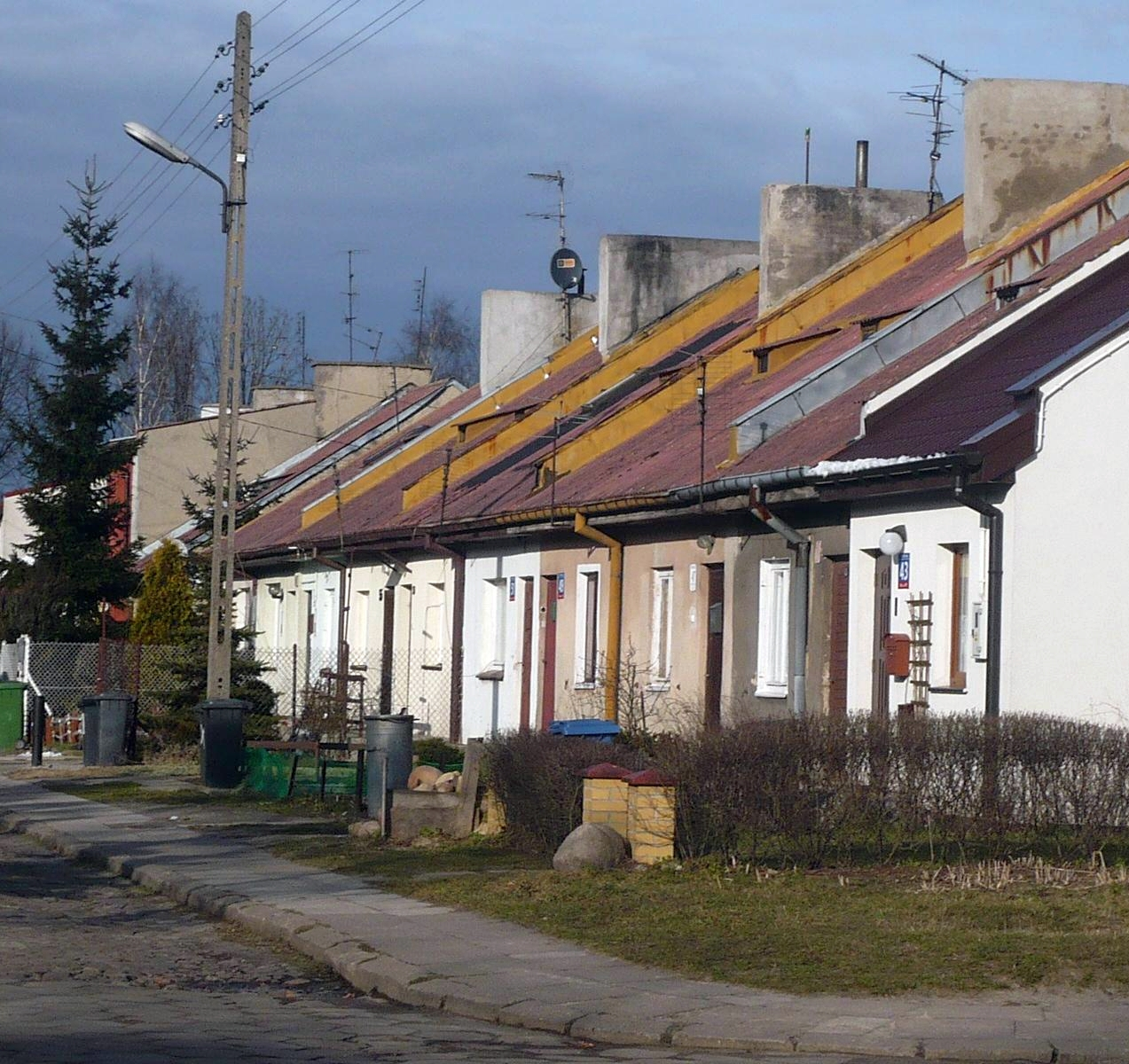
Osiedle górnych bloków zbudowane przez Towarzystwo Osiedli Robotniczych

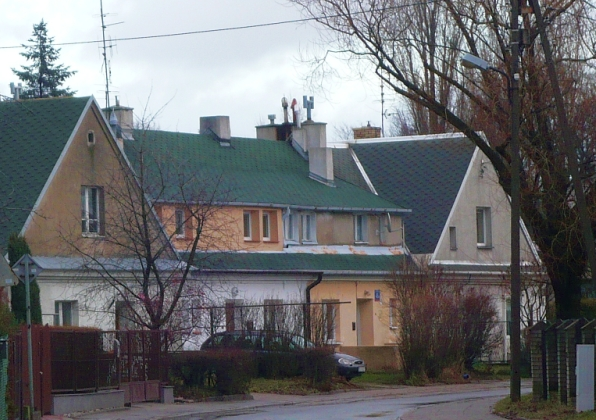
Osiedle z lat 50. XX wieku przy ul. Skalnej

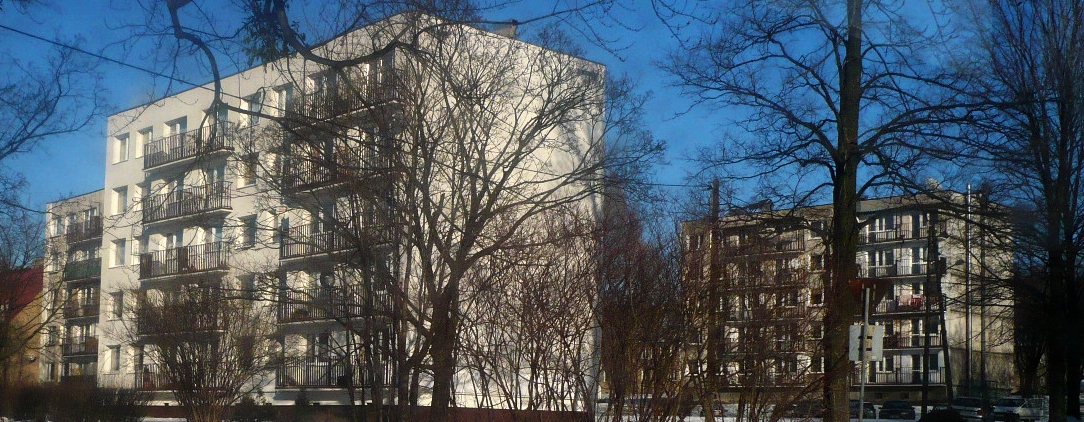
Bloki z wielkiej płyty przy ul. Górskiej i Szczytowej

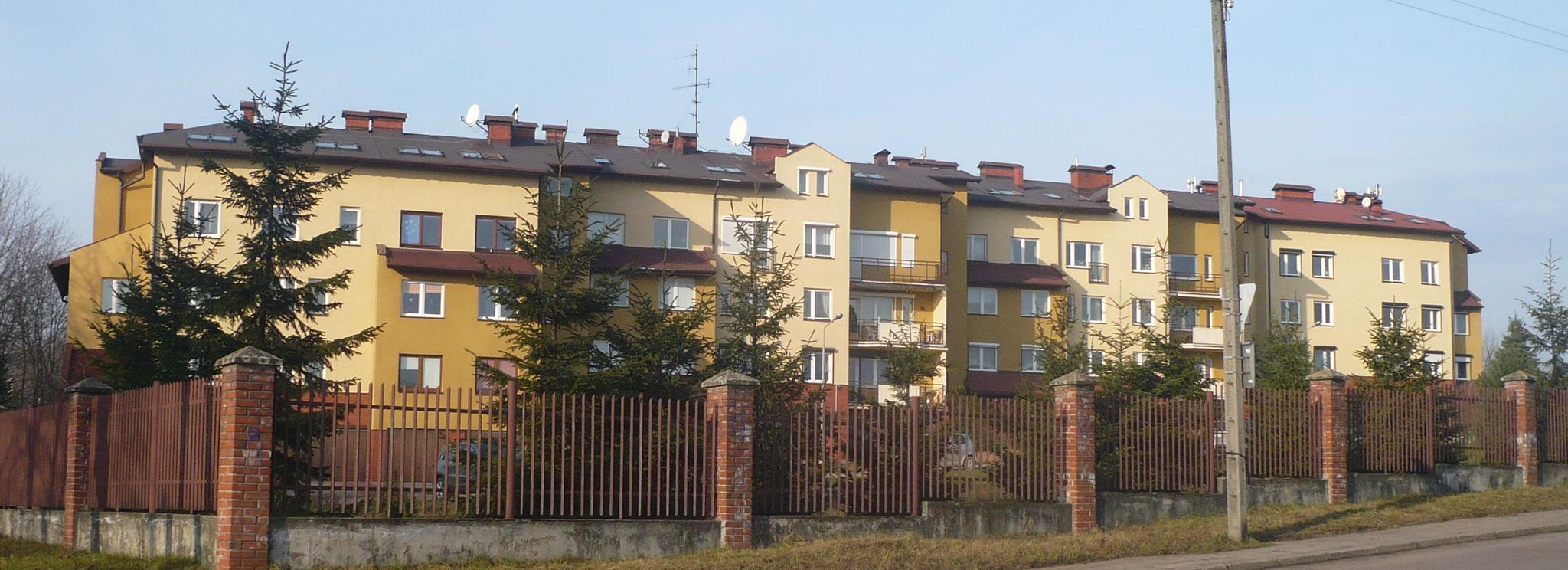
Apartamentowiec przy ul. Skalnej i Dębowskiego

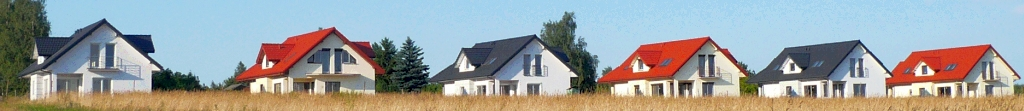
Nowe miniosiedle na Górce Stokowskiej (ul. Dębowskiego)

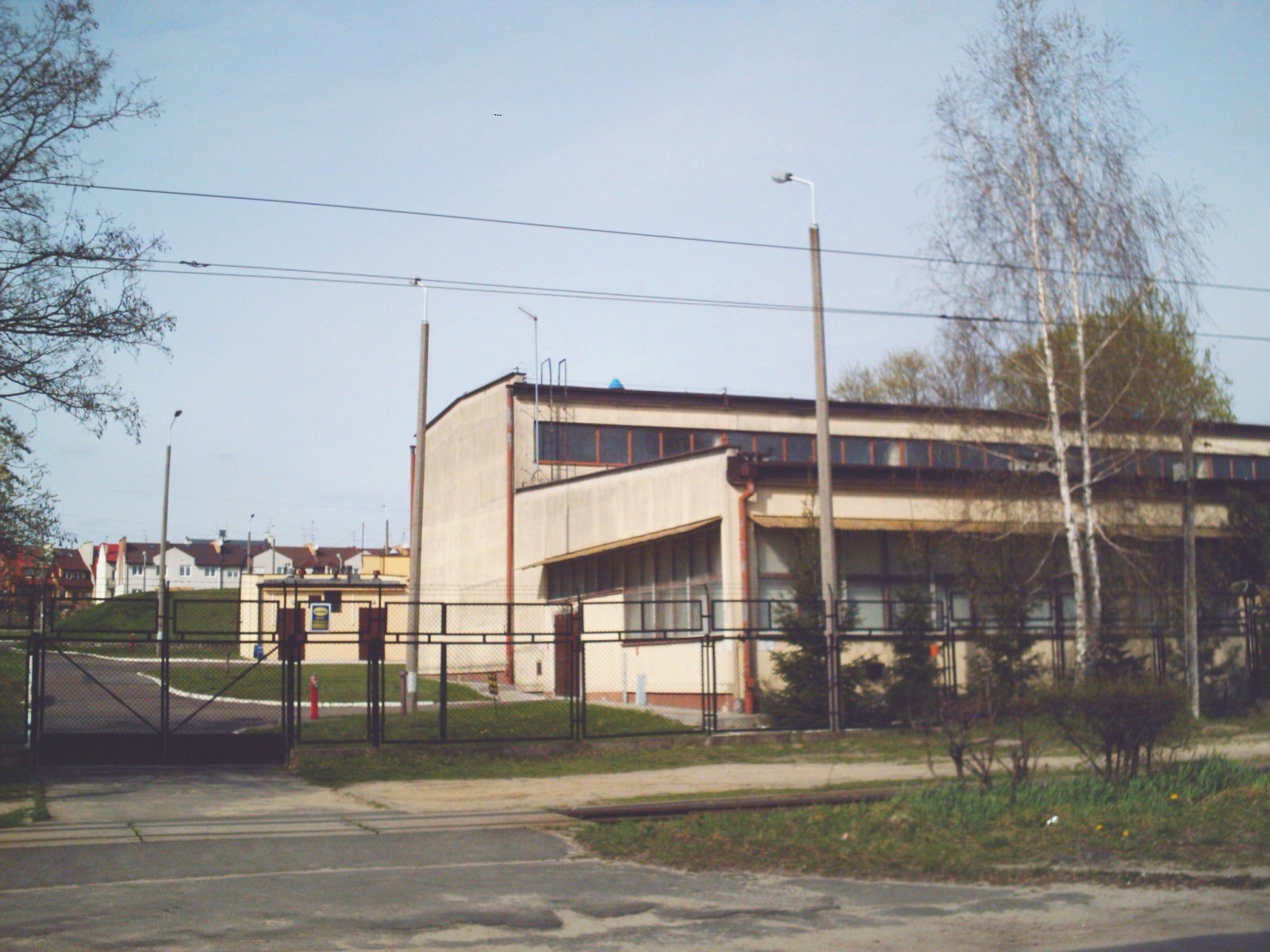
Wodociągi miejskie przy ul. Telefonicznej

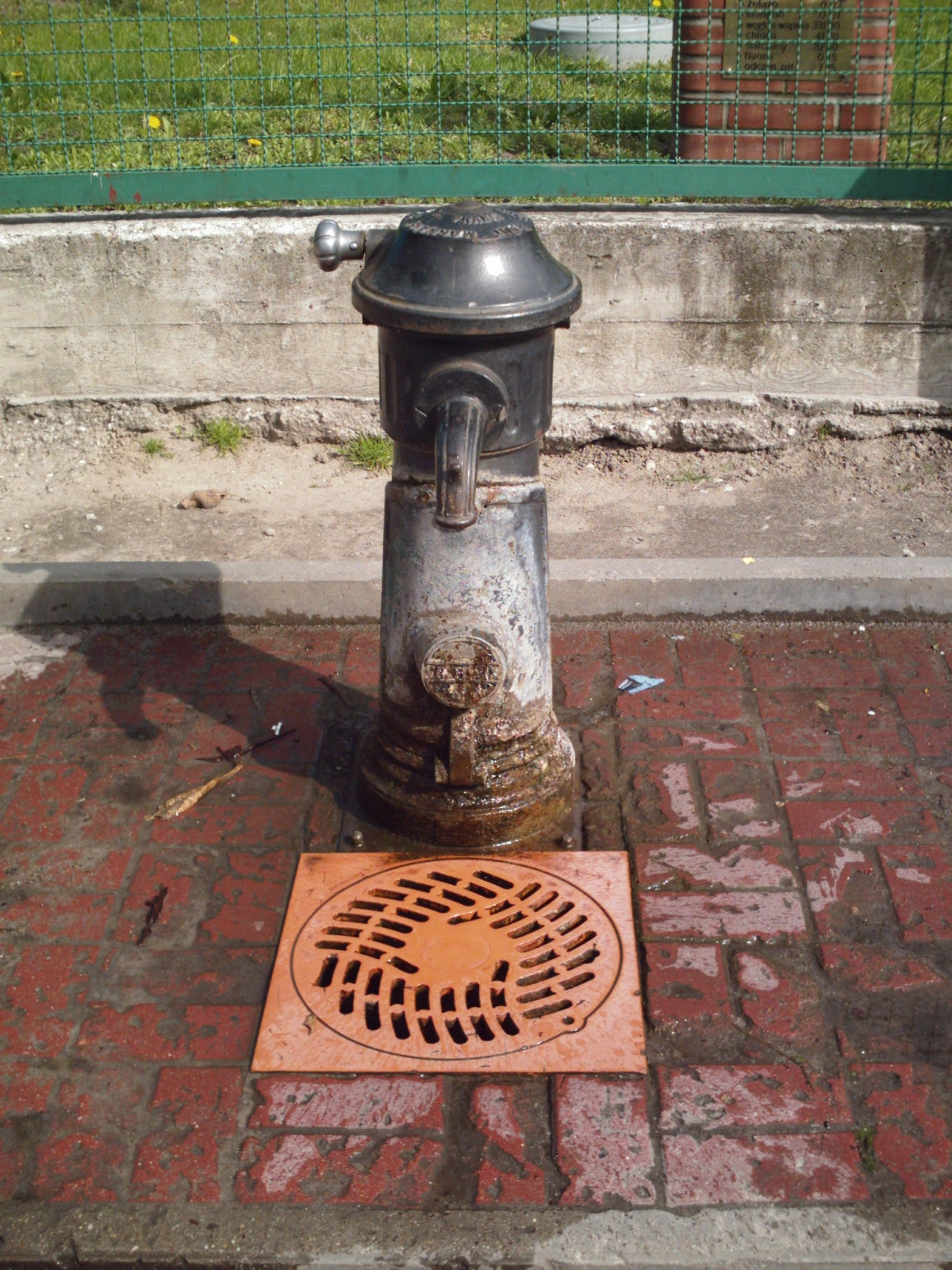
Studnia publiczna z bardzo czystą wodą przy ul. Giewont

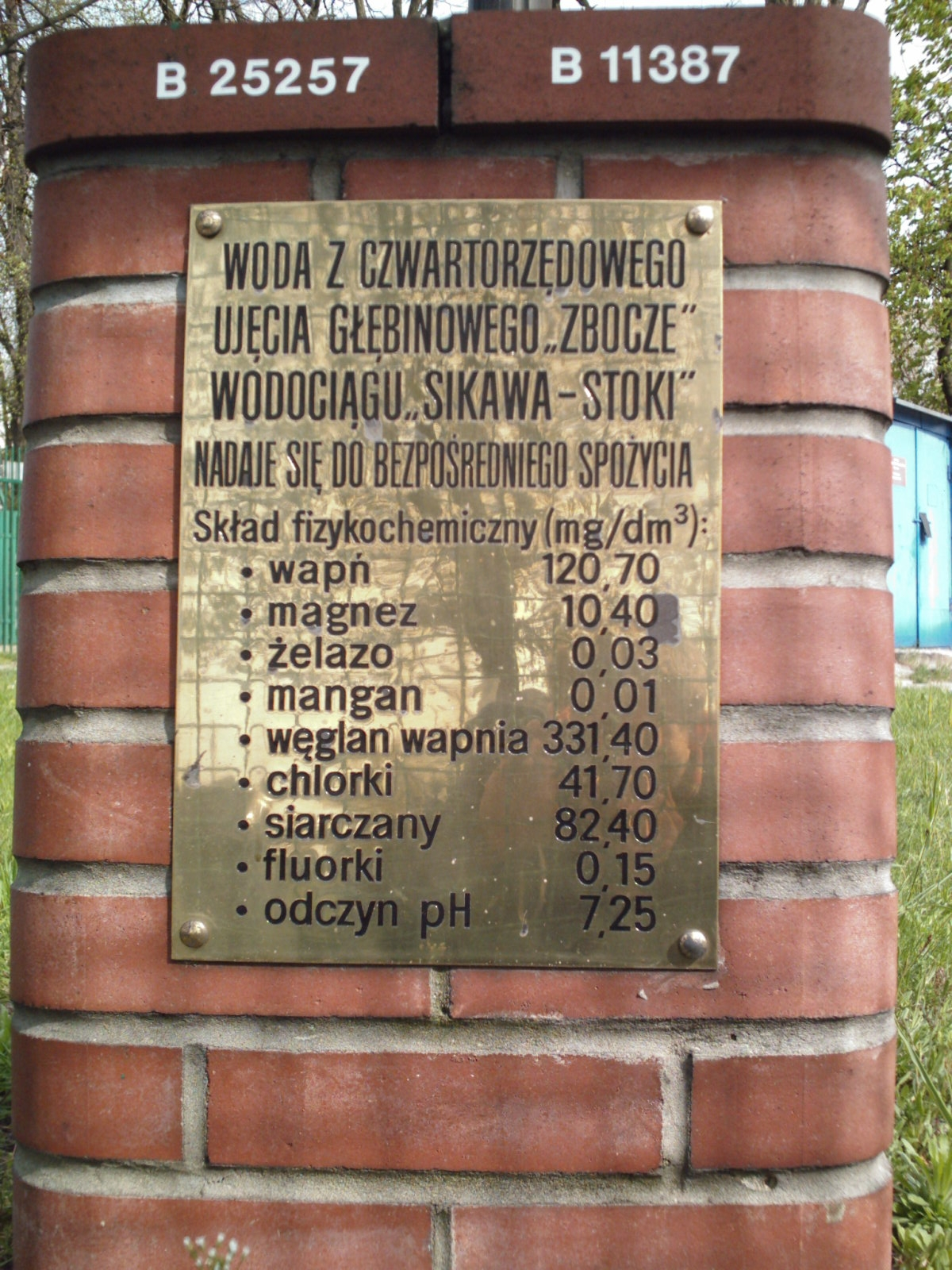
Tablica informacyjna przy studni przy ul. Giewont

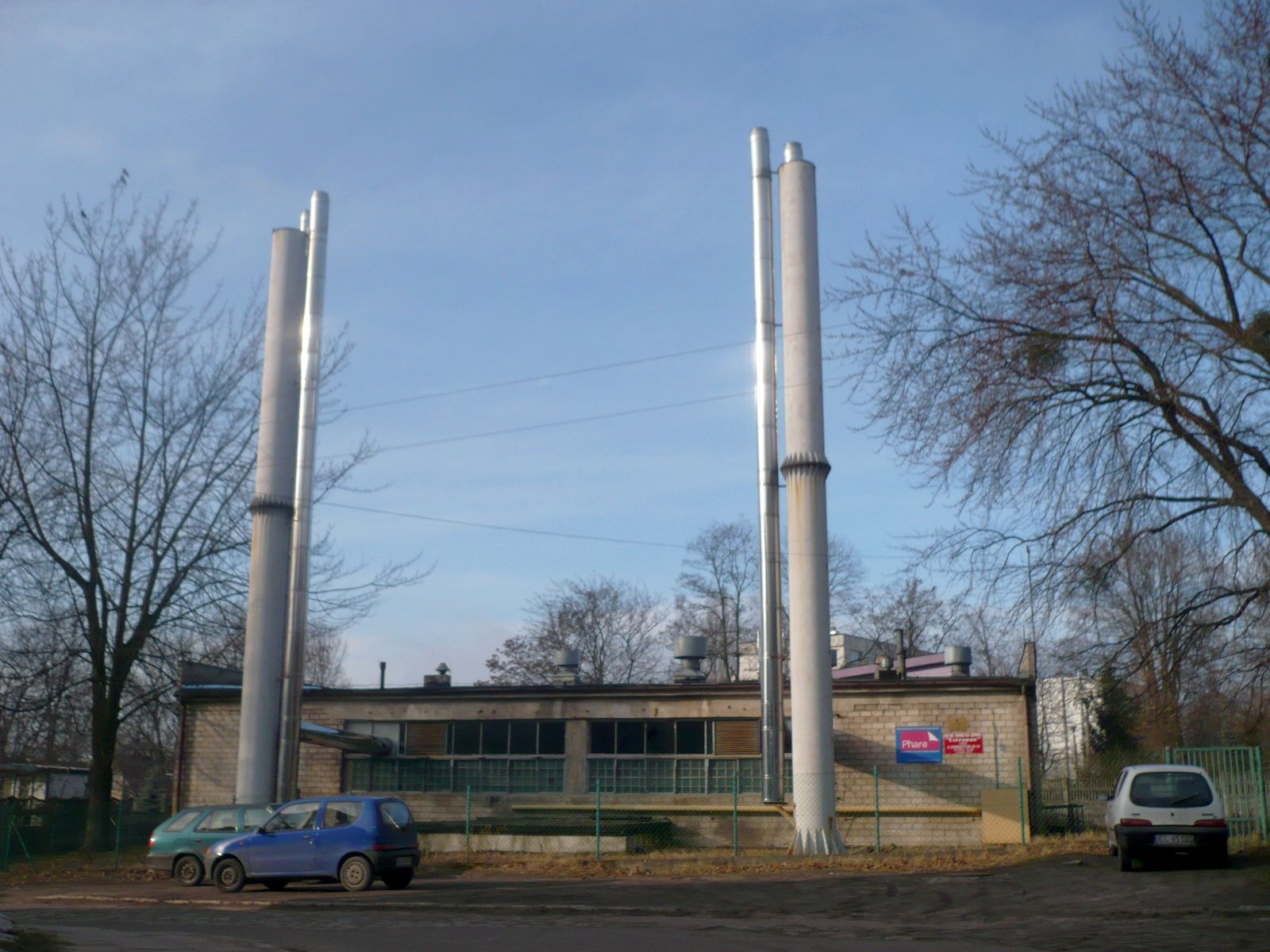
Ciepłownia przy ul. Skalnej

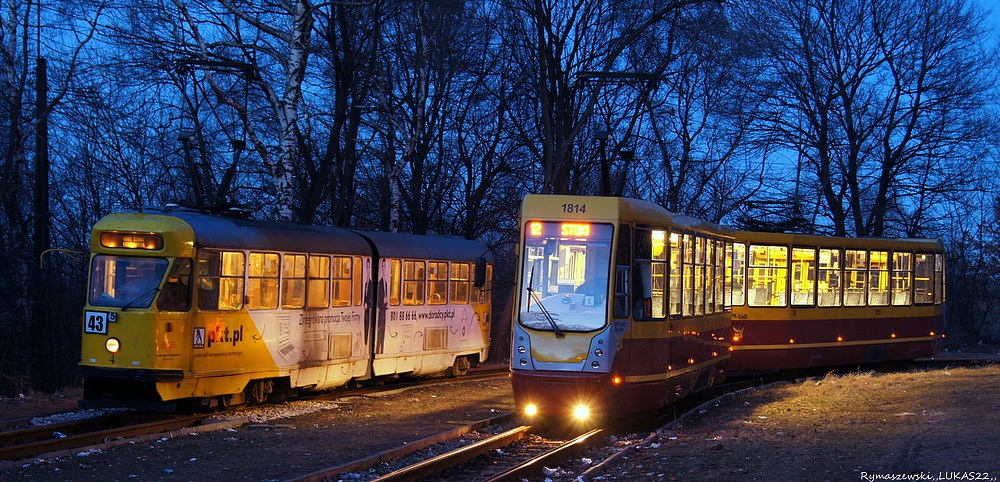
Krańcówka Tramwajowa

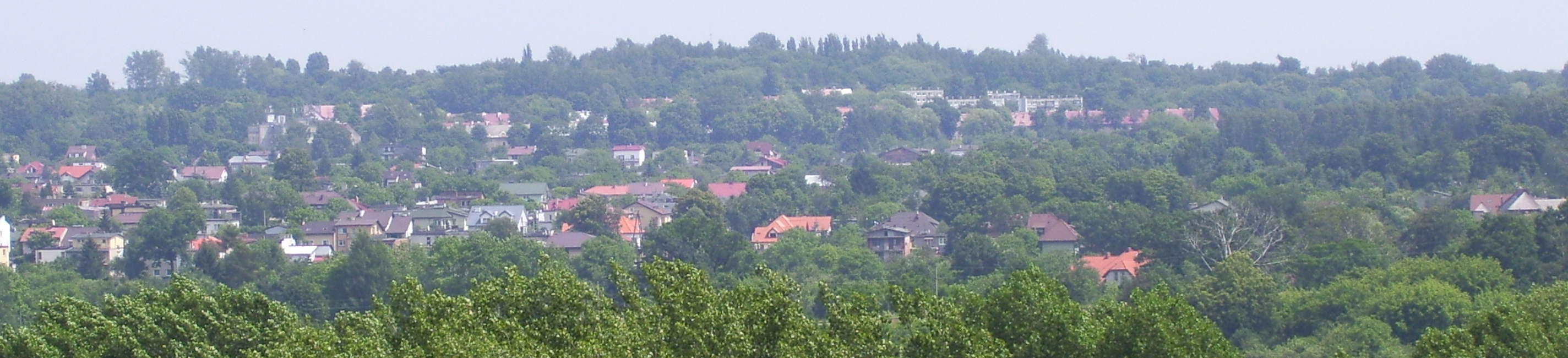
Panorama Stoków z osiedla Lumumbowo

Stoki – osiedle w północno-wschodniej części Łodzi, na terenie Widzewa, sąsiadujące z osiedlami: Sikawa, Mileszki, Podgórze, „Lumumbowo”, Doły.
Nazwa osiedla wiąże się ze specyficznymi warunkami terenowymi, które istotnie kontrastują z pozostałymi łódzkimi osiedlami. Stoki stanowią najwyższy obszar na Wzniesieniach Łódzkich, wyniesiony kilkadziesiąt metrów nad całym miastem, z największymi deniwelacjami. Za Królestwa Polskiego istniała gmina Stoki.

## Granice osiedla
Niemały problem stanowi dokładne wyznaczenie granic Stoków. Zupełnie odmiennie wyglądać to będzie, jeśli przyjmie się za kryteria oceny: zależności historyczne, określenia używane potocznie przez mieszkańców, czy obecne granice administracyjne.
Wedle wersji, która określa Stoki jako bardzo rozległy obszar, wytycza się ich północną granicę ulicą Opolską, południową zaś torami kolejowymi linii nr 458 (między dworcami Łódź Niciarniana a Łódź Widzew).
Nieco mniejsze terytorium zajmuje katolicka parafia pw. Matki Boskiej Różańcowej (powstała w Stokach w latach 30. XX wieku). Zajmuje ona obszar: między ulicą Opolską – na północy, ulicą Pomorską – na południu, ulicą Listopadową – na wschodzie i terenem kolejowym linii nr 16 (pomiędzy Łodzią Widzewem a Łodzią Radogoszczem) – na zachodzie.
Według obecnego administracyjnego podziału miasta najważniejsza część obszarów historycznie ukształtowanego osiedla Stoki wchodzi w skład osiedla administracyjnego Stoki-Sikawa-Podgórze. Reszta terenów zaliczanych powszechnie do Stoków (położonych głównie na wschód od ulicy Giewont) znajduje się w granicach osiedla administracyjnego Dolina Łódki.
Prócz podziału na osiedla administracyjne funkcjonuje w Łodzi (od 2005) podział miasta stworzony dla potrzeb Systemu Informacji Miejskiej. Zgodnie z nim, osiedle Stoki stanowi obszar ograniczony:
- od północy ulicami Telefoniczną, Bronisława Czecha i Obłoczną
- od wschodu ulicą Arniki
- od południa ulicą Pomorską
- od zachodu linią kolejową nr 16

Stosownie do tego, na północ od granicy Stoków znajduje się osiedle Sikawa (czasami traktowane jako część Stoków), na południe i wschód – osiedle Mileszki oraz na zachód – osiedle Niciarniana.

## Geografia

### Rzeźba terenu
Według podziału Łodzi na jednostki geomorfologiczne dokonanego przez J. Goździka Stoki znajdują się na obszarze Wzgórz Łagiewnickich, z których najwyższą część (powyżej 240 m n.p.m.) stanowi Płaskowzgórze Stokowskie (patrz mapa hipsometryczna Łodzi).
Wpływ na ukształtowanie takiej rzeźby miały zlodowacenia skandynawskie epoki plejstocenu. Wówczas to, gdy topił się lądolód, pojawiającą się wolną przestrzeń wypełniały wody lodowcowe nanoszące osad w postaci piasków i żwirów. Skutkiem tej akumulacyjnej działalności było wytworzenie stoliwa kemowego, które obejmuje większą część obszaru Stoków.
Prócz czynników naturalnych, na rzeźbę Stoków, swój wpływ odegrały także działania ludzkie. W latach 30. XX wieku z zachodu osiedle zostało oddzielone od Łodzi kilkumetrowym nasypem, który powstał pod budowaną Linię kolejową nr 16 relacji Łódź Widzew – Zgierz.
W II połowie XX wieku we wschodniej części Stoków stworzono kilka kopalni piasku i żwiru, których eksploatacja spowodowała powstawanie dużych zagłębień. Wcześniej jeszcze (w XIX wieku) w Stokach próbowano wydobywać węgiel brunatny, ale ponieważ jego pokłady okazały się niewielkie, a eksploatacja nieopłacalna, szybko tego zaprzestano.

### Hydrologia
Stoki położone są przy dziale wodnym I rzędu. Z okolicznych wzgórz niegdyś regularnie biło wiele strumieni. Prawdopodobnie w najwyższej części Stoków znajdowały się kiedyś źródła rzeki Łódki. Natomiast w południowej części Stoków (przy skrzyżowaniu ulic Pomorskiej i Giewont) obecnie zaznaczają się źródła Jasienia.

Ponadto w pobliżu Stoków biją źródła rzek: Bzury i Sokołówki (przy osiedlu Rogi), Miazgi (przy osiedlu Nowosolna) – z dorzecza Wisły oraz Neru (pomiędzy ul. Pomorską i Henrykowską, przy osiedlu Mileszki) – z dorzecza Odry.

## Historia administracyjna
Dawniej samodzielna miejscowość (wieś, kolonia i folwark). Od 1867 w gminie Stoki, zniesionej w 1868, po czym Stoki włączono do gminy Nowosolna. W okresie międzywojennym należały do powiatu łódzkiego w woj. łódzkim. W 1921 roku kolonia Stoki liczyła 337 mieszkańców, wieś Stoki 82, a folwark Stoki 70. 1 września 1933 utworzono gromadę (sołectwo) Stoki w granicach gminy Nowosolna, składającą się z wsi Stoki, folwarku Stoki, cegielni Stoki i kolonii Jędrowizna. Podczas II wojny światowej miejscowość włączono do III Rzeszy. 
Po wojnie Stoki powróciły na krótko do powiatu łódzkiego woj. łódzkim, lecz już 13 lutego 1946 włączono cały skład gromady Stoki do Łodzi.

## Historia

### Początki Stoków (XIV wiek)
Niegdyś Stoki stanowiły podłódzką wieś. Trudno jest ustalić, kiedy dokładnie powstały.
W 1350 w dokumencie poświęconym podziałowi dóbr Gieczno w Łęczyckiem wymieniona jest dąbrowa Stoki, położona nieopodal Rogów, jako część należąca do tej rycerskiej wsi.
Kolejny podobny zapis pochodzi z 1369. Następny dokument z 1390 wymienia już Stoki jako odrębną własność (właścicielem był Paszko ze Stoków, być może przodek rodziny Stokowskich).

### Pierwszy kościół na Stokach, Jakub Romiszewski, nowy ród Stokowskich
Tradycja mówi, iż w 1438 dziedzic Stoków – Sieciech (wówczas piastujący stanowisko łowczego większego łęczyckiego) ufundował w Stokach kościół, który stał się filią kościoła parafialnego pw. św. Doroty w Mileszkach. Obecnie nie wiadomo, gdzie dokładnie mieściła się ta świątynia (nie zachował się żaden dokument jasno wskazujący takowe miejsce).

W 1511 ze względu na bardzo zły stan kościoła w Mileszkach, staraniem tamtejszego proboszcza, ks. Macieja, kanonika łęczyckiego, kościół ze Stoków został przeniesiony do siedziby parafii. Zdarzenie to wiąże się ściśle z mającym miejsce w tym samym roku skupieniem w rękach jednego posiadacza wielu okolicznych dóbr (Stoków, Mileszek, Woli Mieczkowej – później nazywanej Sikawą, Woli Stokowskiej). Był nim Jakub Romiszewski z Romiszowic herbu Jelita, który poślubił Annę ze Stoków (córkę Jana z Łęk, herbu Topór, wnuczkę Sieciecha).

Syn Jakuba i Anny – Jan Romiszewski, ponieważ był posiadaczem okolicznych dóbr, które zamieszkiwał, był nazywany Janem ze Stoków i Chojen. Natomiast jego syn – Jakub był już nazywany Stokowskim (po raz pierwszy nazwisko to pojawiło się w dokumentach około 1570).

### Stoki własnością Stokowskich
Ród Stokowskich z czasem zaczął liczyć się w skali wojewódzkiej. Nie był natomiast tak silny, aby móc odgrywać istotną rolę na arenie ogólnopolskiej. Ważną miarą pozycji Stokowskich były pełnione przez nich funkcje. Istotną wiedzę na ten temat przekazują nam zachowane z tamtych czasów rejestry podatkowe. Najstarszy, który przetrwał do naszych czasów, pochodzący z 1576 podaje, iż właścicielami Stoków byli dwaj bracia. Prócz wspomnianego już Jakuba, który piastował funkcję łowczego łęczyckiego Stoki należały także do Stanisława Stokowskiego.
Według akt diecezji włocławskiej w sierpniu 1591 do Łodzi przybył biskup Hieronim Rozdrażewski. Wysłuchał wówczas skarg mieszkańców. „Ukarał szlachcica Stokowskiego za nierząd, niesprawiedliwość i krzywdy wyrządzone przez niego poddanym na mieniu i życiu. Dom jego rozpusty kazał biskup zburzyć i z ziemią zrównać.” W nie w pełni jasnym przekazie brakuje imienia szlachcica. Być może był to Stanisław(?). Brak też opisu, gdzie znajdował się ten „rozpustny dom” Stokowskiego, czy w Łodzi, czy w Stokach. Poza tym nie jest konkretnie podane, jak wyglądać miała kara za wyrządzone przestępstwa.
W tym okresie wieś Stoki posiadała szlachecki folwark, karczmę, piętnaście zagród chłopskich, 140 ha gruntów chłopskich (z czego ok. 50 ha było opuszczonych). Po Jakubie Stokowskim karierę urzędniczą wiedli dwaj jego synowie: Marcin (podstoli łęczycki) i Jakub (który niejako odziedziczył funkcję po śmierci brata). Kolejny zachowany rejestr z 1616 wskazuje na brak rozwoju dóbr Stokowskich. Z czasem coraz więcej ziemi pozostawało w odłogu. W połowie XVII w. Stokowskim udało się w pewnym stopniu odbudować swój majątek.
Odniesienie tego, że sytuacja Stokowskich się polepszyła, znajdziemy też w tym, że kolejnym urzędnikiem wojewódzkim – podstolim łęczyckim do 1659 był Stanisław Stokowski.
Jednak potop szwedzki wywarł istotną rolę dla sytuacji tej wsi. W 1661 były tylko trzy zagrody chłopskie. Pięć lat później o jedną zagrodę więcej, przy czym pięć zagród było wówczas całkowicie opuszczonych.

### Dwór Stokowskich
Według zachowanych opisów z XVII w. dwór Stokowskich był niewielki. Miał dwa kominy. Posiadał cztery izby i jedną komorę. Stan ogólny był bardzo zły. Dach w połowie był przegniły, podłoga popsuta, podziurawiona. Budynki gospodarcze były zniszczone, od dawna nie remontowane. Przy dworze była niewielka piekarnia (posiadała izbę, komorę, sień i piwnicę). Jej stan był także kiepski. Natomiast położony nad stawem browar był zdewastowany (posiadał przegniłe ściany i w ogóle nie było wtedy już sprawnych urządzeń do produkcji piwa). W tym czasie we wsi było 67 ha ornej ziemi.

### Sytuacja wsi w XVIII wieku
O sytuacji ekonomicznej Stoków bardzo wiele można wywnioskować z nieco romantycznej historii, która miała miejsce na początku XVIII wieku. Wówczas to łódzki mieszczanin, nazwiskiem Ostojski zakochał się w „dziewce ze Stoków wsi jaśnie pana Stokowskiego” o imieniu Maryjanna. Miłość ta była wielka uczuciem, choć nieodpowiednia ze względu na różnice stanowe. On nie tak bogaty, ale w końcu mieszczanin (czyli wolny). Ona zmuszona do pracy jako parobka w majątku Stokowskiego. Dziedzic nie miał zamiaru przyzwolić na to, aby kolejna osoba opuściła jego wieś, przy i tak trudnej sytuacji.
Jednak uczucie okazało się silniejszym od podziałów stanowych. Trwały w miłości Ostojski pewnego razu wykradł nocą ze Stoków Maryjannę na „despekt a dyshonor wielki” pana Stokowskiego i uciekł z nią do Lutomierska, gdzie się pobrali. Po kilku tygodniach „miodowego miesiąca” młodzi powrócili do Łodzi. Kiedy wieści te doszły do pana Stokowskiego, postanowił on zmobilizować swych poddanych i na ich czele najechać pewnej nocy na dom Ostojskich, w celu odebrania swej prawowitej własności – Maryjanny.
Siłą wyważono drzwi, związano pana młodego, pobito jego ojca i braci. Nie udało się natomiast dostać panny Maryjanny, która zabarykadowała się na strychu domu. Poza tym poczęła panicznym krzykiem wzywać pomocy, czym zwołała na miejsce okolicznych mieszczan, uzbrojonych w widły i siekiery. Prawdopodobnie do bójki nie doszło, ale nastąpiła bardzo ostra i szczera wymiana zdań. W stronę Stokowskiego skierowano słowa „niepoćciwe”. uwłaczające godności stanu szlacheckiego.

Sprawa miała zakończyć się przed sądem biskupim. Na szczęście dzięki ekonomowi klucza łódzkiego – Wolskiemu, który okazał się dobrym mediatorem, doszło do pogodzenia się obu stron sporu. Mieszczanie przeprosili publicznie Stokowskiego. Ostojscy na zamianę za Maryjannę dali Stokowskiemu swą służącą, co spowodowało, że liczba jego poddanych nie zmniejszyła się i zrezygnował ze swych pretensji wobec panny, teraz już pani, w dodatku mieszczanki – Maryjanny.

Cała sprawa pokazuje, jak ważny dla Stokowskiego był jeden pracownik w jego wsi. Ile był gotów zrobić, aby odzyskać tę osobę.
Następne zapiski z lat 1776–1777 wspominają o ośmiu chłopskich zagrodach. Dwór określono jako niewiele większy od chłopskiej chałupy. Ziemi ornej było już więcej, niż wcześniej, bo ok. 160 ha. Żywy inwentarz stanowiło: 5 koni, 10 wołów, 5 krów, 4 cielęta, 35 świń, 22 indyki, 12 gęsi, 4 kaczki i 24 kury.

W latach 1789–1790 cały czas we wsi było osiem zagród chłopskich.

### Położenie wsi Stoki
Dawną wieś Stoki można zaliczyć do gatunku starych wsi zwartych. Prawdopodobnie wieś ta położona była mniej więcej tam, gdzie dzisiejsze osiedle „na dołku”. Jednak trudno jest dokładnie ustalić jej położenie. Dokumenty z dawnych czasów niewiele mówią o tym, że pośrodku wsi były 3 sadzawki. Na mapach z końca XVIII i początku XIX w. wieś Stoki zaznaczona jest przy gościńcu z Łodzi do Brzezin, gdzieś w rejonie dzisiejszej ulicy Telefonicznej. Folwark był usytuowany na południowy wschód od wsi.

Najdłuższy czas w posiadaniu Stokowskich były tereny położone między dzisiejszą ulicą Opolską a torami kolejowymi relacji Łódź Fabryczna – Łódź Widzew.

### Kres majątku Stokowskich (XIX wiek)
Żyjący na początku XIX w. dziedzic Stokowski (człowiek pełen rozmachu, ale bez pieniędzy) posiadał rycerskie zamiary wobec panny Krapaczówny, z majątku Krapaczów w guberni piotrkowskiej. Przy braku zgody jej rodziców na małżeństwo, postanowił wykraść ją i przywieść na Stoki. Stary Krapacz w zamian za to rzucił na Stokowskiego przekleństwo, w którym można dostrzegać zapowiedź upadku majątku Stokowskich.

Z czasem nastąpiły licytacje bez końca na mocy wyroków wydawanych w imieniu cara. Gazeta z połowy XIX w., drukująca ogłoszenia Towarzystwa Kredytowego Ziemskiego, zaczęła zamieszczać szereg dramatycznie brzmiących informacji o całkowitej upadłości majątku Stokowskich. Potem w księgach hipotecznych ukazał się zapis:

Właściciel: Wincenty Franciszek Stanisław trzech imion Stokowski – nabył 13 lipca 1829 przed reyentem powiatu zgierskiego na mocy umowy z Wincentym Lubiatowskim zawartej, z mocy którey stał się wyłącznym tych dóbr właścicielem, po odłączeniu takowych od dóbr Sikawy.

Z zapisu tego wynika, iż Stokowskim pozostały już tylko Stoki. Inne zaś okoliczne majątki przestały być ich własnością.

Za poparcie dla powstania styczniowego car pozbawił majątku Stanisława Stokowskiego i zesłał go na Syberię. I to był kres Stokowskich na Stokach.

### Wojciechowscy na Stokach
Nowym rozdziałem w dziejach Stoków było przybycie tutaj rodziny Wojciechowskich. W 1892 ziemianin Szymon Wojciechowski wykupił stokowskie ziemie od cara (wygrywając licytację kwotą 10 000 rubli + 1 rubel – ten właśnie jeden rubel przewyższył szalę licytacyjną).

Jego bardzo ambitne plany utworzenia gospodarstwa na wzór prawdziwie szlachecki, działającego przy wielkim przemysłowym mieście Łodzi, miernie były realizowane. Istotnym tego powodem był na pewno słaby stan ziemi uprawnej (na Stokach dominował piach i żwir). Aby móc jakkolwiek prosperować, Wojciechowscy z czasem dzielili swą ziemię na działki, które wykupowało pod budowę domów wielu mieszkańców Łodzi i okolic.

### Urbanizacja Stoków od początku XX wieku
Na dawnych posiadłościach Stokowskich, wówczas Wojciechowskich, między obecnymi ulicami: Bronisława Czecha, Krokusową, Pszczyńską a Czorsztyńską w 1908 przystąpiono do podziału na działki pól rolniczych. W taki sposób z czasem powstało osiedle domków jednorodzinnych. Ulice zostały tam wyznaczone wzdłuż osi północ-południe z kilkoma prostopadle do nich przylegającymi połączeniami (ul. Czecha, Telefoniczna, Źlebowa i Pszczyńska). Z czasem dla tego osiedla utarła się nazwa „Place Stoki”. Jednak obecnie nie jest już ona stosowana.
W związku z tragiczną sytuacją mieszkaniową Łodzi w 1936 na Górce Stokowskiej, przy ulicach: Halnej, Turnie i Wichrowej, Towarzystwo Osiedli Robotniczych wybudowało spore osiedle szeregowych domków jednorodzinnych dla lepiej sytuowanych robotników. Z racji położenia na szczycie wzgórza osiedle to potocznie nazywane jest „osiedlem na górce”. bądź też „górnymi blokami”.

Na przyszłość planowano w okolicy budowę kolejnego osiedla, ale w wyniku nadejścia wojny, nie doszło do realizacji tego planu.

### Drugi kościół na Stokach
W 1928 w parafii św. Doroty w Mileszkach (do której należały wówczas Stoki) proboszczem został ks. dr Witold Nadolski. Szybko dostrzegł, że odległość ok. 6 km, jaka dzieli mieszkańców Stoków i Sikawy od siedziby parafii, negatywnie wpływa na prawidłową realizację praktyk religijnych. Najpierw przydzielił tym, coraz bardziej przypominającym miejskie osiedla, wsiom oddzielnego duszpasterza – ks. Jacka Gawędę, który był wikarym w jego parafii. Następnie wraz z mieszkańcami zabrał się za budowę kościoła, który powstał na wzgórzu leżącym na granicy Stoków i Sikawy w rekordowo szybkim czasie (ok. półtora roku). Teren pod kościół ofiarowali spadkobiercy Stan. Wojciechowskiego (większa część) oraz Stow. Kulturalno-Oświatowe Pracowników Tramwajowych (KEŁ; Kolei Elektrycznej Łódzkiej [tramwaje miejskie]) „Książka”. Poświęcił go 5 VII 1931 r. ordynariusz łódzki ks. bp Wincenty Tymieniecki. Pierwszy dzwon do tego kościoła, o nazwie „Roman”. został ufundowany w III rocznicę jego poświęcenia. Został odlany z metalu ofiarowanego przez zakłady włókiennicze „Ludwik Geyer, Sp. Akc. w Łodzi”, który na miejscu (!!) przetopili dwaj bezrobotni giserzy łódzcy – W. Gołuch i M. Sielski. Dzwon waży 110 kg, poświęcił go 29 VII 1934 r. bp W. Tymieniecki. Początkowo był to kościół filialny parafii w Mileszkach. W 1932 bp W. Tymieniecki erygował przy tym kościele parafię Matki Boskiej Różańcowej w Stokach-Sikawie.

### II wojna światowa
Podczas II wojny światowej Niemcy okupowali Łódź i jej okolice (także Stoki). Nieopodal folwarku Stoki wybudowali od podstaw, istniejące do dziś, osiedle mieszkaniowe o typowo niemieckiej architekturze. Ta inwestycja była niejako realizacją przedwojennych planów Polaków związanych z urbanizacją tego terenu. W posiadających dobre na owe czasy warunki sanitarne dwupiętrowych domach zamieszkali żołnierze oraz urzędnicy. Na dworzec kolejowy Stoki przywożono rannych żołnierzy, których na Stokach leczono.
Osiedle to ma ciekawe rozplanowanie. Istnieje miejska legenda, jakoby osiedle miało przypominać z lotu ptaka swastykę. Nie jest to jednak zgodne z zachowanymi planami Niemców budowy osiedla Stockhof czy zdjęciami lotniczymi. Osiedle miało się roztaczać na południowym i zachodnim zboczu Stoków z widokiem na Łódź, jednak Niemcom udało się zrealizować jedynie częściowo najbardziej wysunięty na południe fragment osiedla. Na planie widać także budynek obecnej szkoły w najwyższym punkcie osiedla. Budowa tego fragmentu została dokończona po wojnie już przez Polaków, jednak nie zupełnie tak, jak zakładali to wcześniej okupanci.

### Po II wojnie światowej – włączenie w granice Łodzi
Po zakończeniu II wojny światowej Stoki włączono w granice administracyjne miasta Łodzi. Oznaczało to wiele ważnych zmian dla Stoków. Przede wszystkim ważne stało się to, że od tej pory istotne zmiany dotyczące tej okolicy miała podejmować administracja miejska ulokowana kilka kilometrów dalej (co ma w sobie pewne pozytywne, ale też negatywne skutki).

### Nazwy ulic
Czasy okupacji przyniosły niemieckie nazewnictwo ulic, które trzeba było po wojnie dla porządku zamienić polskim.
Poza tym niedopuszczalnym było, aby w jednym mieście powtarzały się nazwy ulic (zjawisko to powodowało wielki chaos – a takich przypadków było w całej Łodzi sporo). W związku z tym przystąpiono do koniecznych zmian. Ulice na Stokach otrzymały w większości nowe nazwy.

Charakterystycznym dla tej okolicy jest fakt, że większość tych nazw – z których prawie wszystkie zachowały się do dziś – odwołuje się swą tematyką do specyfiki osiedla (najwyżej położone w Łodzi Stoki otrzymały typowo górskie nazewnictwo ulic). Tylko pojedyncze przypadki nazw mają zupełnie inną etymologię. Ta tendencja przyczyniła się do tego, że nadane nazwy przetrwały burzliwe pół wieku, kiedy to kilkukrotnie zmieniały się stery władz samorządowych decydujących o tychże nazwach. Stało się tak, bowiem w żaden sposób nazwy te nie odnosiły się jednoznacznie do historii i polityki.

### Osiedle im.Juliana Marchlewskiego
Po zakończeniu działań wojennych na osiedlu, które dotychczas zajmowali żołnierze niemieccy, utworzone zostały polskie koszary wojskowe. Po pewnym uspokojeniu się sytuacji wojsko opuściło to miejsce. Następnie osiedle to zaludniła bardzo zróżnicowana ludność. Byli to głównie robotnicy (w większości przyjezdni) pracujący w łódzkich fabrykach, przedstawiciele inteligencji i inni.
Poprowadzone między blokami ulice posiadają nazwy – Górska, Pieniny, Potokowa, Przełęcz, Skalna, Szczytowa, Zbocze.

Po przemianach 1989 nazwę osiedla anulowano. Obecnie osiedle to potocznie jest nazywane „osiedlem na dołku” (z racji położenia poniżej szczytu Górki Stokowskiej).

### Osiedle ZOR
Kilka lat po zakończeniu II wojny światowej Zakład Osiedli Robotniczych przystąpił na Stokach do budowy kolejnego osiedla. Prace zakończono w 1953. Osiedle to ulokowano w miejscu, gdzie do tej pory rozpościerały się pola uprawne.

Domy na tym osiedlu posiadają ciekawą architekturę (spadziste dachy przypominają pruskie oraz góralskie). W każdym stworzono takie warunki, by mogło tam mieszkać kilka rodzin (wszystkie bliźniaki oraz segmenty są jednopiętrowe z charakterystyczną pojedynczą, niezwykle stromą klatką schodową). Między budynkami a ulicami wyznaczono miejsce na ogródki. Dzięki temu dziś mieszkańcy (obecnie w większości właściciele tychże posesji) mają gdzie parkować samochody (co przyczyniło się do tego, że wąskie chodnik i jezdnia są tylko sporadycznie zajmowane przez pojazdy).
Główną linię osiedla ZOR wyznaczyła droga, która powstała jako przedłużenie ulicy Skalnej w kierunku wschodnim. Poza tym powstały ulice: Bazaltowa, Dolina Kościeliska, Juhasowa, Krzemieniowa, Podgórze, Saneczkowa i Wierchowa. Dla połączenia osiedla z ulicą Nowotki (dziś Pomorską) poprowadzono na południe kilkusetmetrowy odcinek drogi od ulicy Jędrowizny do Nowotki. Ulicę tę oznaczono błędnie jako początkowy odcinek ul. Henrykowskiej (od 2013 oficjalna, urzędowa nazwa: ulica Kasprowy Wierch). Na niektórych jednak mapach drogę tę traktowano jako fragment ul. Jana Dębowskiego, która obecnie także uchodzi do Pomorskiej, lecz ok. 100 m na zachód. 

### Apartamentowiec przy ul. Skalnej
W latach 1992–1994 spółka akcyjna „Północ” zbudowała pomiędzy ulicami: Skalną, Dębowskiego i obecną ul. Kasprowy Wierch (tj. na wolnym obszarze pomiędzy osiedlami niemieckim a ZOR) budynek wielorodzinny o podwyższonym standardzie, z ponad 30 mieszkaniami, na który składają się cztery doklejone do siebie bloki o wymiarach 20 X 15 m. 
Pod koniec 1994 nowi mieszkańcy wspólnie dokupili sąsiedni wolny plac, o powierzchni ok. 30 arów, na którym zorganizowano teren zielony. Wkrótce cały kompleks został ogrodzony.

### Instytucje użyteczności publicznej na Stokach
Z czasem dla potrzeb powstałych na Stokach osiedli stworzone zostały odpowiednie instytucje użyteczności publicznej. W istniejących już budynkach osiedla Marchlewskiego utworzono:
- posterunek milicji (obecnie policji, przy ul. Zbocze)
- urząd pocztowy (przy ul. Skalnej)
- przychodnię lekarską (przy ul. Zbocze, obecnie prywatny zakład opieki zdrowotnej, posiadający umowę z NFZ)
- aptekę (przy ul. Zbocze, obecnie prywatną)

Z powodu największego w Łodzi przyrostu naturalnego panującego na Stokach, dotychczasowe zaplecze edukacyjne stało się nie wystarczającym. Aby uczniowie nie tłoczyli się już w niewielkim, drewnianym budynku szkoły (dziś schronisko dla bezdomnych mężczyzn Towarzystwa Pomocy im. św. Brata Alberta) wybudowano nieopodal (na szczycie Górki Stokowskiej, przy ul. Serpentyny, dziś Giewont) Szkołę Podstawową nr 139. Poza tym przy ul. Krokusowej powstała druga szkoła podstawowa (nr 149, dziś państwowe pogotowie opiekuńcze). Dla młodszych dzieci wzniesiono dwa przedszkola (położone od siebie zaledwie o 300 m, przy ul. Potokowej i Wichrowej).
Gmach ulokowany przy ulicy Pieniny 30, zaraz po II wojnie światowej, podobnie, jak większość okolicznych budynków mieszkalnych osiedla Marchlewskiego, adaptowano na bursę dla kobiet, które przyjeżdżały z całego kraju i podejmowały pracę w łódzkim przemyśle lekkim. Po kilku latach budynek zmienił swoje przeznaczenie, stając się szpitalem. Z czasem dokonywano jego rozbudowy (zwiększono liczbę kondygnacji o dodatkowe piętro oraz dobudowano kilka pomieszczeń). Obecnie szpital im. dr. Emanuela Sonnenberga służy mieszkańcom Widzewa.

Od kilkunastu lat przy szpitalu działa też kostnica dla zmarłych tam pacjentów.
Ważną instytucją na Stokach, od samego początku swego istnienia, była i jest biblioteka. Działalność rozpoczęła 11 czerwca 1951. Do kwietnia 1963 nosiła nazwę: 10 Rejonowa Wypożyczalnia Książek dla Dorosłych. Przez pierwszy rok funkcjonowała przy ul. Zbocze 15, zajmując tylko jeden skromny pokój, o powierzchni 52 m². W momencie otwarcia, jej księgozbiór liczył zaledwie 2235 książek. Natomiast do chwili obecnej, przez półki biblioteki i ręce jej czytelników przewinęło się już ponad 45000 tytułów. Otwarcia Wypożyczalni dokonał ówczesny dyr. Miejskiej Biblioteki Publicznej w Łodzi prof. Jan Augustyniak.

Dnia 26 kwietnia 1952 biblioteka przeprowadziła się do nowego lokalu przy ul. Skalnej 2, i tutaj zadomowiła się na dobre.

W 1963, w wyniku reorganizacji bibliotek, zmieniła nazwę na: 1 Rejonowa Biblioteka Publiczna Łódź-Widzew. A dwa lata później wprowadziła tzw. wolny dostęp do półek.

W 1969, w ramach konkursu pod hasłem „Wczoraj, dziś, jutro mojego miasta, mojej dzielnicy”. w bibliotece zorganizowano spotkanie z byłym właścicielem cegielni Stoki. W konkursie zdobyła jedną z głównych nagród.

W 1973 na osiedlu rozpoczął działalność lokalny radiowęzeł, więc na jednej ze ścian pomieszczeń biblioteki pojawił się głośnik.

Rok 1976 ogłoszony został „Rokiem bibliotek i czytelnictwa”. W związku z tym biblioteka przygotowała nagranie dla radia. Emisja nagrania miała miejsce 22 lutego, o godz. 8:45, na antenie Polskiego Radia, na falach UKF.

Od 1964 do 1982, początkowo w budynku kina „Stoki” przy ul. Serpentyny 2, później (od 1967) przy ul. Skalnej 2 (w odrębnym pomieszczeniu), funkcjonowała również 8 Rejonowa Biblioteka Publiczna Łódź-Widzew, będąca biblioteką dla dzieci i młodzieży. W 1982 zapadła decyzja o przeniesieniu tejże na osiedle Widzew Wschód. Wtedy biblioteka dla dorosłych przejęła opuszczony lokal, w którym 1 września 1983 otworzone zostały: Oddział dla Dzieci i Czytelnia Naukowa, działające od tej pory w ramach 1 Rejonowej Biblioteki Publicznej Łódź-Widzew, przemianowanej później na Filię nr 1. Stan ten zachował się do jesieni 2004, kiedy to pomieszczenia Oddziału dla Dzieci i Czytelni, wraz z księgozbiorem dziecięcym, przejęła Filia nr 7 Miejskiej Biblioteki Publicznej Łódź-Widzew – biblioteka dla dzieci i młodzieży, przeniesiona na Stoki z ul. Targowej.

Biblioteka dla Dorosłych z ul. Skalnej 2, czyli Filia nr 1 Miejskiej Biblioteki Publicznej Łódź-Widzew, jest najstarszą widzewską biblioteką publiczną. Oddalona od centrum miasta, położona w „górzystym” zakątku Łodzi cieszy się zainteresowaniem lokalnej społeczności. Od początków swojego istnienia, a obecnie, wspólnie z biblioteką dla dzieci i młodzieży, stanowi jedyną placówkę kultury na osiedlu. W związku z tym, chcąc charakter swojej działalności podkreślić, organizowała i organizuje różnorodne imprezy. Do najciekawszych należały spotkania: z pisarzami, z prezesem Łódzkiego Klubu Płetwonurków, z uczestnikiem wyprawy w Himalaje i do Etiopii. W 1996 w bibliotece miała miejsce wystawa obrazów artysty malarza Mieczysława Saara (absolwenta Akademii Sztuk Pięknych w Krakowie, rodowitego Stokowianina, obecnie seniora tego osiedla).
Po kilku latach starań, w latach sześćdziesiątych udało się mieszkańcom Stoków załatwić, aby wybudowano na tym osiedlu kino. Ulokowano je między ulicami Giewont, Zbocze, Skalną a parkiem. Początkowo Rada Narodowa odmawiała budowy, uznając, że dla potrzeb tego osiedla, należałoby stworzyć budynek z 250 miejscami na widowni. A wówczas budowano kina z widownią liczniejszą co najmniej o 200 miejsc. Jednak w końcu Stoki doczekały się kina. Przez pewien czas na wielu seansach bywał komplet. Jednak wraz ze zmianami, jakie nastąpiły w latach osiemdziesiątych kino stało się nierentownym i niepotrzebnym. Po kilkunastu latach niszczenia budynek stał się własnością prywatną, przemianowano go na restaurację, gdzie można organizować różnego rodzaju imprezy okolicznościowe. Są tam również pokoje hotelowe.
Na Stokach ulokowano także (w budynku położonym przy ul. Rysy 6) siedzibę Okręgowego Przedsiębiorstwa Rozpowszechniania Filmów (później przekształconego w Okręgową Instytucję Rozpowszechniania Filmów). Znajdowała się tam dyrekcja, zarząd kadr i dział transportowy. W warsztatach kinotechnicznych ulokowanych obok naprawiano projektory do kin z całego dużego województwa łódzkiego (sprzed reformy administracyjnej w 1975). W warsztatach samochodowych naprawiano duży tabor (instytucja ta dysponowała 40 nysami, które, jeżdżąc po całym województwie z tzw. kinami objazdowymi, rozpowszechniały kulturę tam, gdzie był do niej najmniejszy dostęp).
Znajdujący się między ulicami Skalną a Zboczem budynek, który przez lata służył osiedlu jako pralnia, w latach 80. XX w. został przystosowany na siedzibę okręgowej stacji chemiczno-rolniczej (dokonuje się tam badań próbek produktów rolniczych, gleb itp.).

### Park im. gen. M. Zaruskiego, dawniej - im. Janka Krasickiego

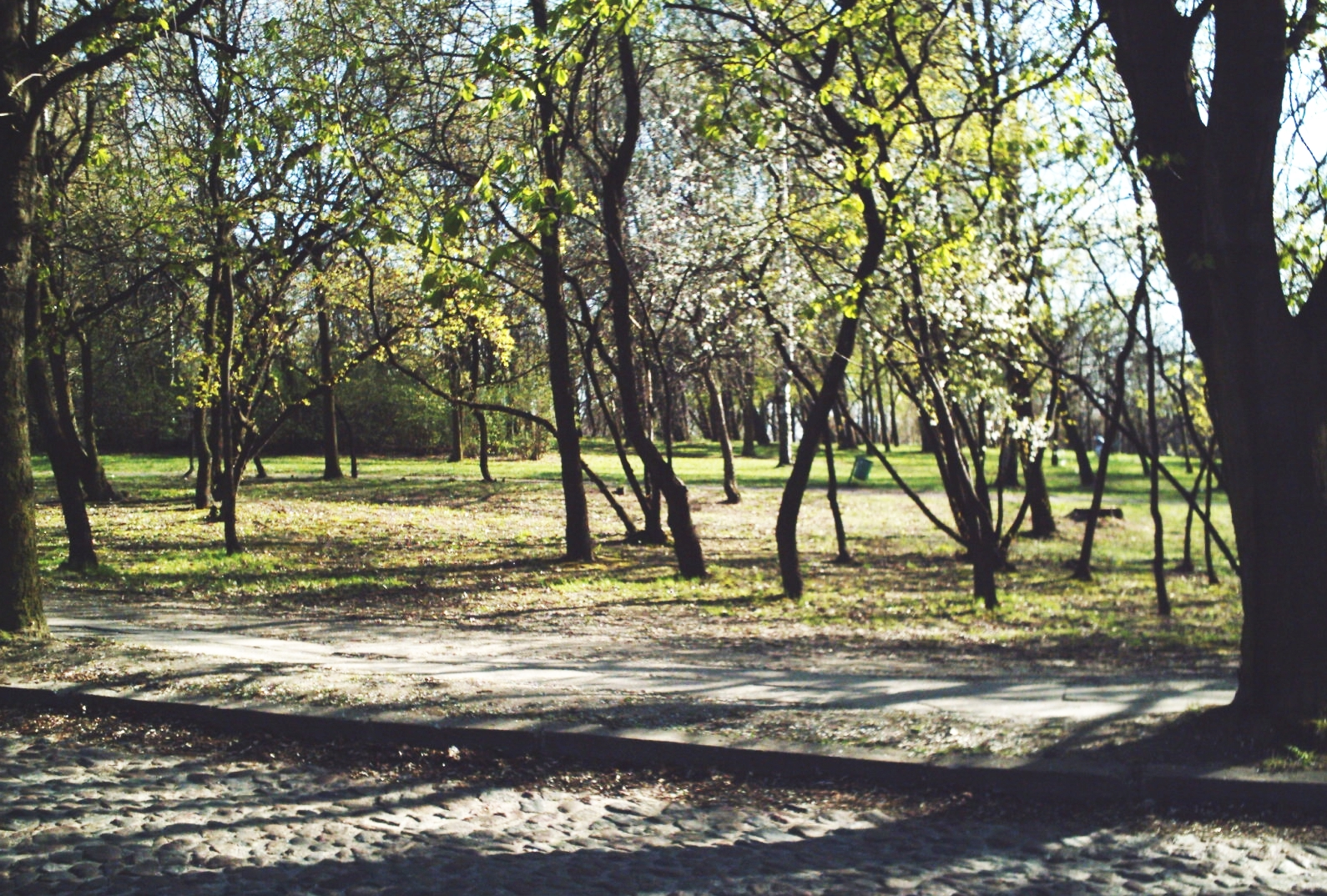
Widok na park im. gen. Mariusza Zaruskiego na Stokach od ulicy Giewont

Kiedy na Stokach w ciągu kilkunastu lat powstały trzy niewiele od siebie oddalone osiedla, pojawiła się konieczność wygospodarowania terenu „zielonego”, gdzie da się pospacerować, pobawić się i odpocząć. W związku z tym w 1954 utworzono park, który nazwano imieniem Janka Krasickiego. Ulokowany on został w miejscu, gdzie wcześniej znajdowała się żwirownia dostarczająca piasek do budowy okolicznych osiedli.

Przez ponad 40 lat nazwy parku nie zmieniano. Potem podczas akcji dekomunizacyjnej usunięto z nazwy postać działacza komunistycznego, Janka Krasickiego. Po kilku latach park nazwano imieniem gen. Mariusza Zaruskiego i nazwa ta zachowała się do dziś.
Obecnie na terenie parku organizaowane są festyny osiedlowe.

### Stadion na Stokach

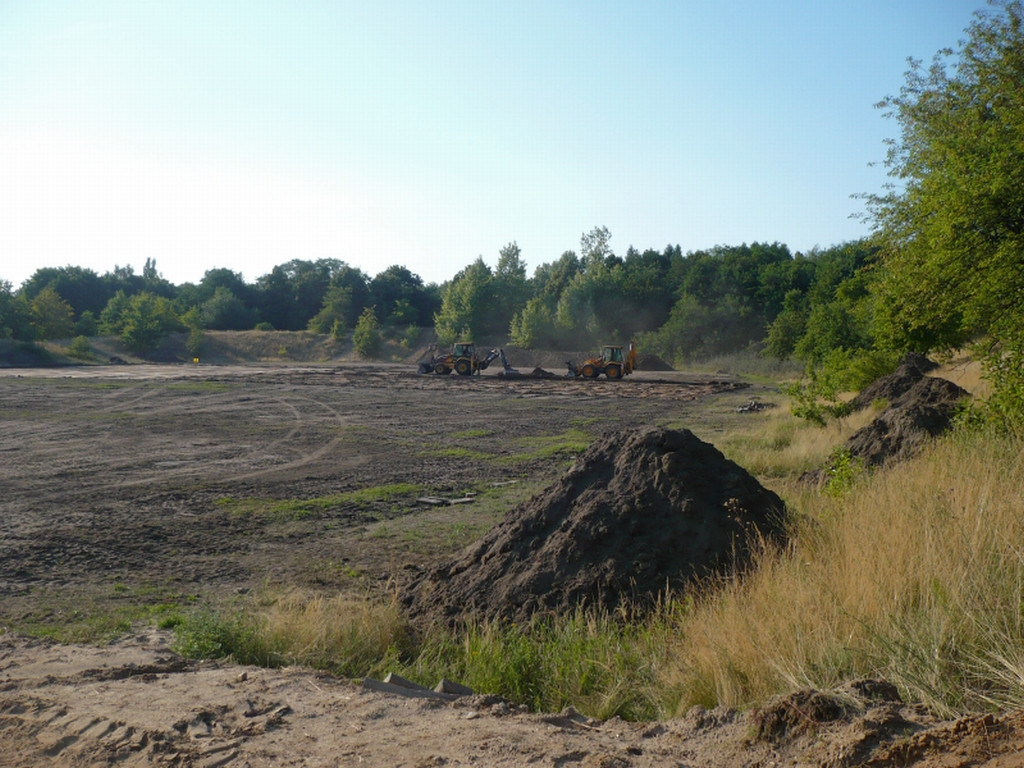
Przebudowa wielofunkcyjnego obiektu sportowo-rekreacyjnego na Stokach (stan robót – 30 lipca 2008)

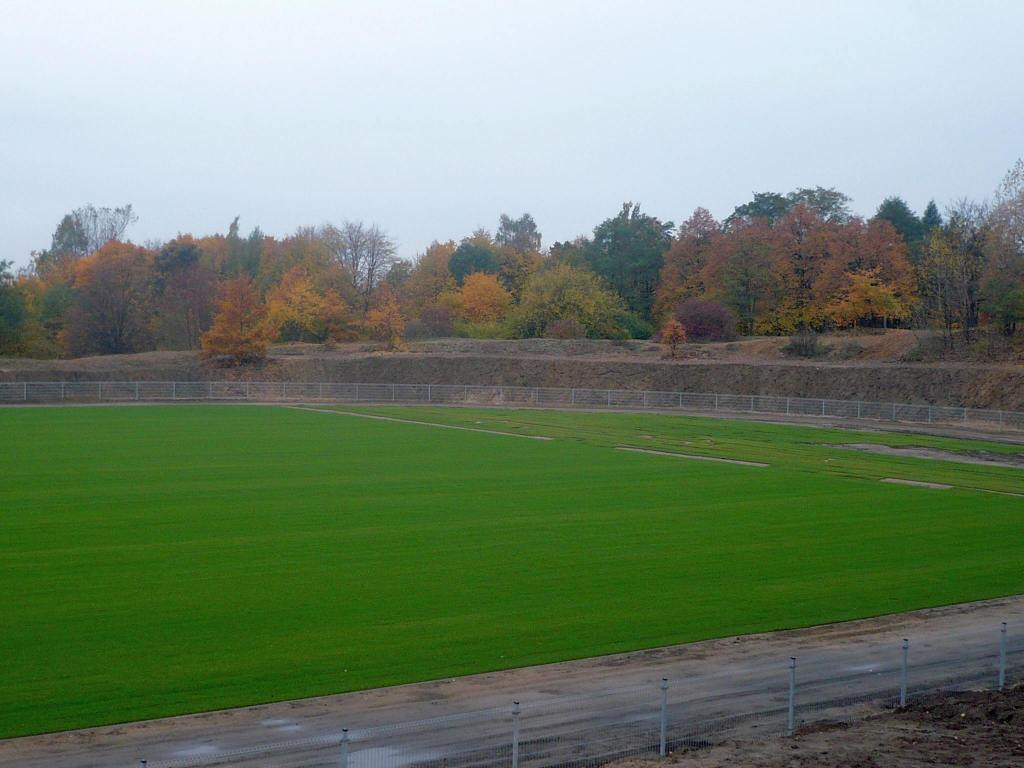
Przebudowa wielofunkcyjnego obiektu sportowo-rekreacyjnego na Stokach (stan robót – 16 października 2008)

W latach sześćdziesiątych między ulicami Potokową, Serpentyny (dziś Giewont) i Dębowskiego a parkiem utworzono boisko sportowe z możliwością na późniejsze zbudowanie bieżni lekkoatletycznej (z racji tego zdarza się mówić o stadionie na Stokach). Prace przy tej inwestycji były dość skomplikowane (bowiem nachylenie terenu na odległości ok. 200 m, na której rozkłada się obiekt, jest dość spore, a boisko z założenia tworzy się na płaskim terenie), ale ostatecznie udało się uzyskać zakładany cel. Dookoła boiska, na skutek niwelacji terenu, powstały kilkunastometrowe wały ziemne. Były one doskonałym miejscem na utworzenie tam trybun, ale przez lata, nikt spośród zarządzających obiektem, nie zdecydował się na taką inwestycję (zapewne było to podyktowane ciągłymi deficytami funduszy).
Po kilku latach od powstania obiektu, założony został klub sportowy „TKKF Stoki”. w którym młodzi chłopcy mogli uprawiać piłkę nożną. Jednak zniknął on wraz z przemianami ustrojowymi.

Przez ostatnie lata obiektem opiekowała się pobliska szkoła podstawowa nr 139. Służył on dla imprez sportowych (organizowanych przez szkoły podstawowe, gimnazja i licea z całej Łodzi, głównie biegi przełajowe i mecze piłkarskie). Po infrastrukturze zaplecza sportowego, którą niegdyś stworzono przy klubie, od lat nie było już śladu. Kilka lat temu na obiekcie zbudowano drewniane bramki w poprzek pełnowymiarowego boiska, aby rozgrywać mecze na mniejszej powierzchni. Ale z braku systematycznych konserwacji uległy one zepsuciu. Przy tych bramkach postawiono ławki, które zostały zdewastowane.
Wspólnie z osiedlowymi radami w Mileszkach i Widzewie-Wschodzie opracowano projekt modernizacji boiska i utworzenie tutaj wielofunkcyjnego obiektu sportowo-rekreacyjnego. Projekt ten został oceniony przez Urząd Miasta Łodzi najwyżej spośród wszystkich planów inwestycyjnych tego typu zgłaszanych do urzędu miasta przez rady osiedli. W październiku 2007 zdecydowano przydzielić 978 tys. złotych na realizację tej inwestycji.

Plan obiektu zakłada budowę pełnometrażowego boiska do piłki nożnej, otoczonego bieżnią lekkoatletyczną. Za bramkami znajdą się boiska do koszykówki (z możliwością zalania go wodą w okresie zimowym i utworzenia naturalnego lodowiska) i siatkówki plażowej. Na istniejącym dookoła boiska nasypie zostaną zbudowane trybuny, a wokół nich chodnik. Obiekt będzie ogrodzony, a przy stadionie powstanie parking. W przyszłości planowane jest również wzniesienie budynku z przeznaczeniem na szatnie dla zawodników i sale gimnastyczne, treningowe.

Budowa stadionu realizowana była w trzech etapach. W lipcu 2008 rozpoczęła się realizacja pierwszego, zakładającego powstanie trybun na nasypach i ww. trzech boisk. Zakończenie budowy miało miejsce w 2014 roku. Od tego momentu obiektem zarządza Klub Sportowy „Victoria Stoki”. Miejsce to stało się ośrodkiem rozwoju sportu i kultury na osiedlu.

### Pięć bloków z czasówPRL-u
W latach siedemdziesiątych XX wieku wybudowano na Stokach pięć kilkukondygnacyjnych bloków z charakterystycznego na tamte czasy budulca – wielkiej płyty. Powstały one między ulicami Górską, Giewont i Szczytową, jako dopełnienie luki między blokami osiedla dwupiętrowego.

W pobliżu tych bloków (po drugiej stronie kina, przy zwieńczeniu ulicy Skalnej) znajduje się ciepłownia, która początkowo dostarczała energię do ich mieszkań. W latach dziewięćdziesiątych została ona zmodernizowana przy pomocy funduszy Phare. Do sieci tej ciepłowni dołączono również wszystkie dwupiętrowe budynki, znajdujące się przy ul. Górskiej. Na początku obecnego wieku, spółdzielnia mieszkaniowa, do której należą bloki z wielkiej płyty, zadecydowała o odłączeniu się od obecnej sieci grzewczej (najprawdopodobniej chodziło o jedne z najwyższych cen za ogrzewanie w Łodzi). W każdym z pięciu budynków zamontowano piece gazowe, które obecnie odpowiedzialne są za ogrzewanie.
Kolejną inwestycją spółdzielni mieszkaniowej, jest rozpoczęte pod koniec 2005 ocieplanie szczytowych ścian budynków, jednak obecnie, dotyczy to tylko dwóch bloków stojących przy ul. Górskiej.

## Adresy instytucji użyteczności publicznej na Stokach
1. Rada Osiedla Stoki, ul. Zbocze 22.
2. Przedszkole Miejskie nr 63 w Łodzi, ul. Potokowa 15.
3. Przedszkole Miejskie nr 93 w Łodzi, ul. Wichrowa 1 A.
4. Szkoła Podstawowa nr 139 w Łodzi, ul. Giewont 28.
5. II Rewir Dzielnicowych VI Komisariatu Komendy Miejskiej Policji w Łodzi, ul. Zbocze 1.
6. Urząd Pocztowy Łódź 22, ul. Skalna 3.
7. Biblioteka Miejska w Łodzi. Filia nr 59, ul. Skalna 2.
8. Zakład Gospodarki Mieszkaniowej Widzew – Stoki, ul. Jana Dębowskiego 7.
9. Dom Dziecka dla Małych Dzieci, Łódź, ul. Drużynowa 3/5 – filia: Łódź, ul. Zbocze 2 A.
10. Klub Sportowy „Victoria Stoki” w Łodzi (Akademia Sportowa Stoki), ul. Potokowa 12.
11. Stowarzyszenie Seniorów Osiedla Stoki Nie Jesteś Sam, ul. Zbocze 2A.
12. Państwowe Pogotowie Opiekuńcze nr 1 w Łodzi, ul. Krokusowa 15/17.
13. Szpital Miejski nr 1 w Łodzi, ul. Pieniny 30.
14. Okręgowa Stacja Chemiczno-Rolnicza w Łodzi, ul. Zbocze 16 A.
15. Towarzystwo Pomocy im. św. Brata Alberta Chmielowskiego, Schronisko dla mężczyzn, ul. Szczytowa 11.

## Komunikacja miejska na Stokach

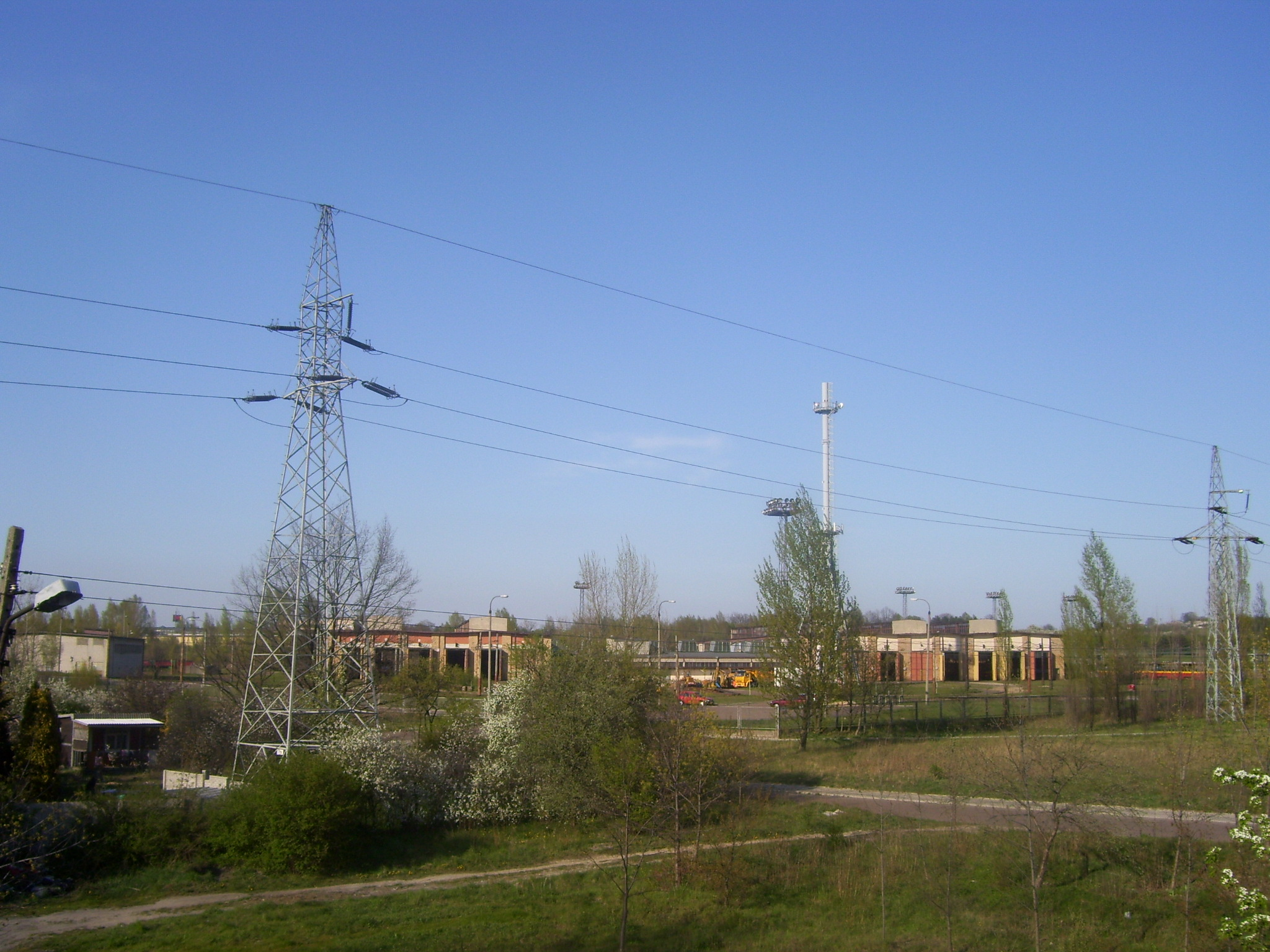
Zajezdnia tramwajowa przy ul. Telefonicznej

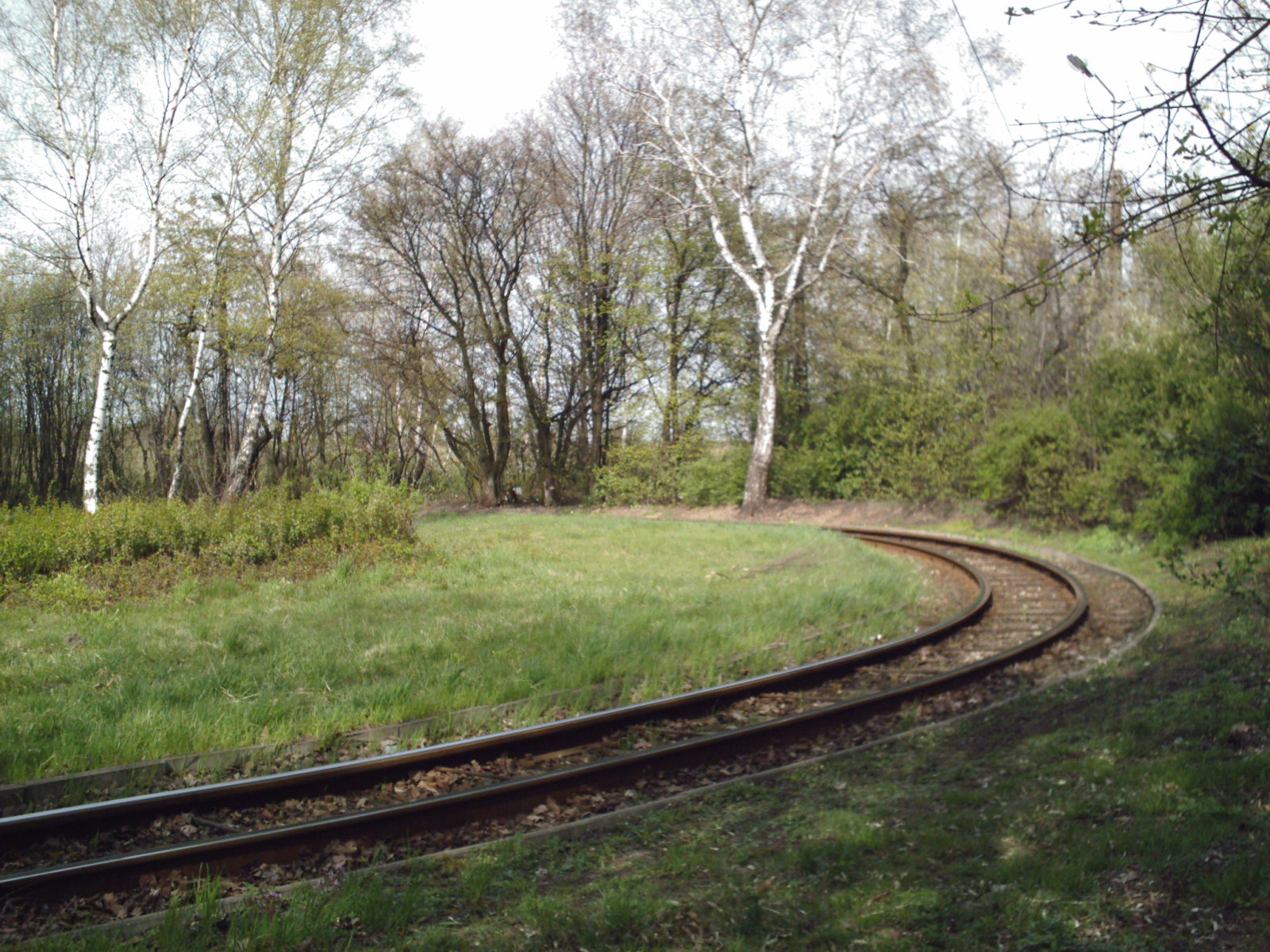
Pętla tramwajowa dla linii 12 przy ul. Giewont

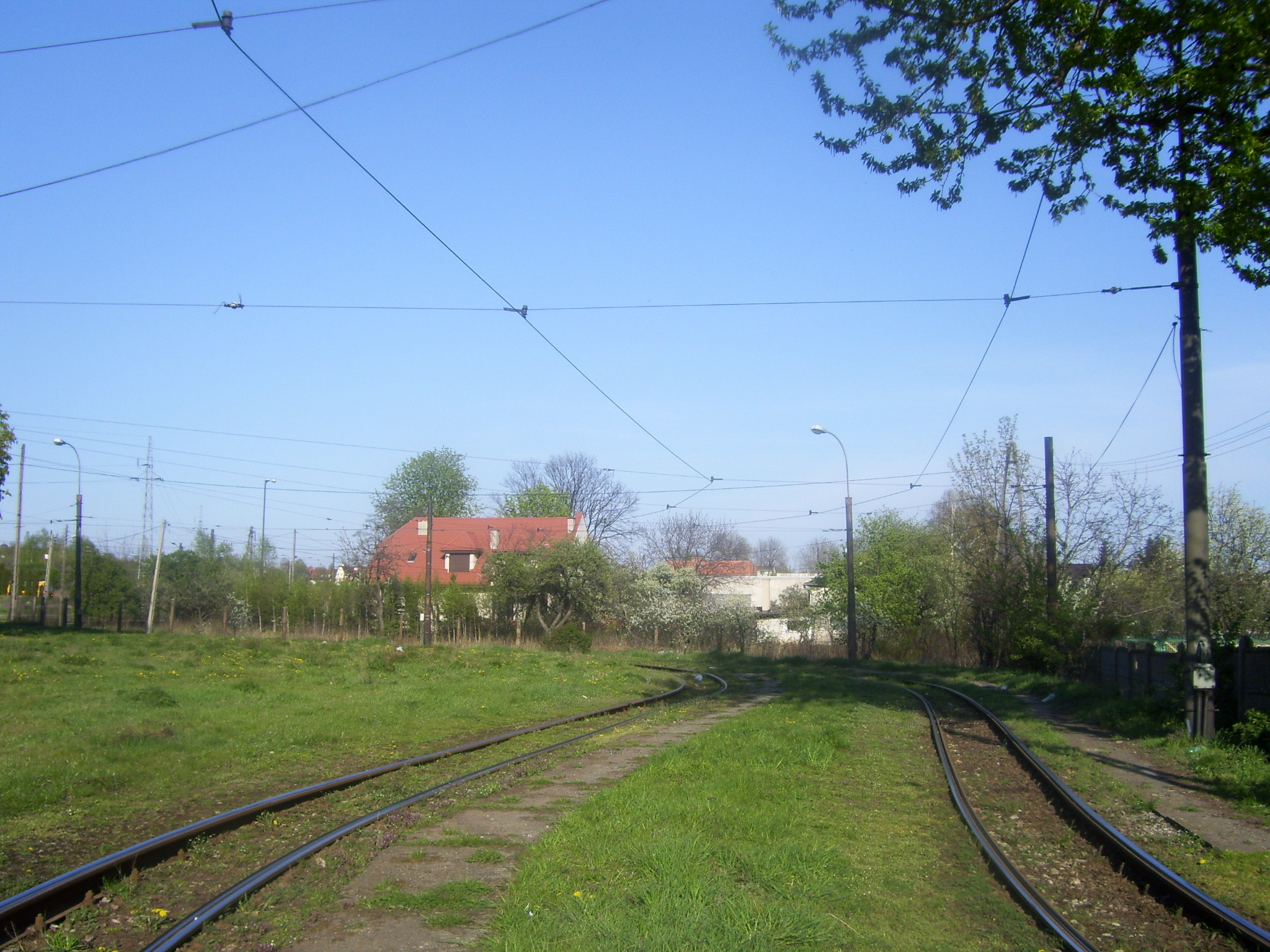
Pętla tramwajowa dla linii 15, 15A, 43 przy ul. Telefonicznej

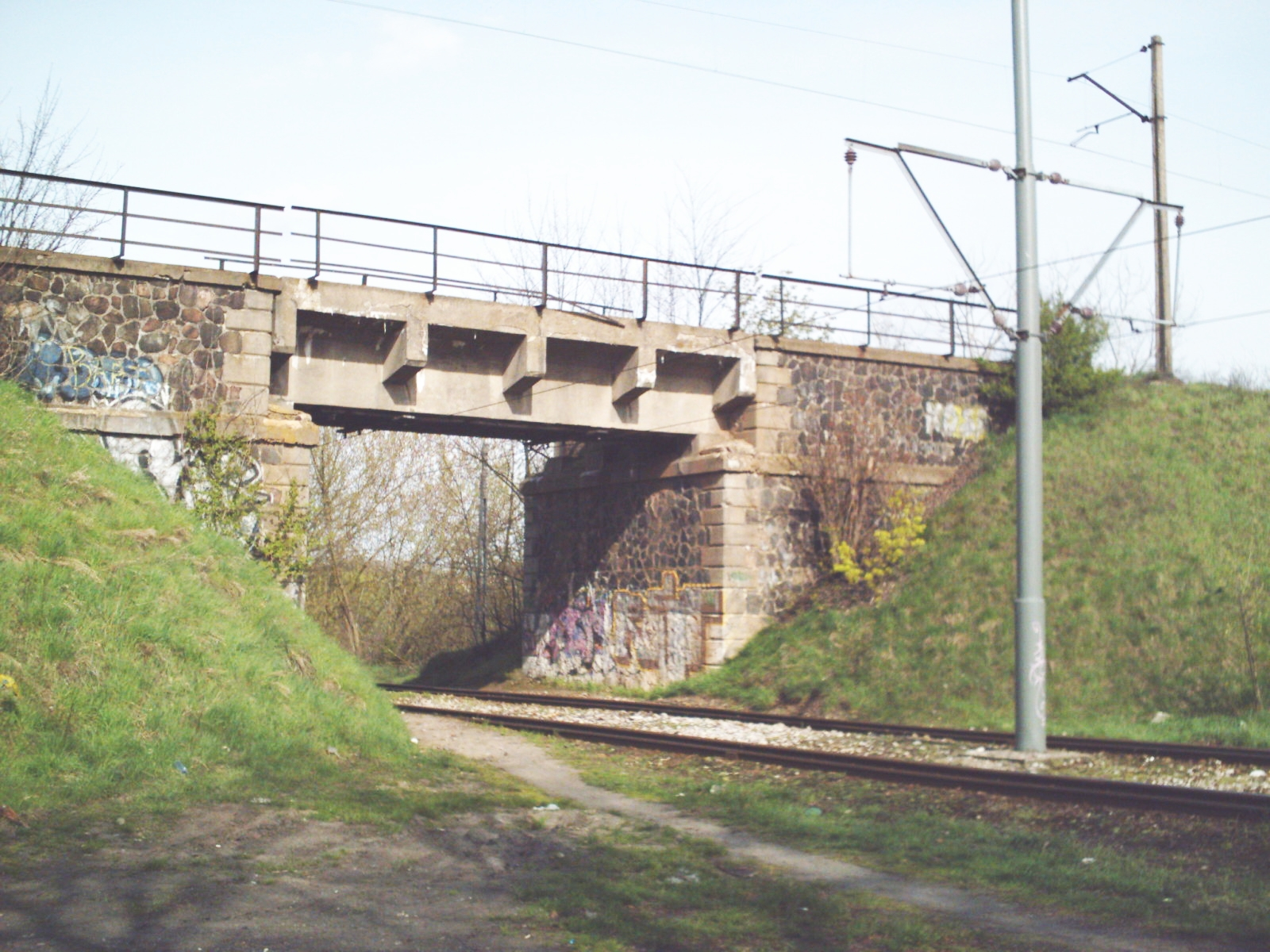
Wiadukt (na górze torowisko kolejowe, na dole tramwajowe) między Pomorską i Telefoniczną (widok od strony południowej)

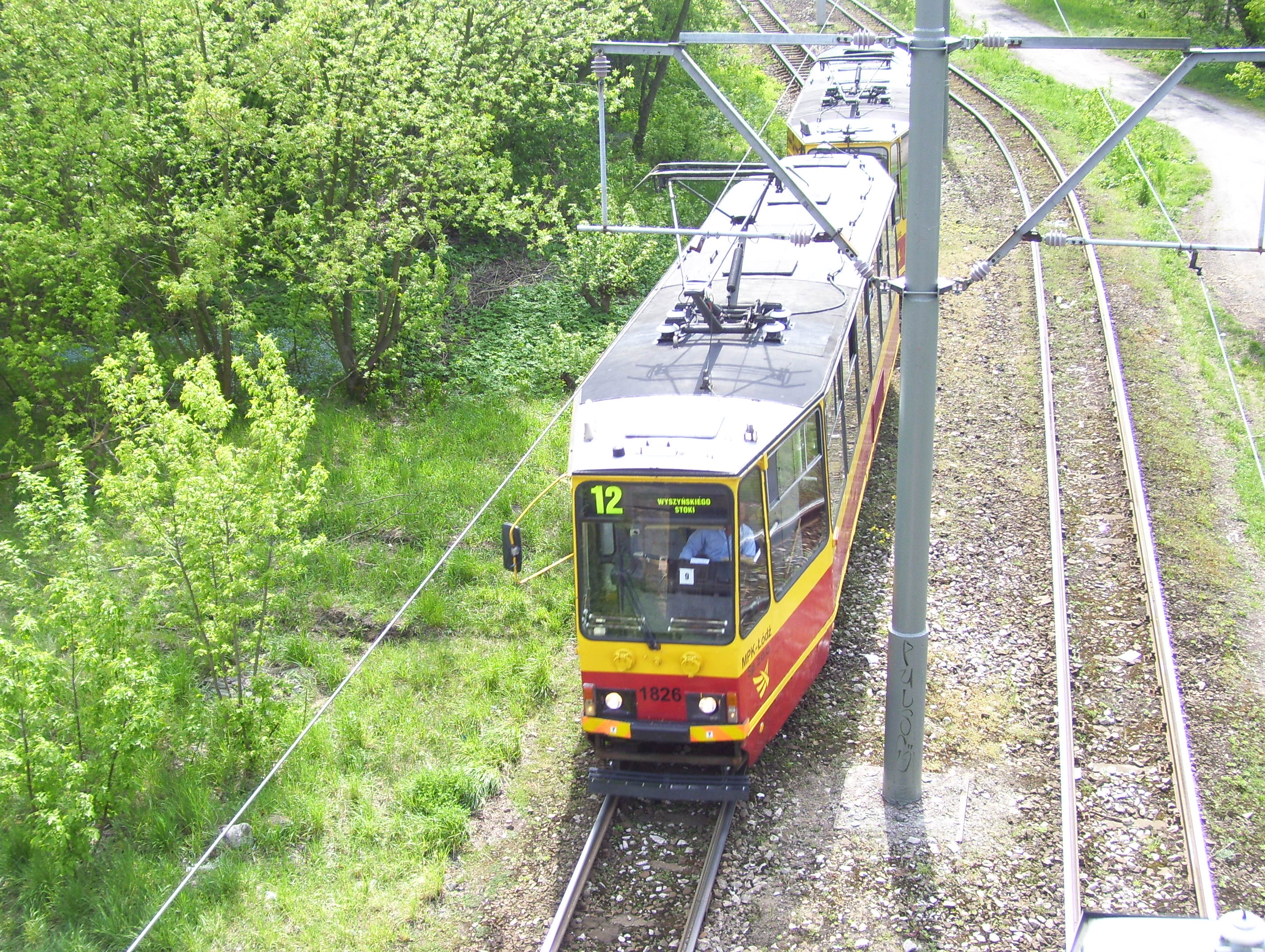
Widok tramwaju z góry – wiadukt między ul. Pomorską i Telefoniczną

## Komunikacja miejska na Stokach[15]

### Pierwszy tramwaj
Tor tramwajowy na Stoki poprowadzono kilka lat po II wojnie światowej. Przy jego budowie swój udział mieli kolejarze, którzy zamieszkali na Stokach (osiedle TOR). Od PKP udało się zdobyć tory i konieczne dla ich stabilności podkłady. Pierwszy tramwaj przyjechał na pętlę przy ulicy Serpentyny 24 października 1948.

### Linia tramwajowa nr 17
Najpierw na Stoki docierała linia nr 17. Początkowo kursowała do pętli przy ul. Łagiewnickiej i Biegańskiego. Po roku podążała do pętli przy ul. Warszawskiej i Wycieczkowej. W 1952 przez krótki czas jeździła do pętli Łagiewnicka/Bema, by od 1 grudnia tegoż roku połączyć Stoki z Placem Wolności.

Od 1955 na kilka kursów dziennie, a od 1957 na cały rozkład przedłużono jej trasę na Koziny. W 1958 przez kilka miesięcy linię zawieszono. Od 1960 siedemnastka podążała ze Stoków ku pętli Srebrzyńska/Jarzynowa (w godzinach szczytu jeszcze dalej, na Nowe Złotno). Od 1966 docierała do pętli przy ul. Biegunowej. Kolejna zmiana trasy przeprowadzona w 1974 okazała się powrotem do historii (17 znów jeździła do pętli na Nowym Złotnie). Ta trasa była najbardziej stabilną w dziejach tej linii. Następna zmiana miała miejsce dopiero po osiemnastu latach.
Wówczas przez miesiące wakacyjne 1992 tramwaj ten znów kursował między Stokami a Placem Wolności, by z rozpoczętym rokiem szkolnym jeździć na Zdrowie. Była to ostatnia trasa siedemnastki. Kres istnienia tej linii nastąpił dnia 22 czerwca 1998.

### Linia tramwajowa nr 22
Od dnia 1 września 1951 na Stoki z Placu Niepodległości przyjeżdżała linia nr 22.

W 1960 dokonano modyfikację jej trasy z zachowaniem obu pętli. W 1962 r. jej trasę dwukrotnie zmieniano. Najpierw kursowała między Stokami a Rondem Titowa, potem docierała do pętli przy ul. Pabianickiej (w pobliżu torów Łódzkiej Kolei Obwodowej). Od marca 1963 znów połączyła Stoki z placem Niepodległości. W 1964 przekierowano „22” na pętlę przy ul. Dąbrowskiego (w sąsiedztwie toru kolejowego). Dnia 13 kwietnia 1971 zmieniono trasę dwudziestki dwójki i przestała już przyjeżdżać na Stoki, a połączyła pętle przy ul. Śląskiej i na placu Wolności. W związku z reformą linii tramwajowych, w trzecim tysiącleciu nie pojawiła się już w Łodzi linia tramwajowa z nr 22. Często linia ta łączyła Stoki z dworcami kolejowymi. Była zatem podstawowym środkiem transportu do pracy dla mieszkających na Stokach pracowników Polskich Kolei Państwowych.

### Linia tramwajowa nr 12
Dnia 18 listopada 1968 z pętli przy ul. Nowotki i Przemyskiej do pętli na Stokach przedłużono trasę tramwaju nr 12. Kursowała ona wtedy do dworca Łódź Kaliska. Kolejne przedłużenia trasy dwunastki odbywały się wyłącznie w kierunku zachodnim (najpierw w lipcu 1978 do pętli przy ul. Bratysławskiej na Karolewie, następnie w kwietniu 1991 do pętli przy al. Wyszyńskiego na Retkini – taka trasą linia 12 kursuje do dziś). Obecnie trasa tramwaju prowadzi do pętli przy ul Giewont.

### Linia tramwajowa nocna nr 101
w opracowaniu

### Nowa zajezdnia tramwajowa przy ul. Telefonicznej
W związku z wybudowaniem na Stokach największej w Łodzi zajezdni tramwajowej (między ul. Telefoniczną i Stokowską) od 18 listopada 1986 do nowo oddanej pobliskiej pętli przy ul. Telefonicznej zaczęły docierać tramwaje linii 6, 23, i 27.

### Linia tramwajowa nr 6
Szóstka jeździła najpierw ze Stoków do Ronda Titowa. Od kwietnia 1991 docierała do pętli przy ul. Karpiej na Chojnach. Od września 1992 kursowała do pętli na Kurczakach. Dnia 22 czerwca 1998 przedłużyła swą trasę o 2 km do pętli przy ul. Giewont (jeździła tak do końca 2000, kiedy zupełnie zmieniono jej trasę).

### Linia tramwajowa nr 23
Linia nr 23 połączyła pętlę przy ul. Telefonicznej z Żabieńcem. Kres linii 23 nastąpił 18 maja 1992 roku z chwilą jej likwidacji.

### Linia tramwajowa nr 27
Linia nr 27 połączyła pętlę przy ul. Telefonicznej z Chocianowicami. W 1995 zaczęła jeździć do pętli przy ul. Skrajnej, by po roku znów kursować do Chocianowic. Kres dwudziestki siódemki nastąpił wraz z reformą linii tramwajowych w Łodzi przeprowadzoną na początku 2001.

### Linia tramwajowa nr 8
Od 22 czerwca 1998 do 31 grudnia 2000 roku, z krótki okresem zawieszenia (15.07. – 25.08.1998) linia nr 8 połączyła pętlę Telefoniczna z Retkinią (al. Wyszyńskiego). W odróżnieniu od linii 12, ósemka jeździła ulica Pomorska oraz przez Plac Wolności.

### Linia tramwajowa nr 15
Od 1 stycznia 2001 wprowadzono ostatnią „reformę komunikacji tramwajowej” i z pętli przy ul. Telefonicznej na pętlę na Kurczakach kursuje linia nr 15.

### Linie tramwajowe podmiejskie nr 43/43bis
W tym samym czasie, co linia nr 15, na Stoki zaczął przyjeżdżać też tramwaj podmiejski. Była to trzecia, co do długości trasy linia tramwajowa w Polsce, licząca prawie 25 km. Występowała ona w dwóch wersjach numerycznych: 43/43bis. Pierwsza, najdłuższa, kursowała na Stoki z Lutomierska. Natomiast 43bis miała dwie zachodnie pętle. Jedną, w Łodzi, na Zdrowiu i drugą w Konstantynowie Łódzkim, przy pl. Kościuszki. Linie te obsługiwane były przez przedsiębiorstwo Tramwaje Podmiejskie powołane przez gminy: Łódź, Konstantynów Łódzki i Lutomiersk, które zlikwidowano z końcem marca 2012. Obsługę linii 43 przejęło łódzkie MPK, a linię 43bis zlikwidowano. Obecnie linia 43 kursuje pomiędzy Lutomierskiem a pętlą przy ul. Telefonicznej (trasa ma długość niespełna 23 km) w częstotliwości raz na godzinę. 

### Linia autobusowa nr 52
Pierwsze miejskie autobusy przyjechały na Stoki dnia 1 grudnia 1955. Linia 52 połączyła pętle przy ulicach Janosika (naprzeciw kościoła) i Wojska Polskiego. Po roku 52 dojeżdżała ze Stoków na Plac Dąbrowskiego. Z kosmetycznymi zmianami tras linia ta działała do 29 lipca 1981 (wówczas to zawieszono ją, by w 1983 reaktywować, ale już na zupełnie innej trasie).

### Linia autobusowa nr 53
Linia nr 53 w 1955 zaczęła kursować na trasie między pętlami przy Skalnej/Saneczkowej a Bekrychta (obecnie Niciarniana/Nowogrodzka). Kilka niewielkich zmian na trasie było wymuszonych zmianą organizacji ruchu na niektórych ulicach. Przez kilka miesięcy 1972 jeździła ul. Janosika, Telefoniczną i Giewont, jednak potem znów wróciła na najkrótszą trasę ul. Nowotki. W dniu 10 października 1985 linię tę zlikwidowano na dotychczasowej trasie.

W kwietniu 1986 znów na ulicach Stoków pojawiła się linia 53. Tym razem była to przenumerowana, dotychczasowa linia podmiejska 256 w przedłużonej trasie do Mileszek. Wariant ten jednak przetrwał tylko kilka miesięcy, i do listopada tegoż roku linia powróciła 53 na trasę Niciarniana/Nowogrodzka – Skalna/Saneczkowa. Dotychczasowa linia 53 „do Mileszek” otrzymała numer 54.

Dnia 20 lipca 1987 kolejny raz zlikwidowano pięć-trzy. Trasę tej linii ze Stoków wydłużono do Placu Dąbrowskiego i przekwalifikowano na numer 58 bis.

Od 1988 linia 53 znów zaczęła jeździć, tym razem na trasie Plac Dąbrowskiego – Nowosolna, kursując ulicą Brzezińską.

### Linia autobusowa nr 53bis / 256 / 53 / 54, 91 / 54(A)
Linia do Mileszek, a obecnie do Nowosolnej przez Mileszki.

Linia 53bis pojawiła się dnia 5 listopada 1973 łącząc ówczesne podłódzkie Mileszki poprzez osiedle Stoki z pętlą przy ul. Nowogrodzkiej. Linia 53bis przebiegała po tej samej trasie co linia 53, z tym że nie kończyła się na Skalnej/Saneczkowej, lecz biegła dalej do Mileszek. Najpierw kursowała tylko w dni robocze, a od marca 1976 także w pozostałe dni. W lutym 1983, po wprowadzeniu wydzielonej numeracji dla linii podmiejskich, linię tę przekwalifikowano na numer 256.

W kwietniu 1986 dotychczasową linię 256 znów przenumerowano, tym razem na linię 53.

Wariant ten jednak przetrwał tylko kilka miesięcy, i do listopada tegoż roku linia „do Mileszek” otrzymała numer 54.

1 stycznia 1988 uruchomiono kolejną linię autobusową w Niciarnianej/Nowogrodzkiej przez Stoki i Mileszki do Nowosolnej nadając jej oznaczenie 91.

W okresie od 1 września 1991 do 1 kwietnia 1992 obie te linie (54 i 91) obsługiwane były przez prywatnego przewoźnika.

Po powrocie obu linii do obsługi przez MPK linie 91 wydłużono z Nowosolnej poprzez Wiączyń i Andrzejów do pętli Rokicińska. Jednakże linia ta okazała się zbyt długa i skrócono ją do relacji Nowosolna-Rokicińska, jednocześnie wydłużając linię 54 z Mileszek do Nowosolnej.

Wraz z otworzeniem w 1999 Centrum Handlowego przy alei Piłsudskiego, linie 54 z pętli przy Nowogrodzkiej wydłużono do pętli przy ul. Wydawniczej. Kolejne korekty w trasie przejazdu dotyczyły tylko krańcówki wschodniej:
- z Nowosolnej do pętli przy ulicy Kasprowicza, w pobliżu Państwowych Ogródków Działkowych „Polanka” (w okresach letnich),
- następnie w 2000 do wsi Natolin,
- w końcu w 2006 do wsi Lipiny.

Z chwilą wydłużenia trasy do Natolina (4 grudnia 2000) trasę przejazdu do Rynku Nowosolna oraz POD „Polanka” oznakowano jako 54A.
Obecnie linia 54 kursuje w czterech wariantach:
- Wydawnicza – Nowosolna – Natolin – Lipiny (oznaczenie 54);
- Wydawnicza – Nowosolna – Natolin (oznaczenie 54);
- Wydawnicza – Nowosolna (oznaczenie 54A);
- Wydawnicza – Nowosolna – POD „Polanka” (oznaczenie 54A).

### Linia autobusowa nr 58 / 58(A)
Dnia 23 października 1972 po raz pierwszy przyjechała na Stoki linia 58 (z Placu Dąbrowskiego do pętli Telefoniczna/Pieniny). W 1973 nieco zmieniła swą trasę powrotną. Od maja 1977 łączyła Stoki tylko z pętlą Radiostacja. W 1986 znów kursowała między Placem Dąbrowskiego a pętlą przy szpitalu na Stokach.
Na początku 1992 linia została przejęta przez prywatnego przewoźnika, firmę Koro i była do 31 grudnia 2017 roku przez nią obsługiwana. Od 1 stycznia 2018 roku linię znowu obsługuje MPK Łódź.
Do 1999 przejechanie całej trasy zajmowało nieco ponad kwadrans. Jednak wraz z otwarciem Publicznego Gimnazjum nr 33 przy ul. Janosika, linię zmodyfikowano (autobusy miast od pętli przy Pieninach wrócić do ul. Giewont, by dalej podążyć ul. Pomorską, pojechały ulicami Telefoniczną, Janosika, Pszczyńską, Krokusową), co spowodowało, że czas przejazdu trasy zwiększył się o kilka minut.
W roku 2007 uruchomiono również wariant skrócony tej linii na trasie Plac Dąbrowskiego – Centrum Kliniczno-Dydaktyczne Uniwersytetu Medycznego przy ul. Pomorskiej z oznaczeniem 58A.

### Linia autobusowa nr 58 bis
Od 1972 linia 58 bis łączyła Plac Dąbrowskiego z pętlą przy ul. Edwarda. Została ona zlikwidowana w sierpniu 1977.
Po dziesięciu latach reaktywowano ją, a tak właściwie przekwalifikowano dotychczasową linie 53 z jednoczesnym jej wydłużeniem do centrum. Od 20 lipca 1987 zaczęła ona jeździć od pętli Skalna/Saneczkowa do Placu Dąbrowskiego.
Pod koniec 1991 linię przekazano firmie „Koro”, która to stworzyła z dwóch linii (58 i 58 bis) jedną – 58 łączącą pętlę Skalna/Saneczkowa z Placem Dąbrowskiego. Specjalne bilety, drukowane przez firmę kupowało się u konduktora, ale po kilku latach w autobusach pojawiły się kasowniki MPK (wcześniej zawarto stosowną ugodę rozliczeniową między MPK Łódź a Koro).

### Linia autobusowa nr 64 / 64(A)
Linia 64 kursuje od 1 grudnia 1960. Obecnie łączy dworzec PKS Łódź-Północny z pętlą przy ulicy Hetmańskiej na Janowie. Przejeżdża przez Stoki ulicami Janosika, Pszczyńską i Krokusową.
Linia 64A kursuje od 1 grudnia 2016. Autobus jeździ w takiej samej relacji jak linia 64.

### Nocne linie autobusowe (156, 158, N4, N7)
Od 31 marca 1985 przyjeżdżała na Stoki nocna linia autobusowa 156, która zastąpiła nocną linię tramwajową 101. Rok później, do nowo powstałej zajezdni przy Telefonicznej zaczęła docierać linia 158 (kontynuatorka linii tramwajowej 104).
Od 15 grudnia 2005, gdy nastąpiła reforma nocnych linii autobusowych, na Stoki co noc przyjeżdżają autobusy N4 i N7. Pierwsza z linii jeździ częściowo podobną trasą do dziennych linii 58 (Telefoniczna, Pieniny, Giewont, Pomorska) i 54 (Pomorską dalej, aż do Nowosolnej), natomiast druga z nich (N7) dociera do zajezdni przy Telefonicznej ulicą Janosika, od strony ul. Brzezińskiej.

## Ludzie znani związani ze Stokami
- Marcin Bałczewski (pisarz, dziennikarz, wykładowca AHE)
- Bogusław Broda (dr hab., prof. UŁ, fizyk, wykładowca UŁ)
- + ks. Wiktor Dudziński (duchowny katolicki, protonotariusz apostolski)
- Bogusław Grabowski (ekonomista)
- Maciej Grubski (polityk, samorządowiec, obecnie senator – były dyrektor Schronisko dla mężczyzn Towarzystwo Pomocy im. św. Brata Alberta Chmielowskiego)
- Michał Kasiński (polityk, prawnik, wykładowca UŁ, były wojewoda łódzki)
- Mariusz Kłopecki (reporter, prezenter telewizyjny)
- Piotr Kuklis (piłkarz Widzewa, reprezentant Polski)
- Tomasz Lasota (reporter, wydawca i prezenter telewizyjny)
- Bogusław Mec (piosenkarz, artysta plastyk, kompozytor)
- Andrzej Raczko (ekonomista, były minister finansów)
- Mieczysław Saar (artysta malarz)
- Andrzej Sapkowski (pisarz fantasy)
- Dariusz Stachura (śpiewak tenor)
- Jerzy Waleńczyk (poeta, pisarz – były nauczyciel w Szkole Podstawowej nr 139 w Łodzi)
- Tomasz Zimoch (dziennikarz, komentator sportowy)[17]

## Galeria

### Ciekawe miejsca na Stokach

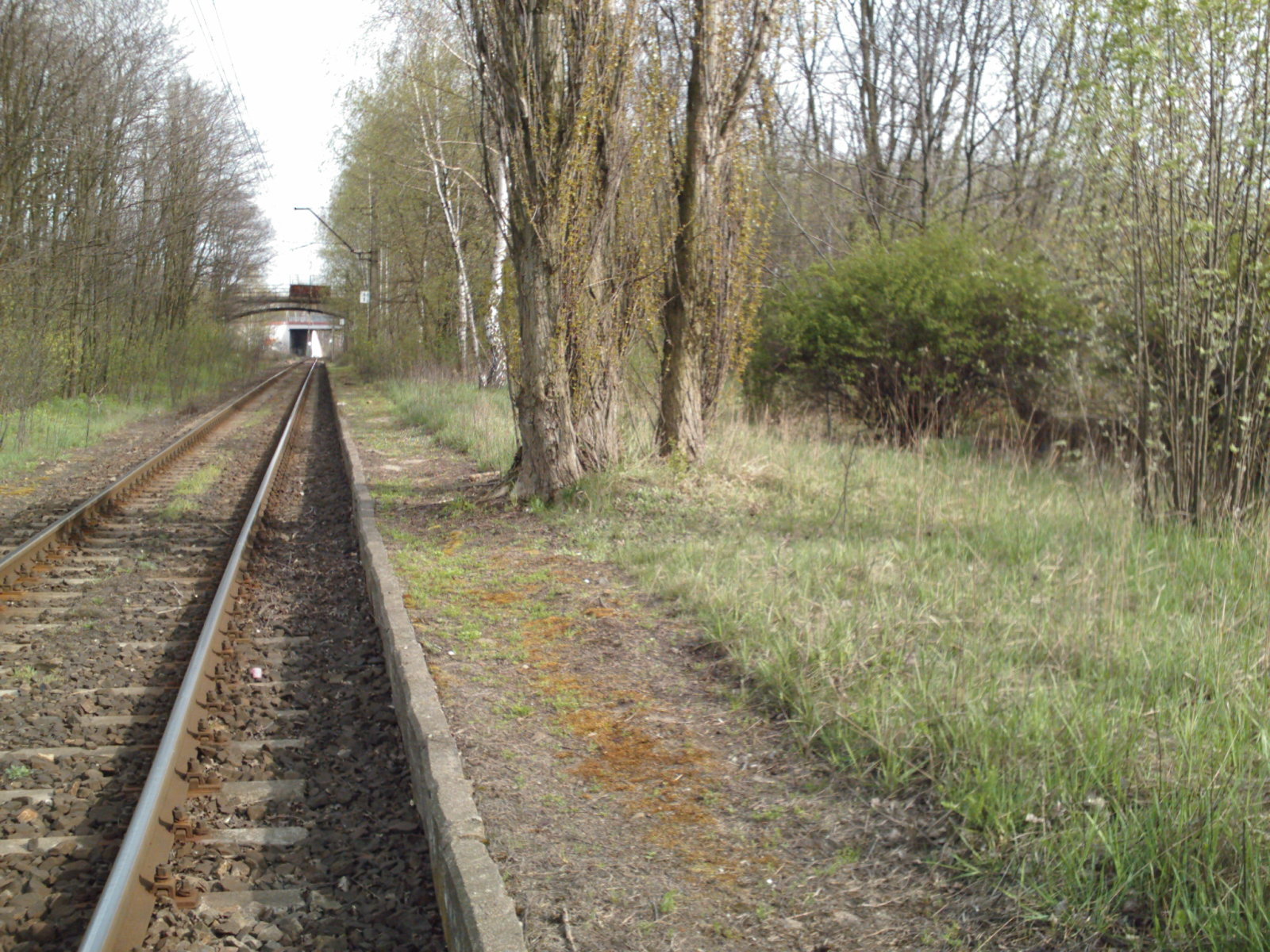
Nieużywany przystanek kolejowy Łódź Stoki
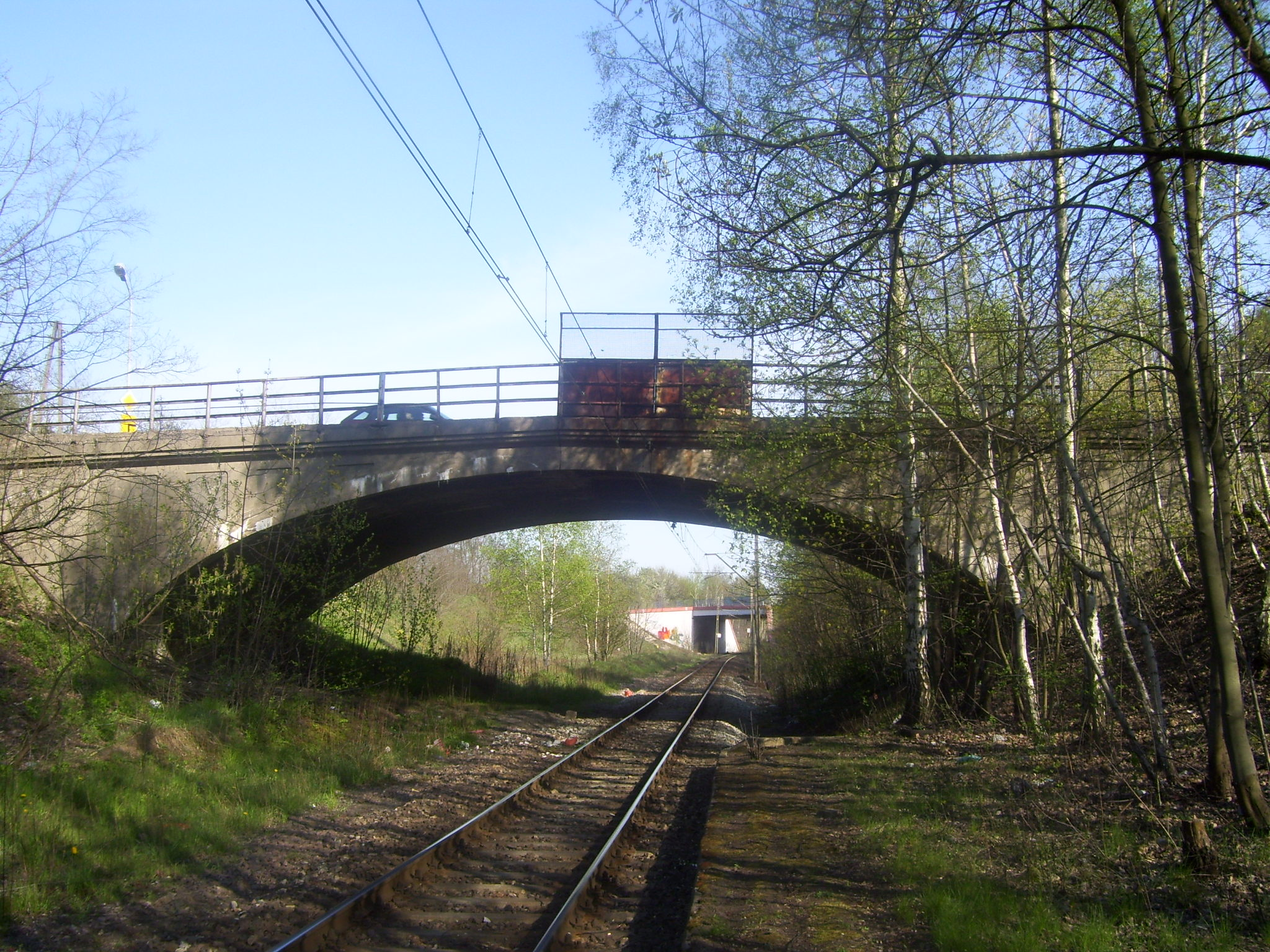
Wiadukt – ul. Pomorska
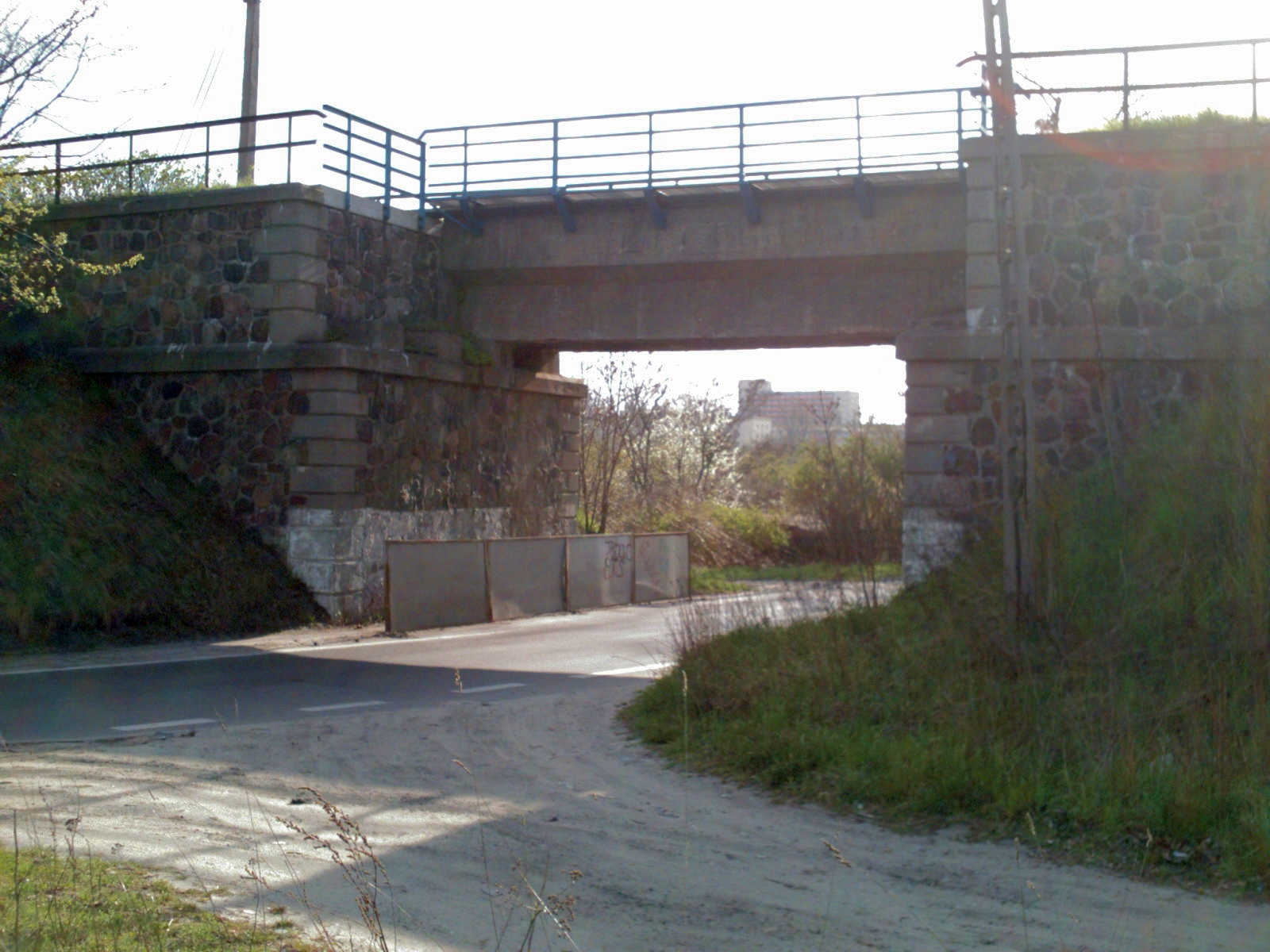
Wiadukt – ul. Telefoniczna
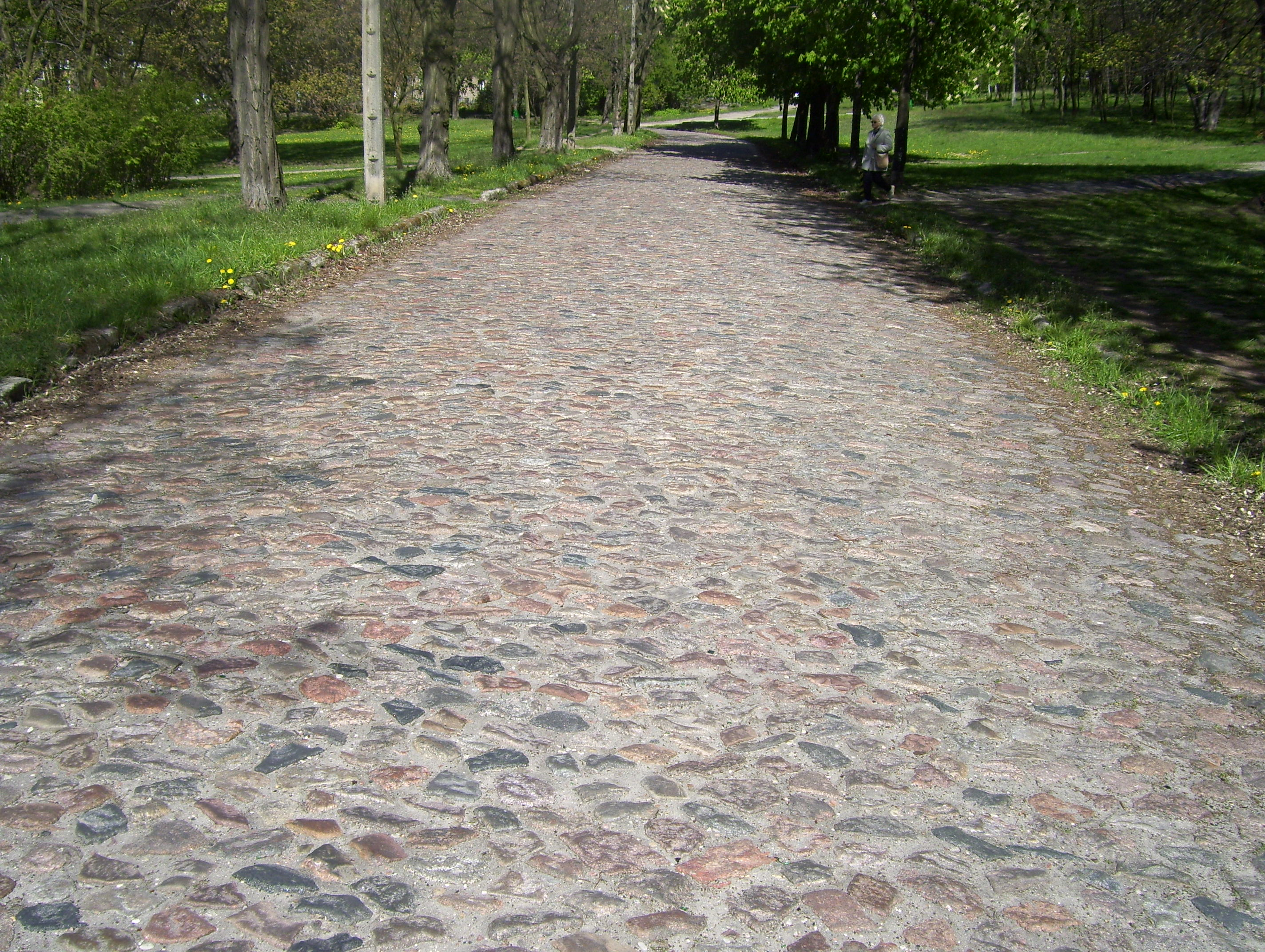
Charakterystyczne dla Stoków „Kocie łby” (nawierzchnia kamienista ul. Giewont, między ul. Zbocze i Telefoniczną)
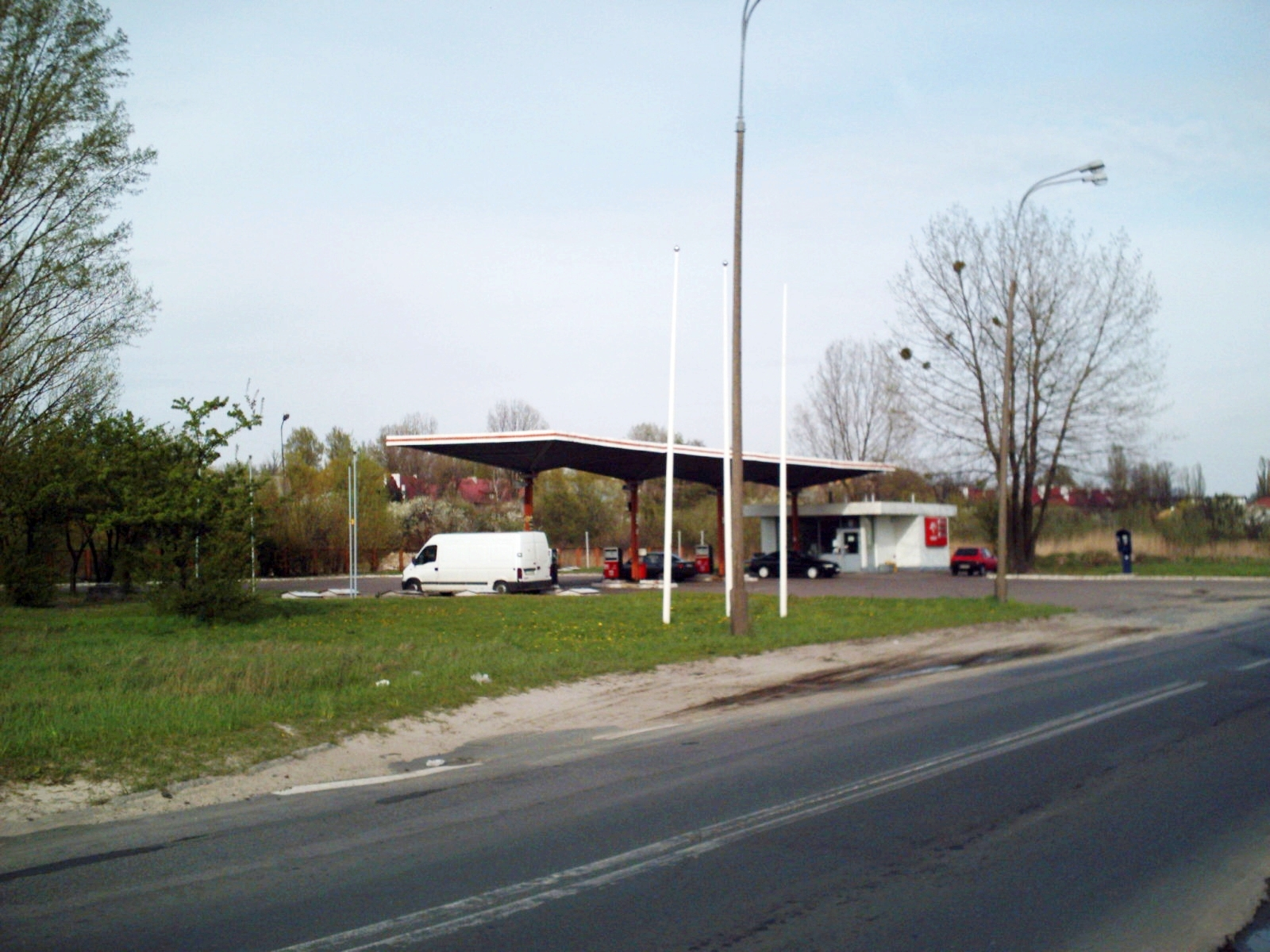
Nieczynna od jesieni 2007 stacja benzynowa przy skrzyżowaniu ul. Pomorskiej z Giewontem (zdjęcie archiwalne – marzec 2007)
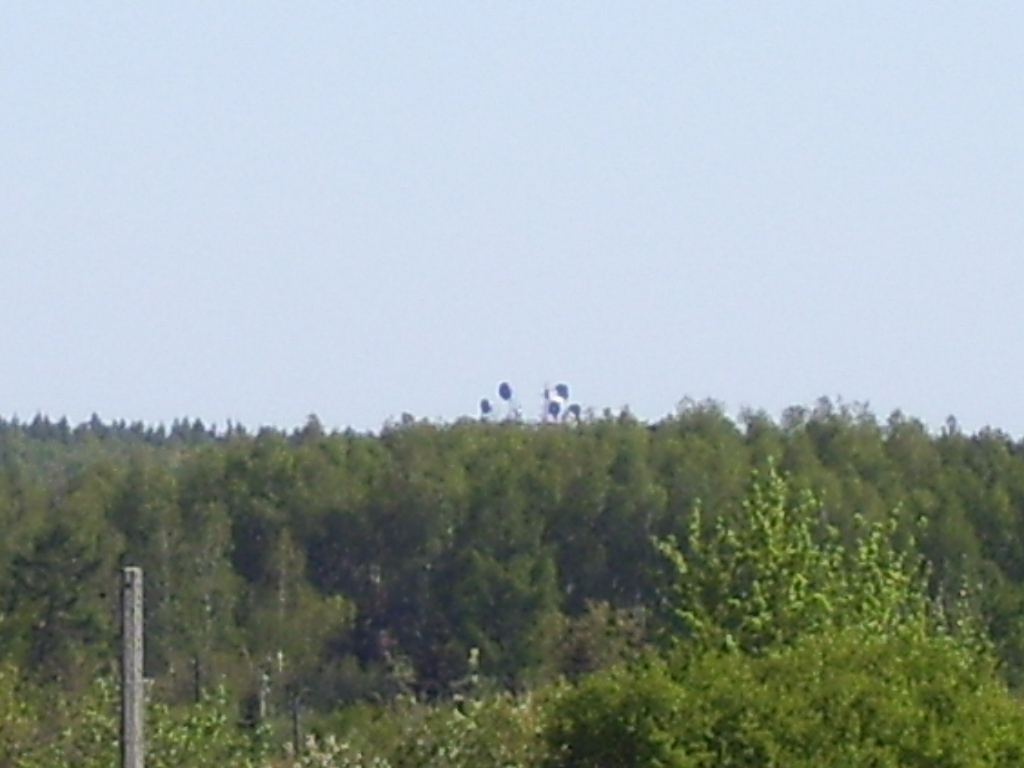
Widok na „Radary” (stację nadajnikową zbudowaną przez Rosjan) z ul. Czecha
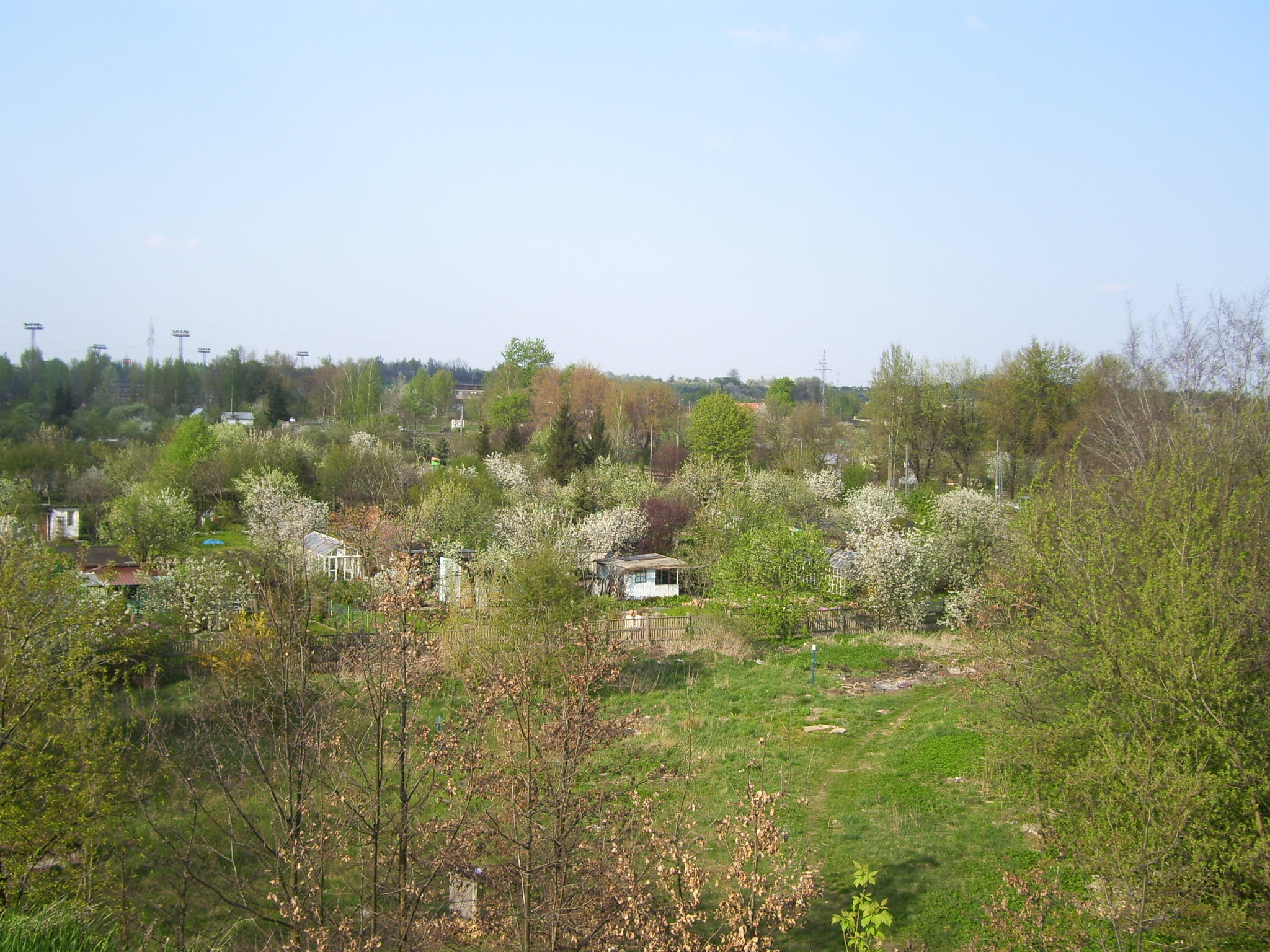
Ogródki działkowe przy ul. Telefonicznej (widok z wiaduktu kolejowego)
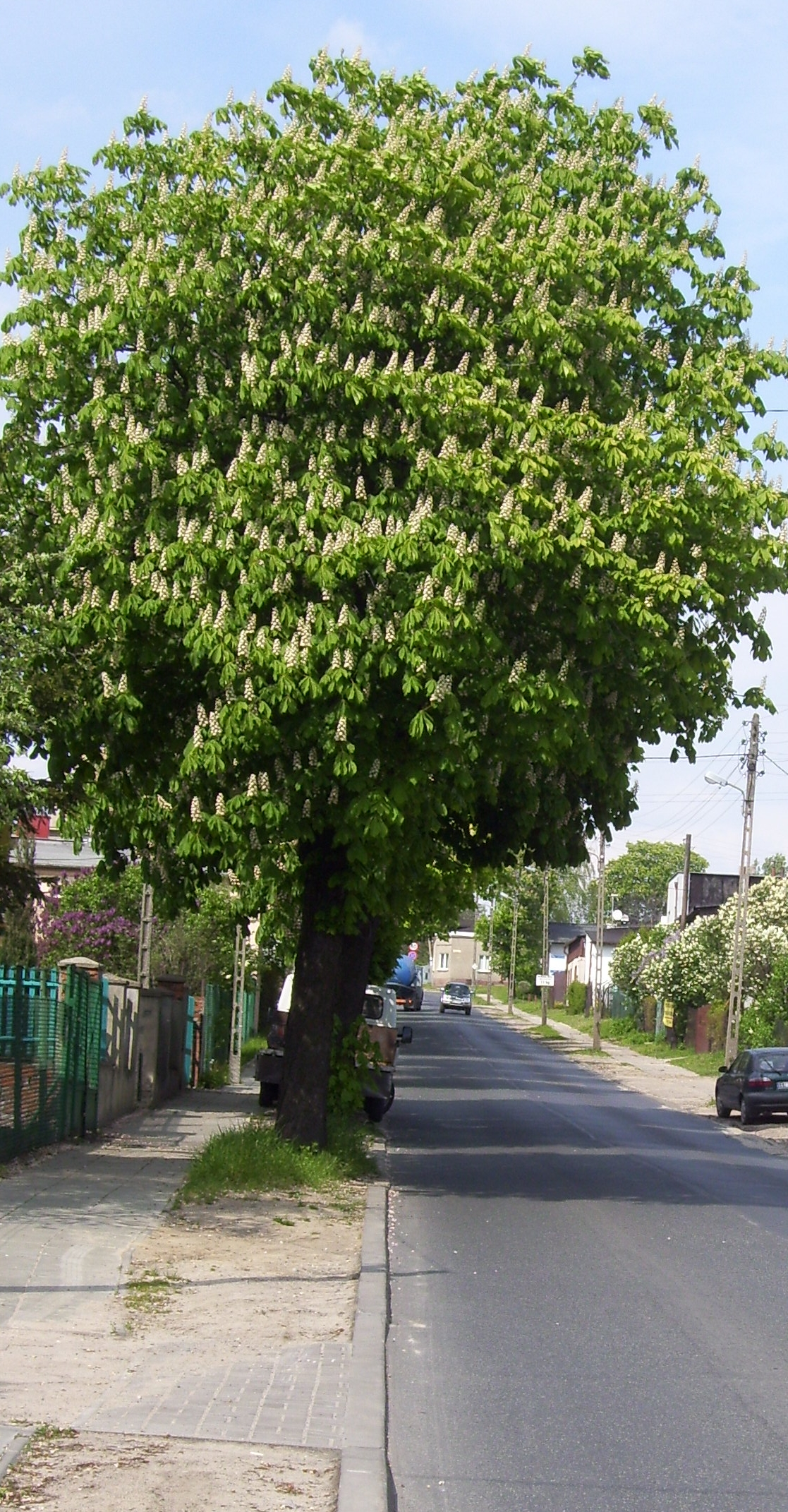
Ulica Janosika (widok od ul. Telefonicznej w kierunku kościoła)
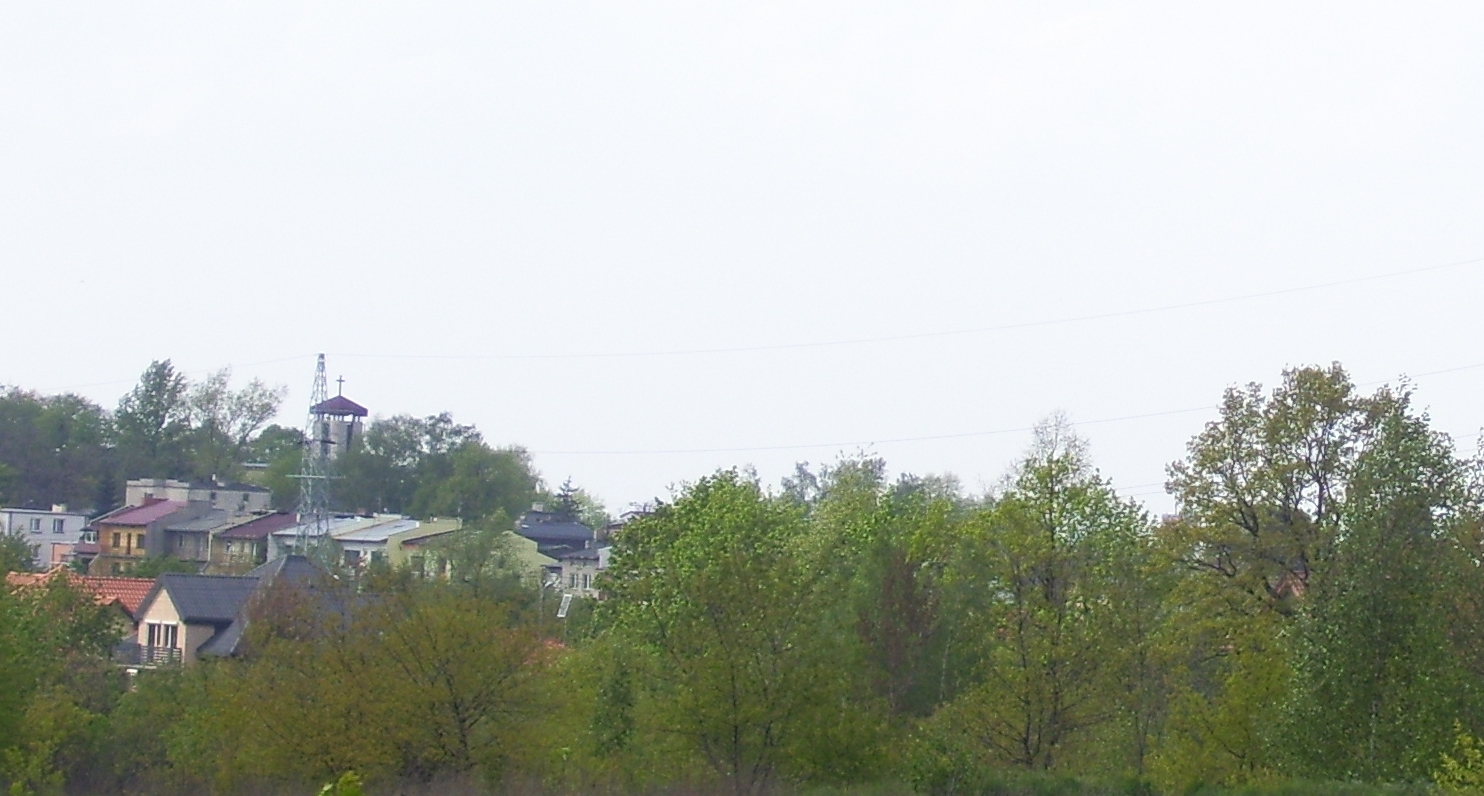
Wieża kościoła górująca nad okolicą (widok od ul. Rysy)
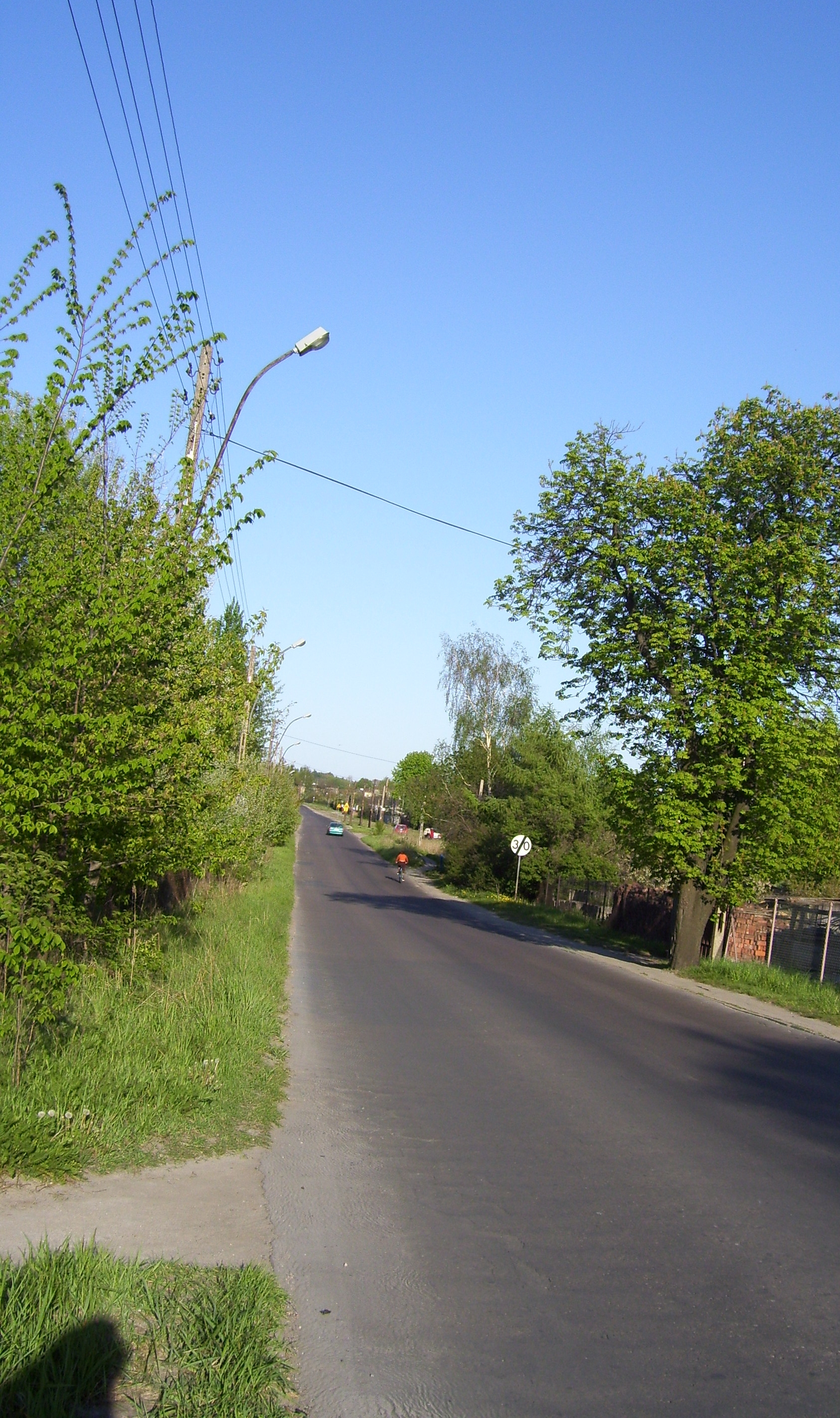
Panorama ulicy Telefonicznej (patrząc w kierunku wschodnim)
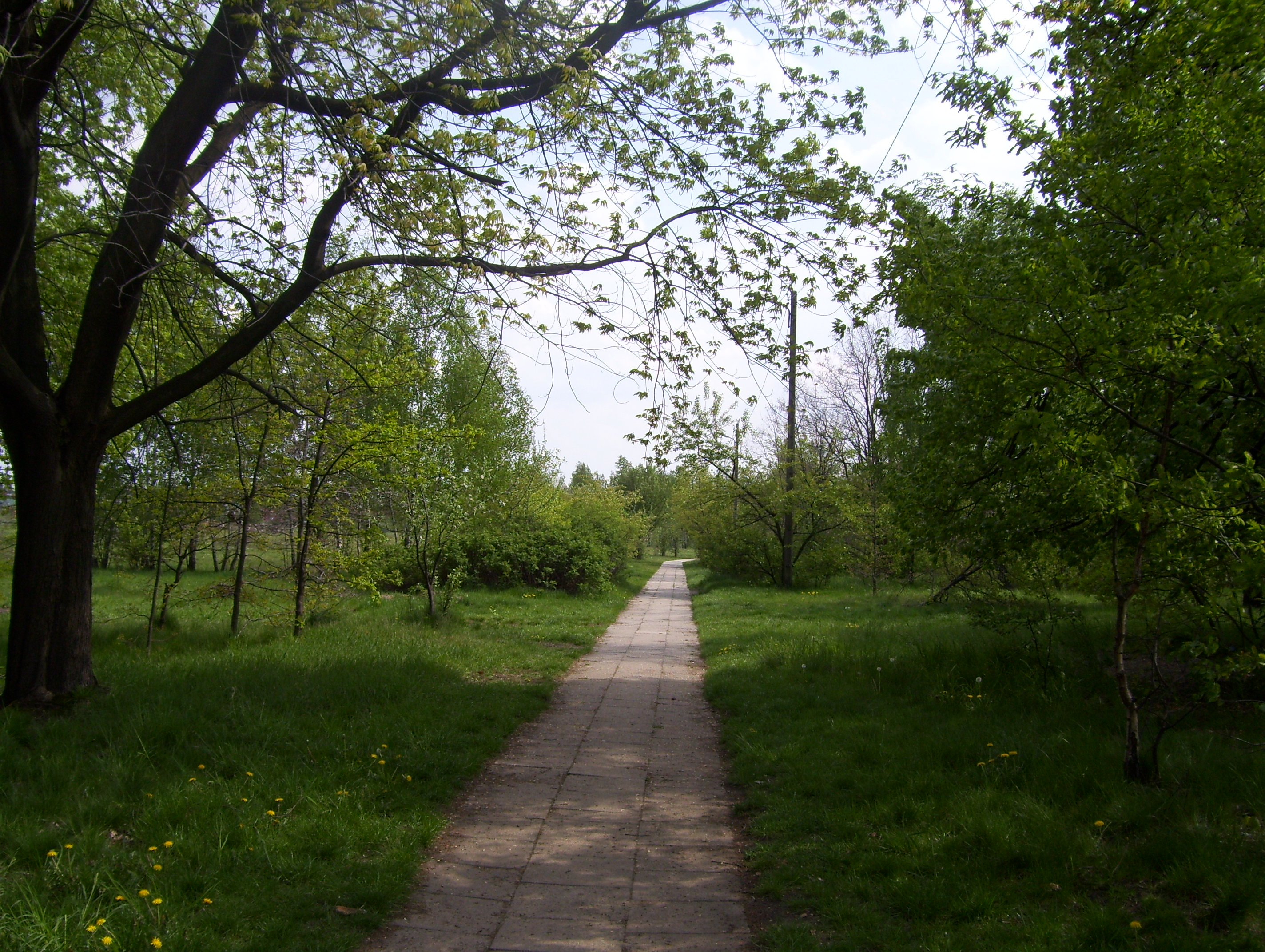
Ścieżka dla pieszych przy stadionie na Stokach (chodnik znajduje się z dala od drogi)
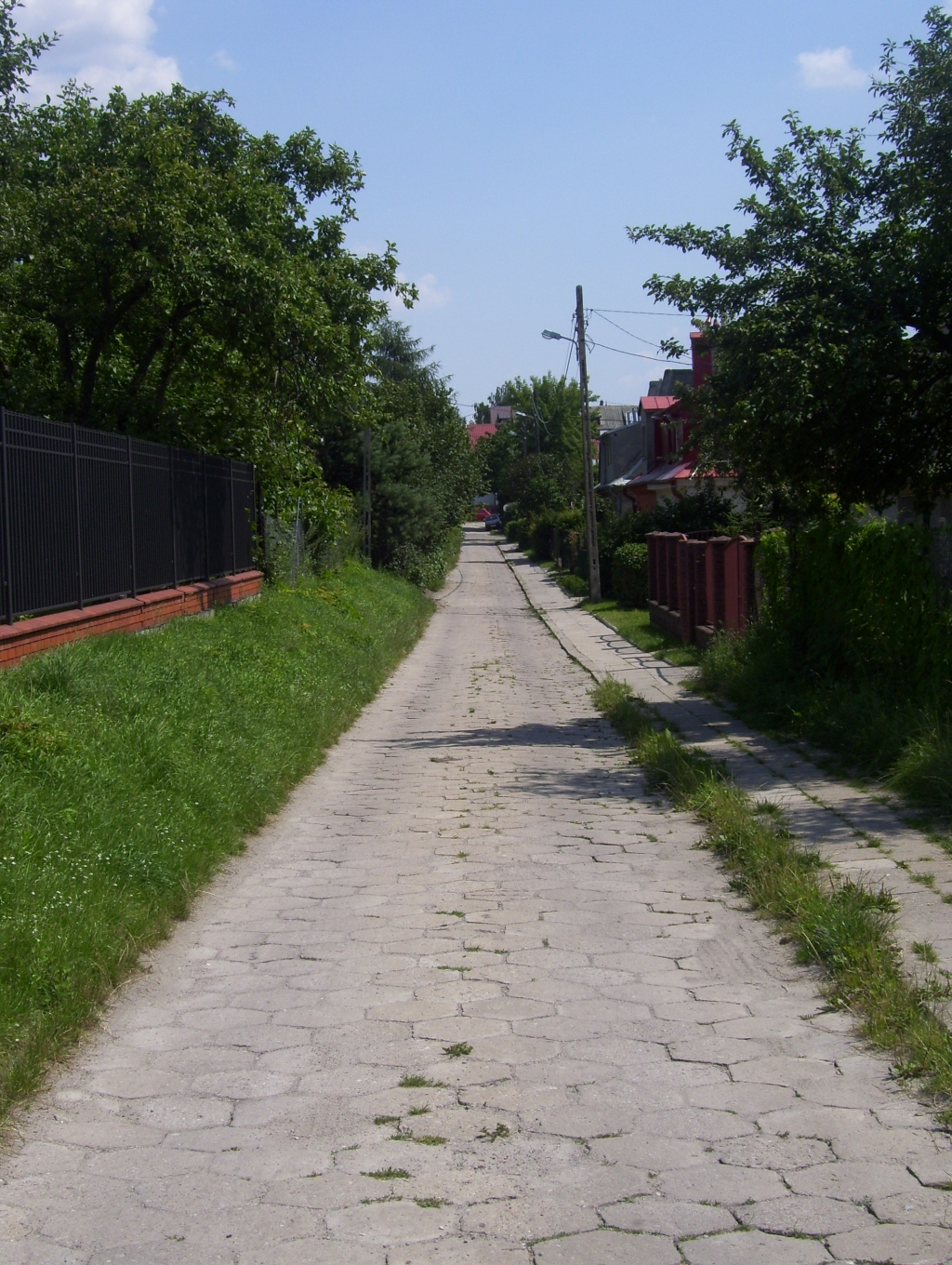
Wierchowa – jedna z kilku wąskich, stokowskich uliczek
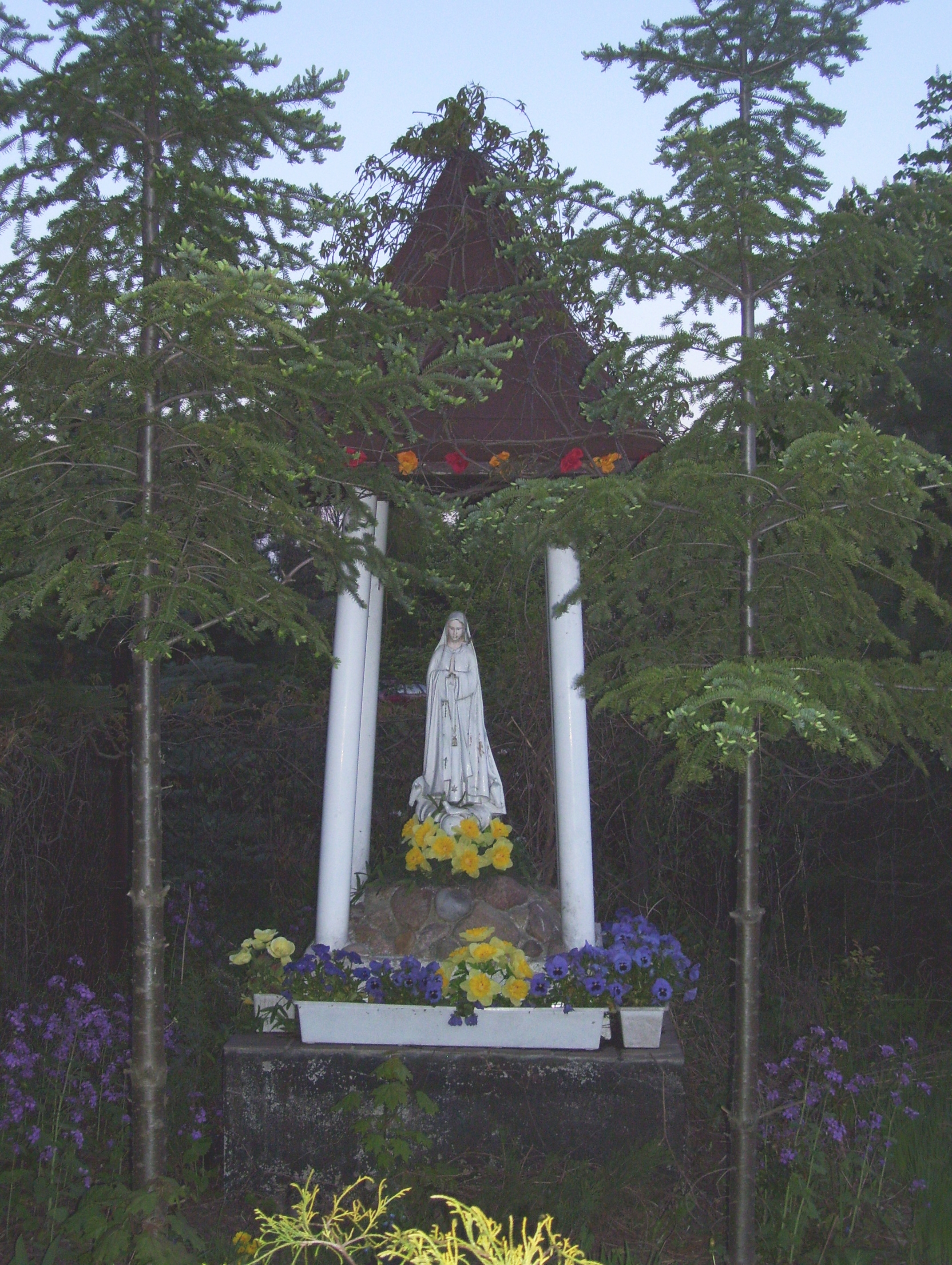
Kapliczka Matki Boskiej Fatimskiej przy skrzyżowaniu ulic Skalnej i Kasprowy Wierch
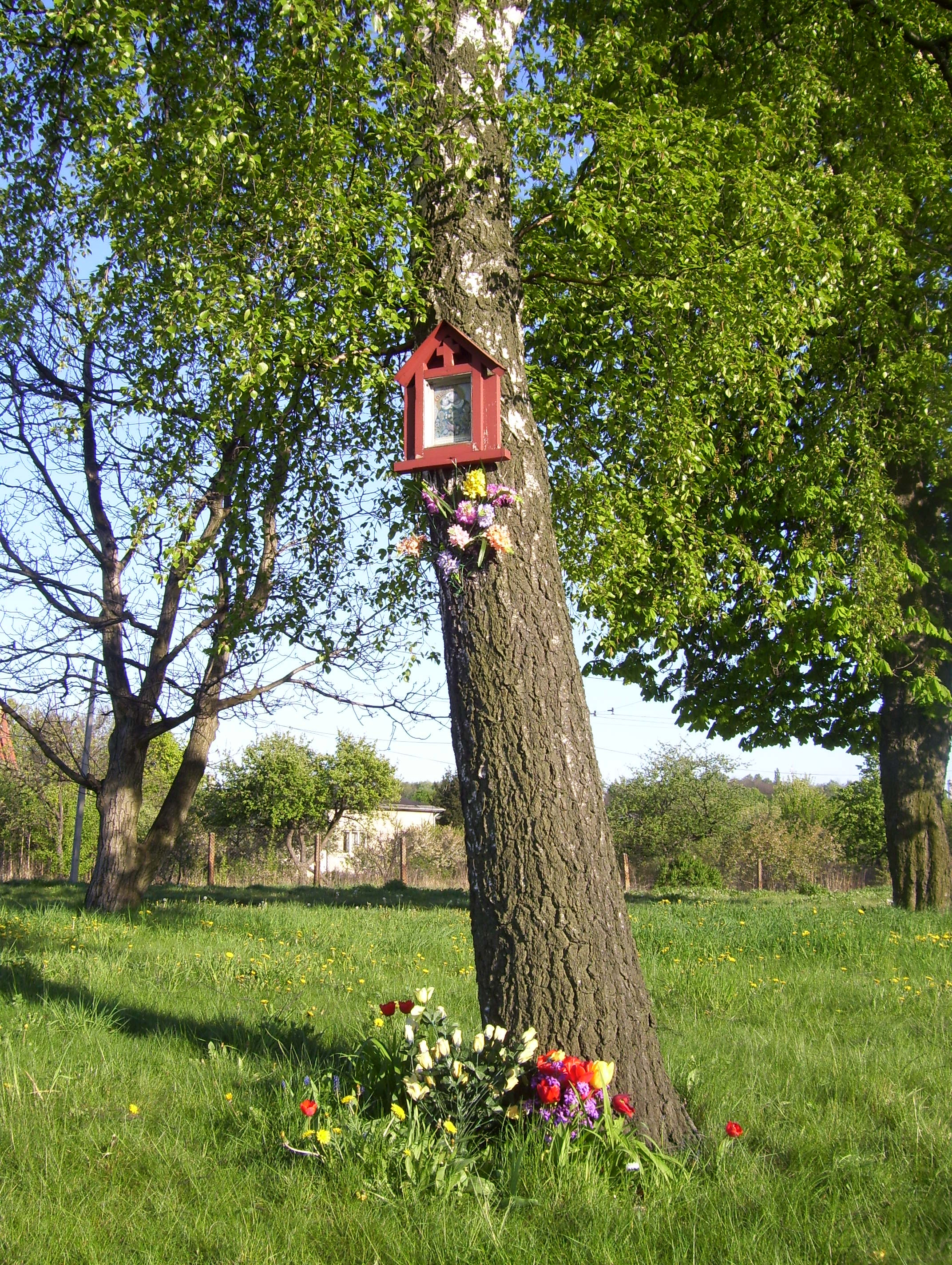
Kapliczka na drzewie przy ul. Telefonicznej
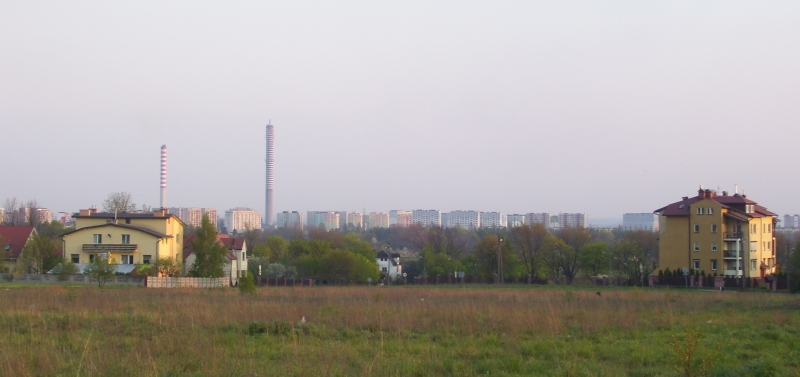
Widok na osiedle Widzew Wschód z ul. Dębowskiego
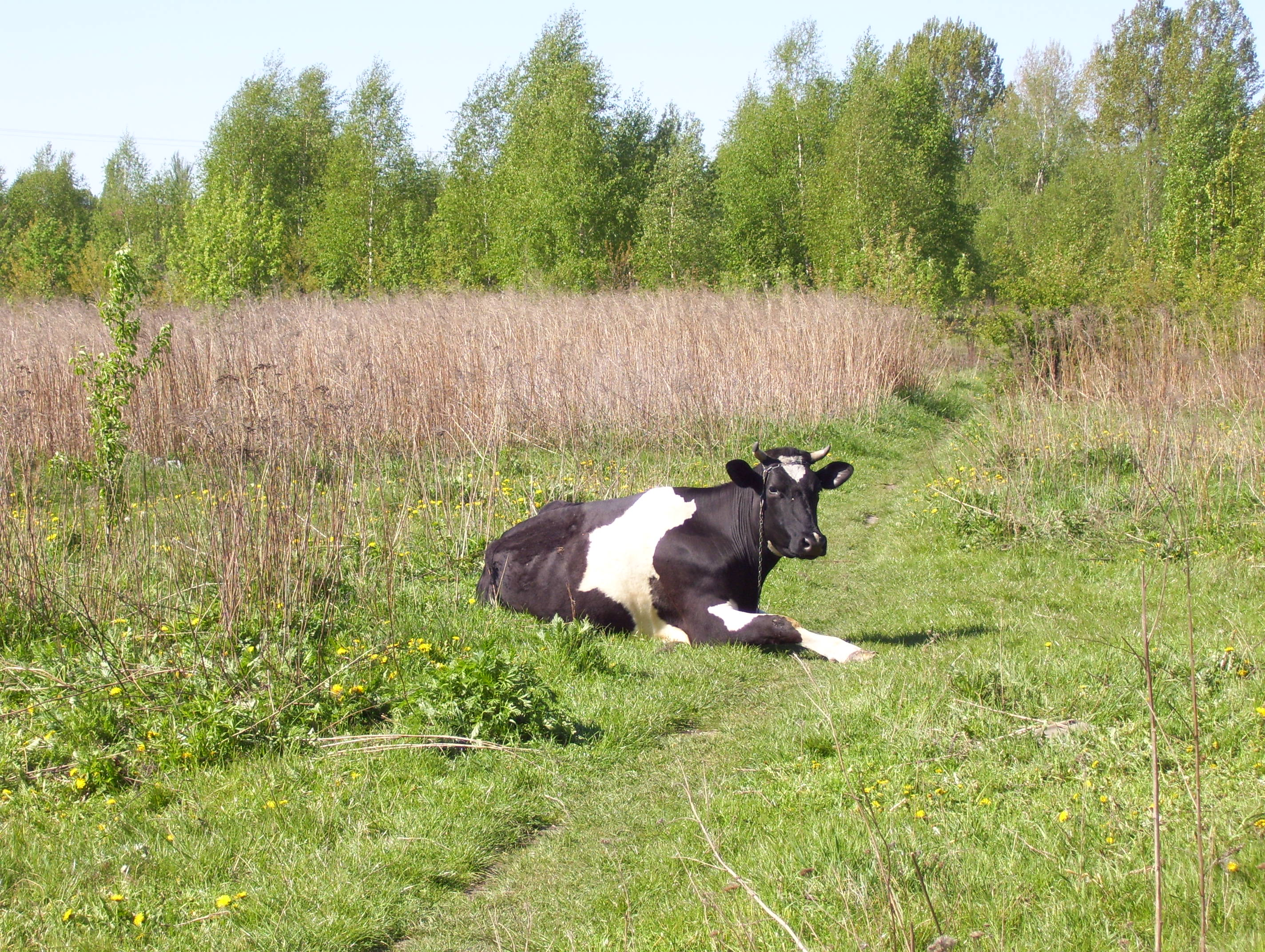
Nie aż tak rzadki widok krowy w okolicach osiedla (około ul. Czecha)
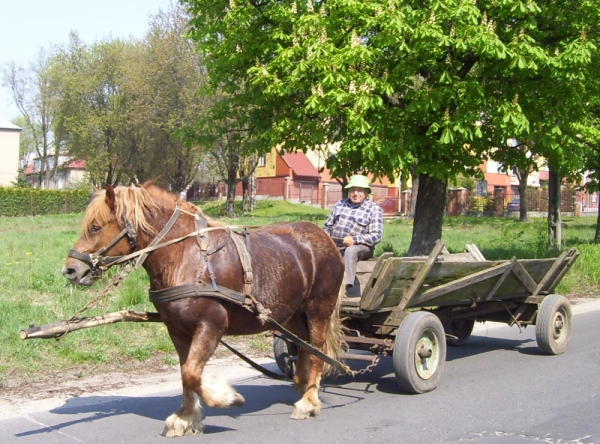
Konia na Stokach też można dość często dostrzec (ul. Kasprowy Wierch)
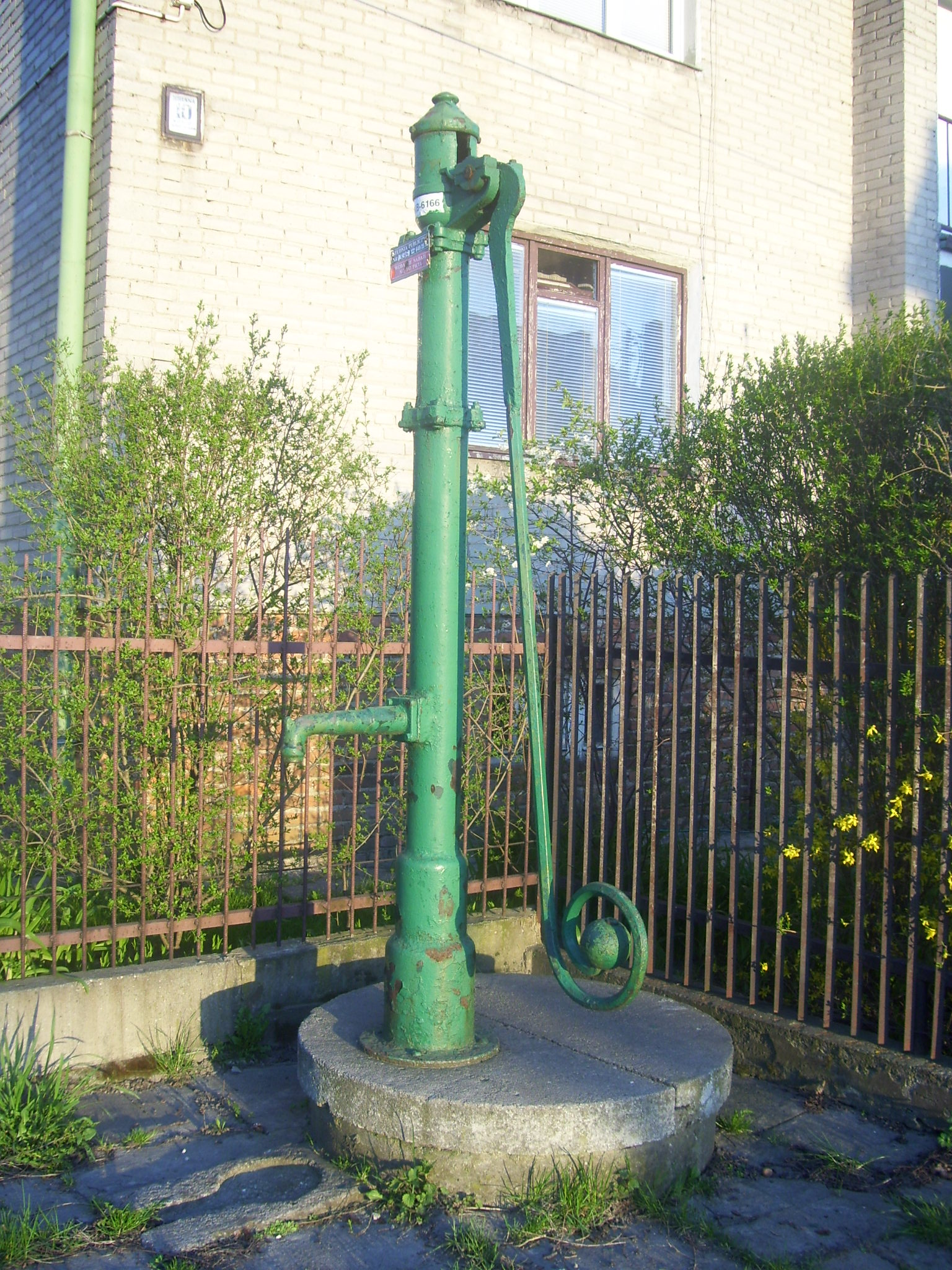
Starodawna studnia z ręczną pompą przy ulicy Jesiennej
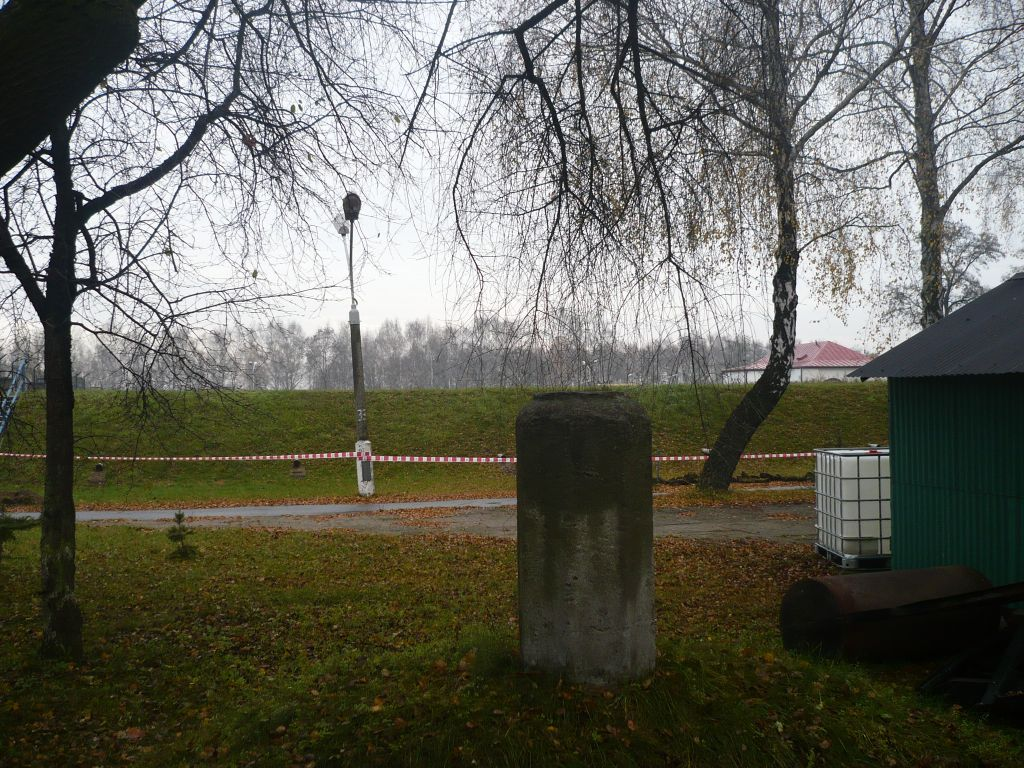
Wiatrak – najstarszy zachowany w Łodzi punkt triangulacyjny (obecnie na terenie Zakładu Wodociągów i Kanalizacji)
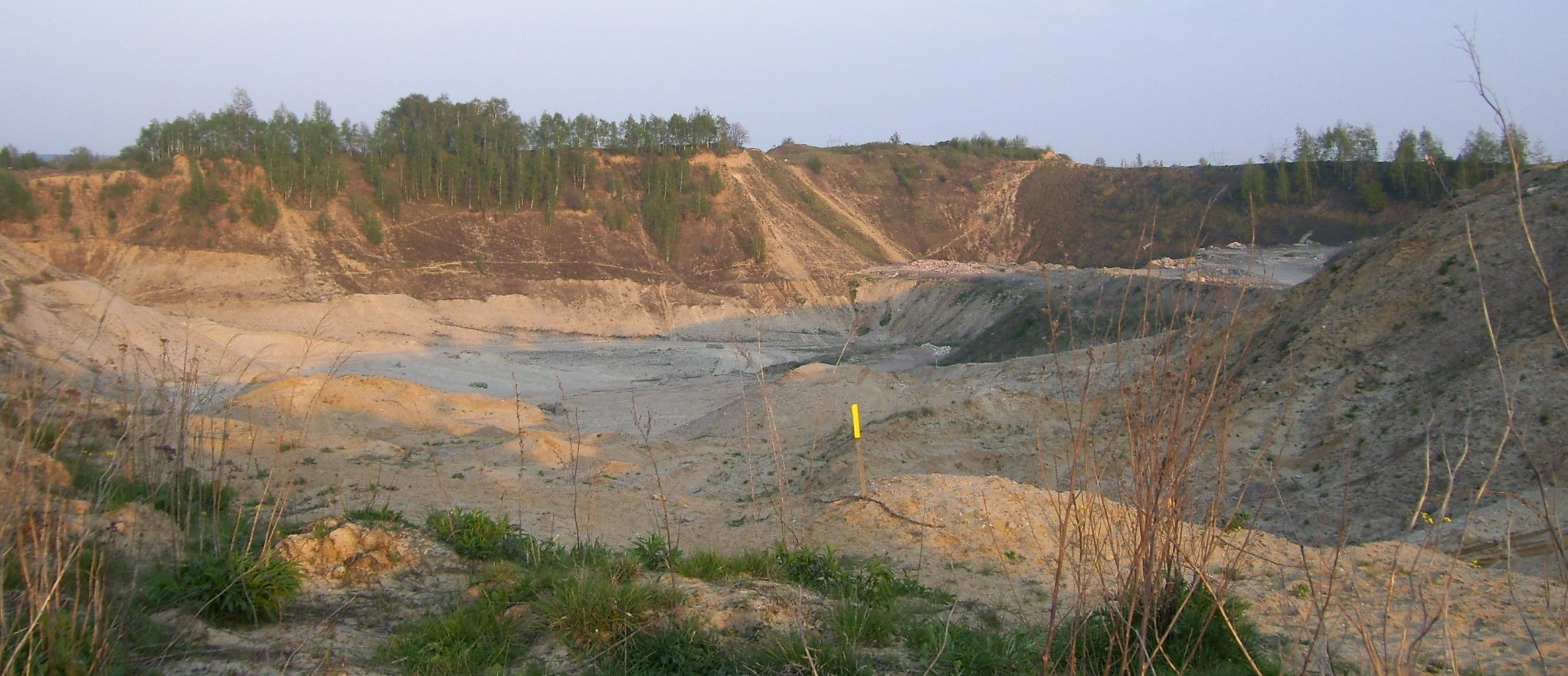
Żwirownia przy osiedlu Stoki
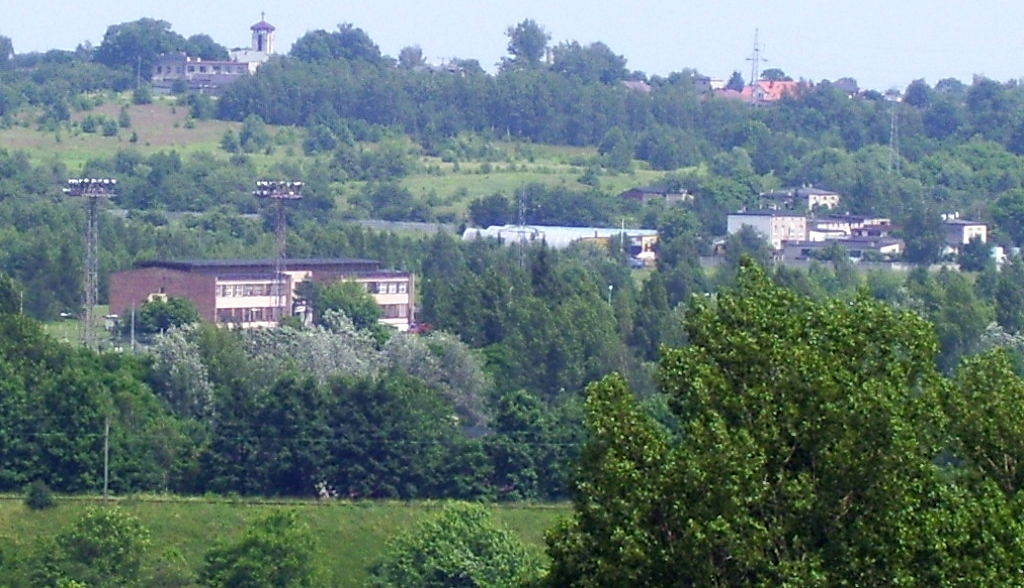
Widok w kierunku zajezdni przy ul. Telefonicznej (w tle wieża kościoła przy ul. Janosika)
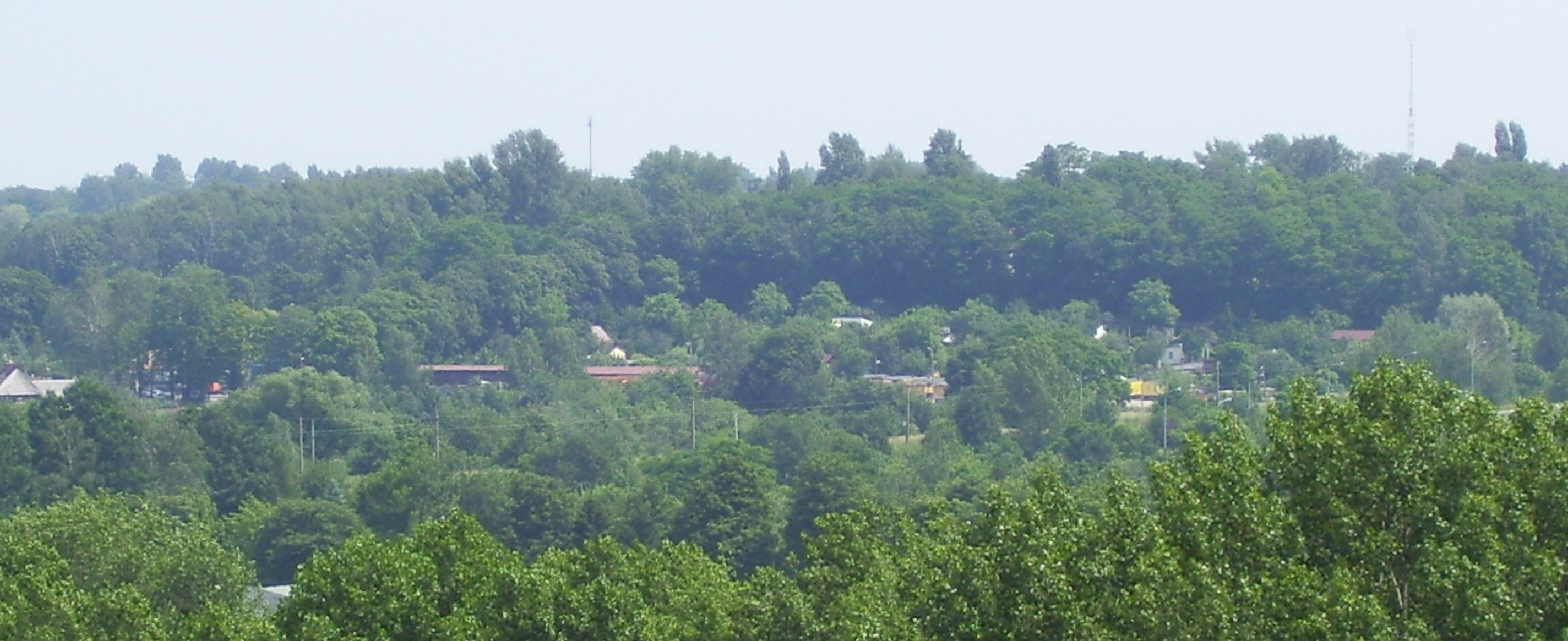
Widok w kierunku ogródków działkowych i Wodociągów Miejskich przy ul. Pomorskiej
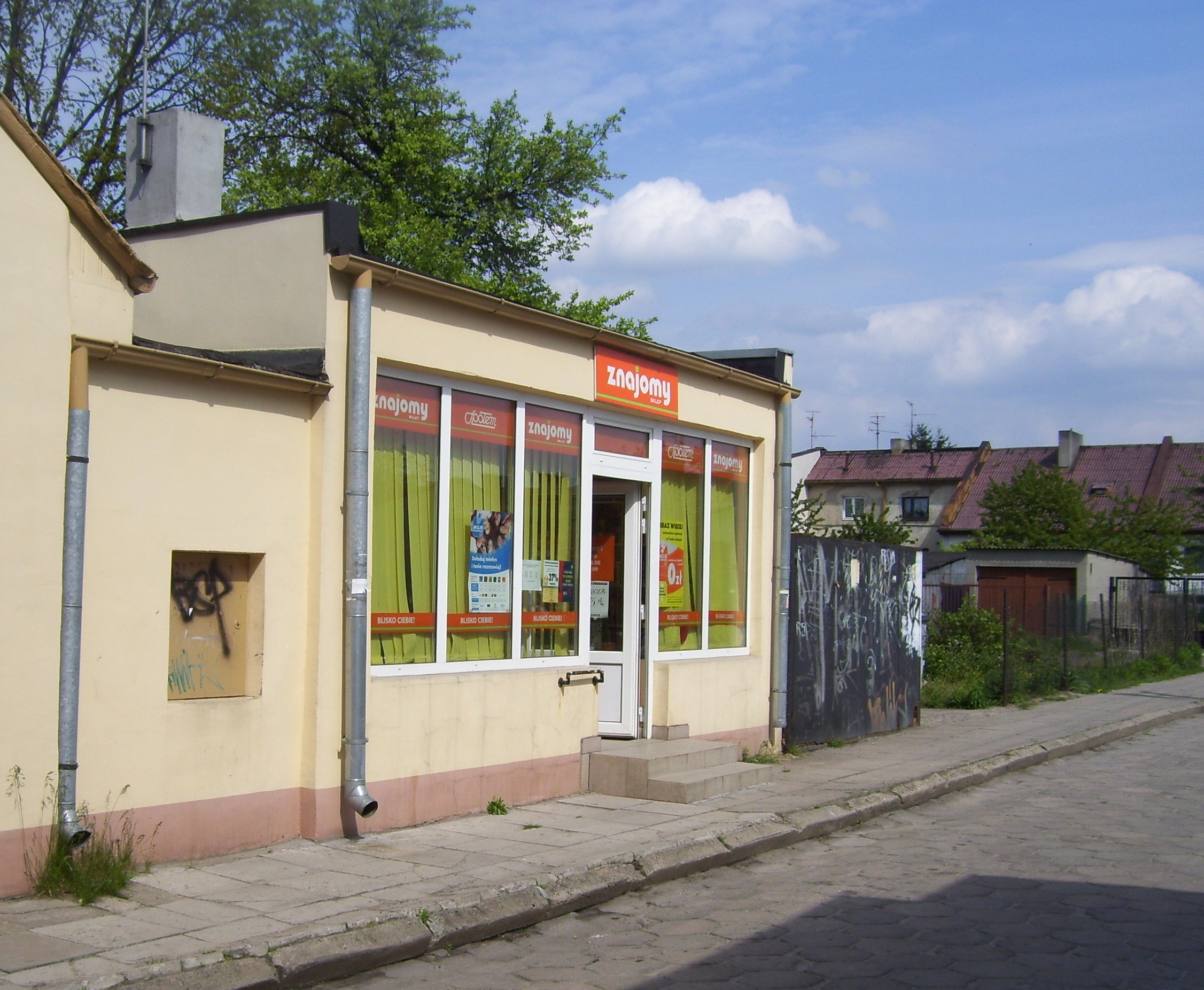
Sklep „Społem” przy ul. Wichrowej i Krokiew
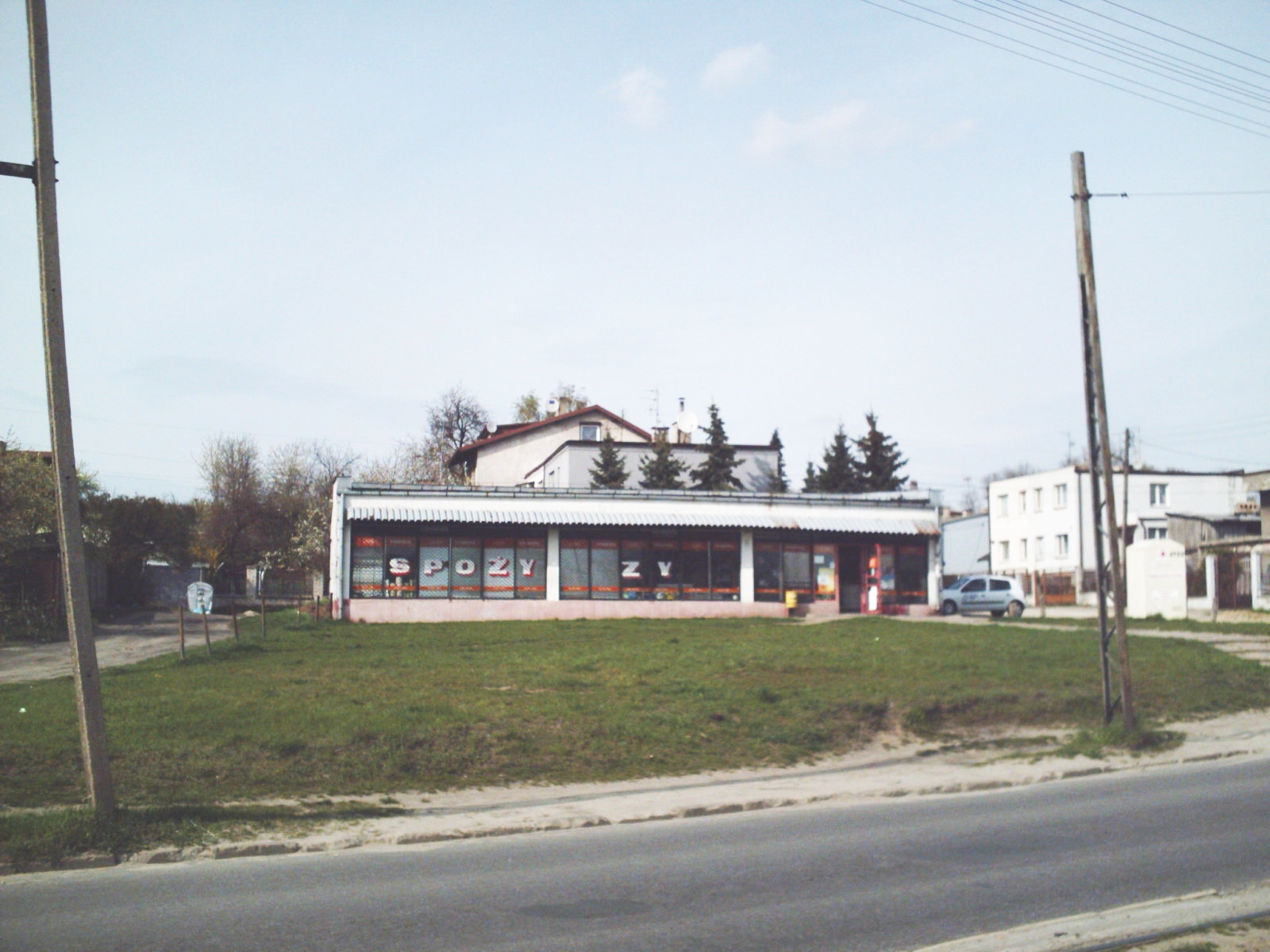
Sklep „Społem” przy skrzyżowaniu ul. Telefonicznej i Gazdy

### Stadion na Stokach (jeszcze przed przebudową)

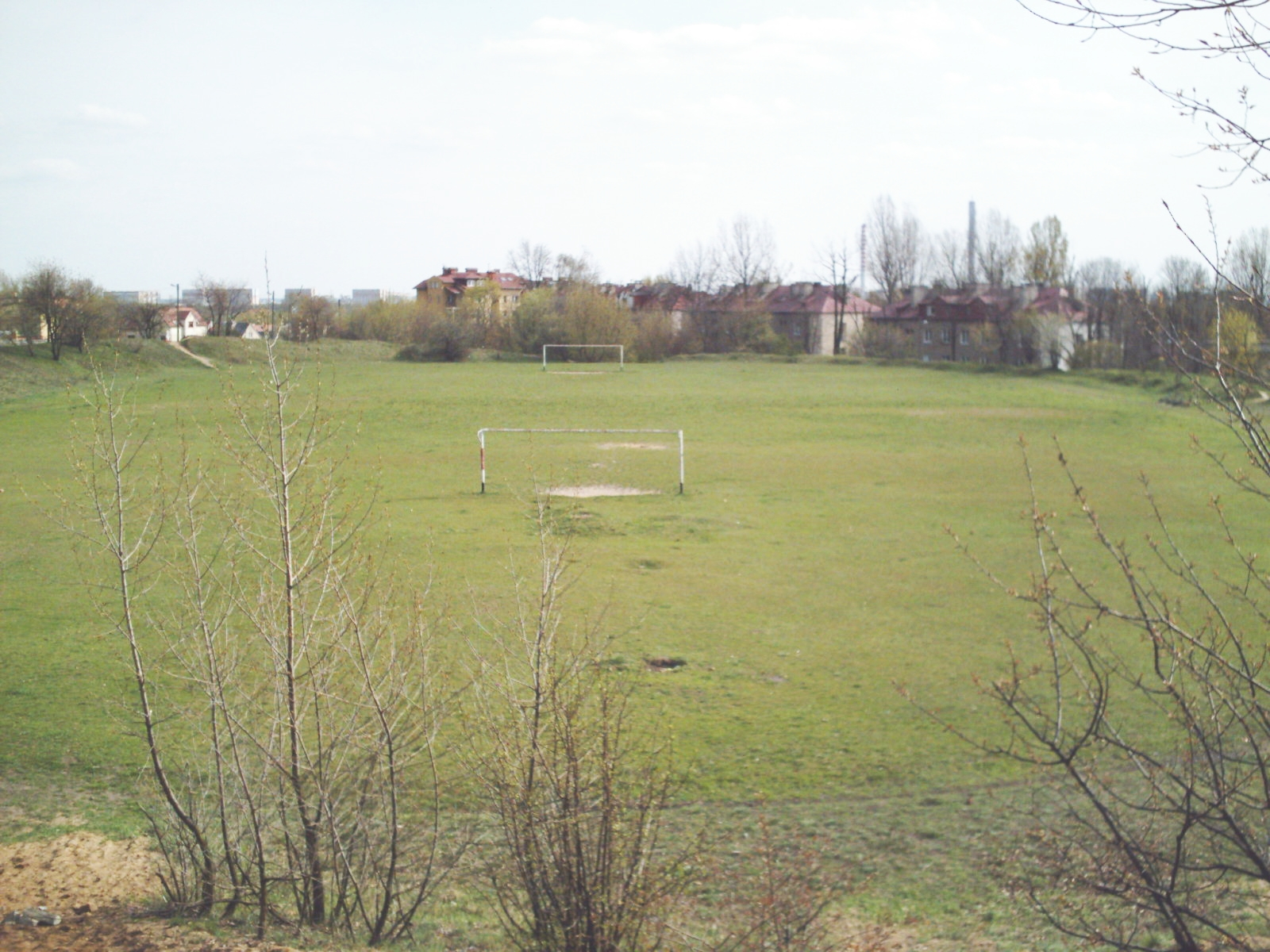
Widok od parku (w kwietniowe popołudnie)
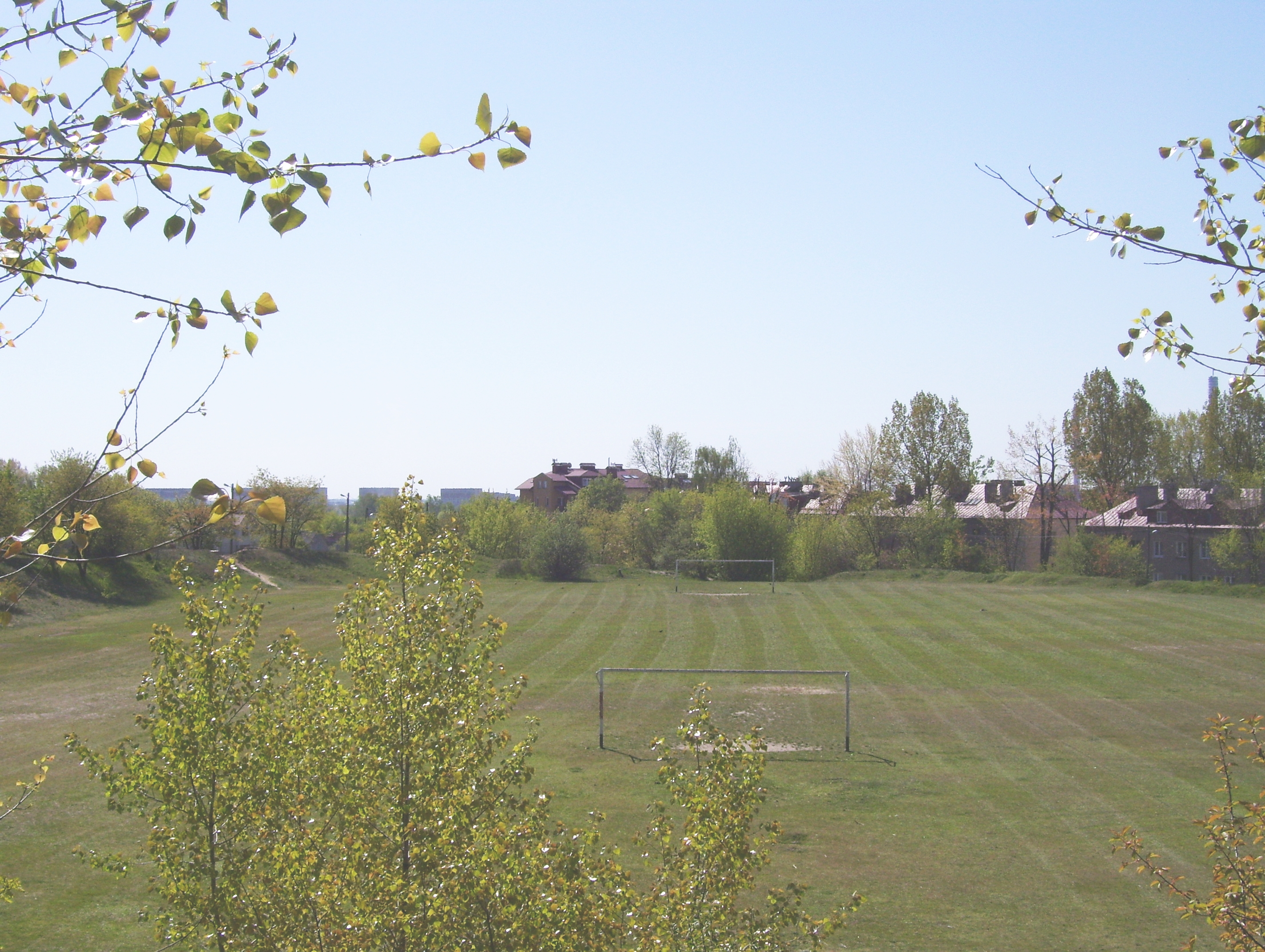
Widok od parku (w majowy poranek, zaraz po skoszeniu trawy)
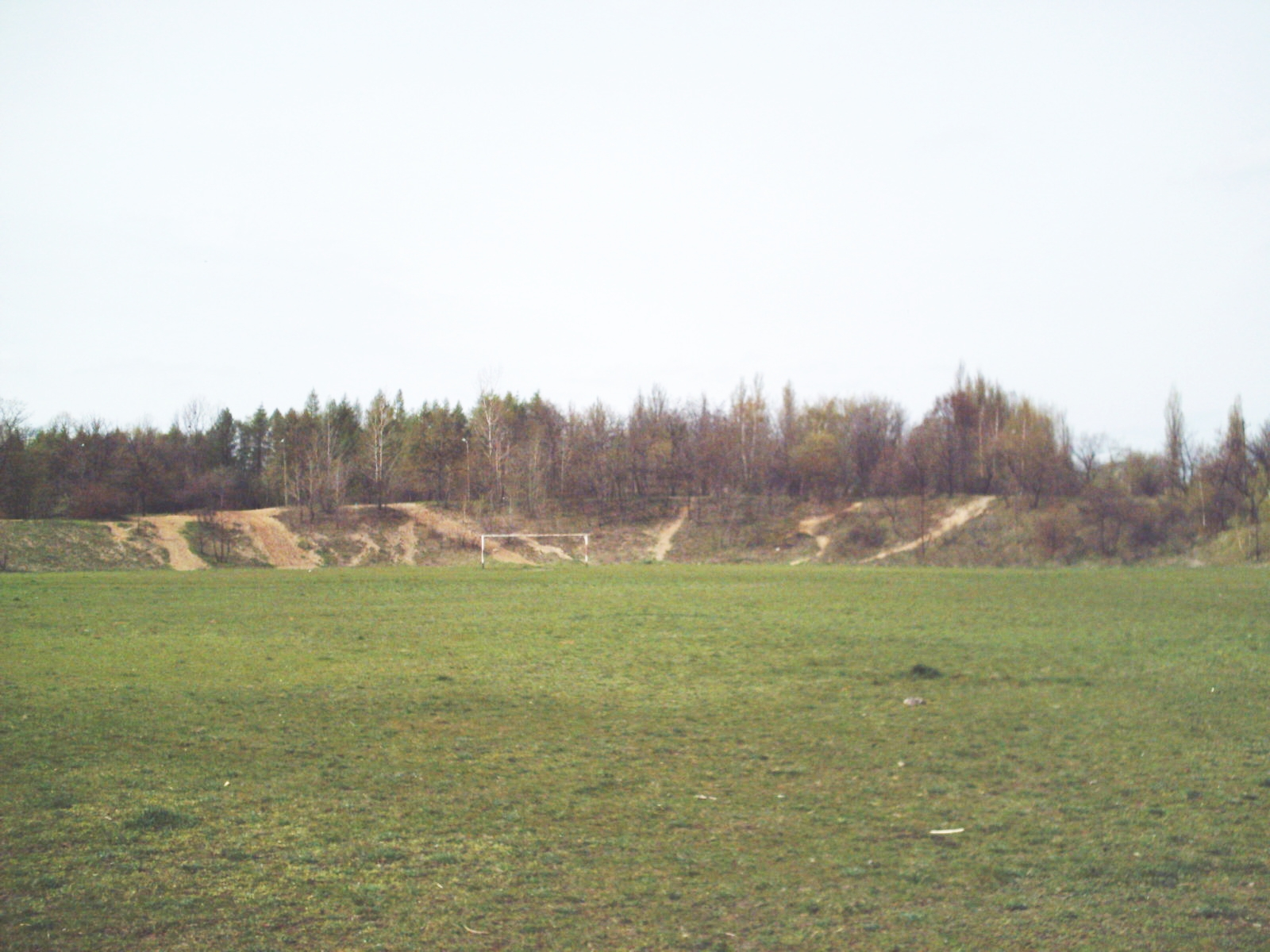
Widok od strony południowej (ul. Potokowej)
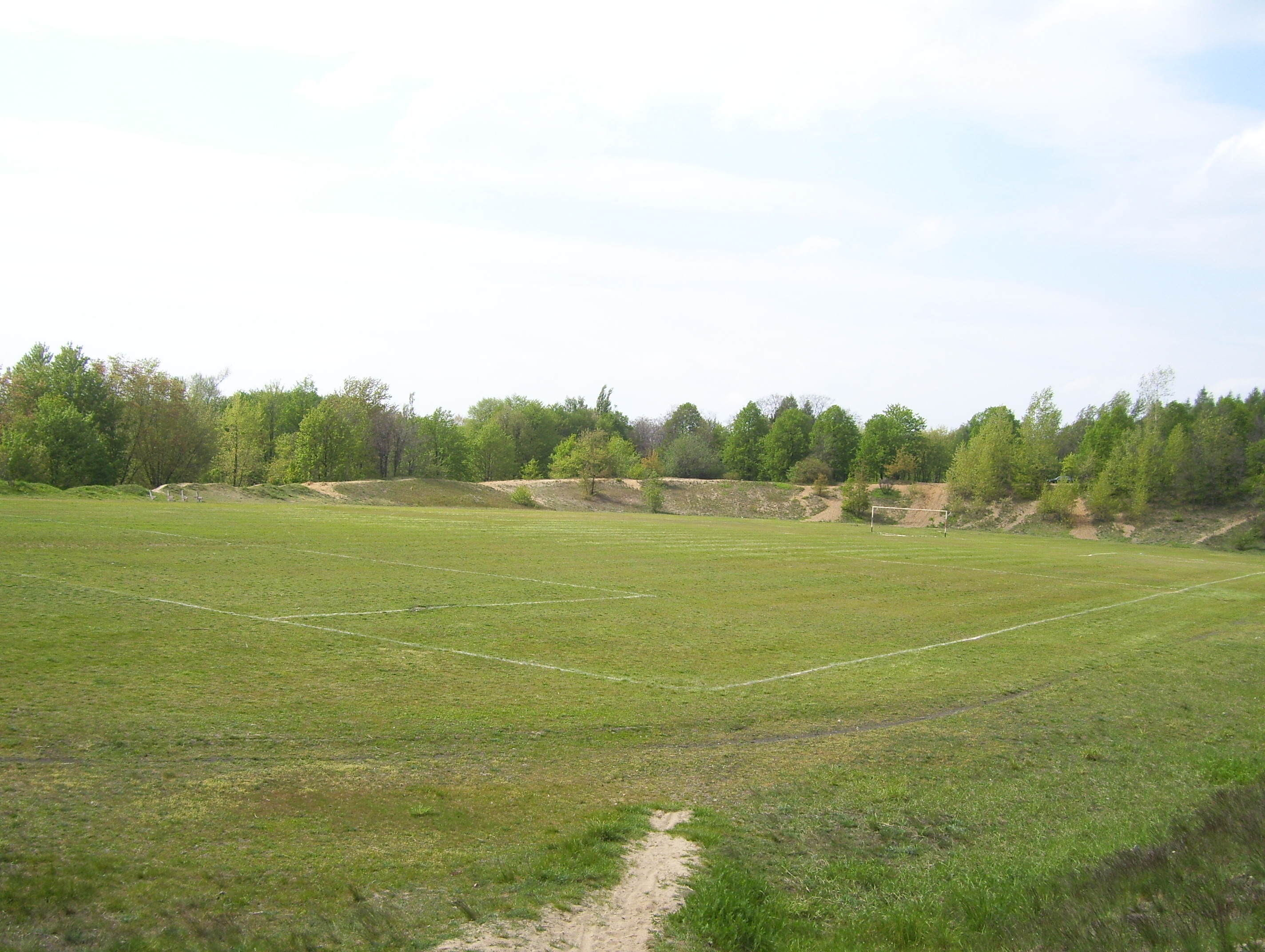
Widok od południowo-wschodniego narożnika
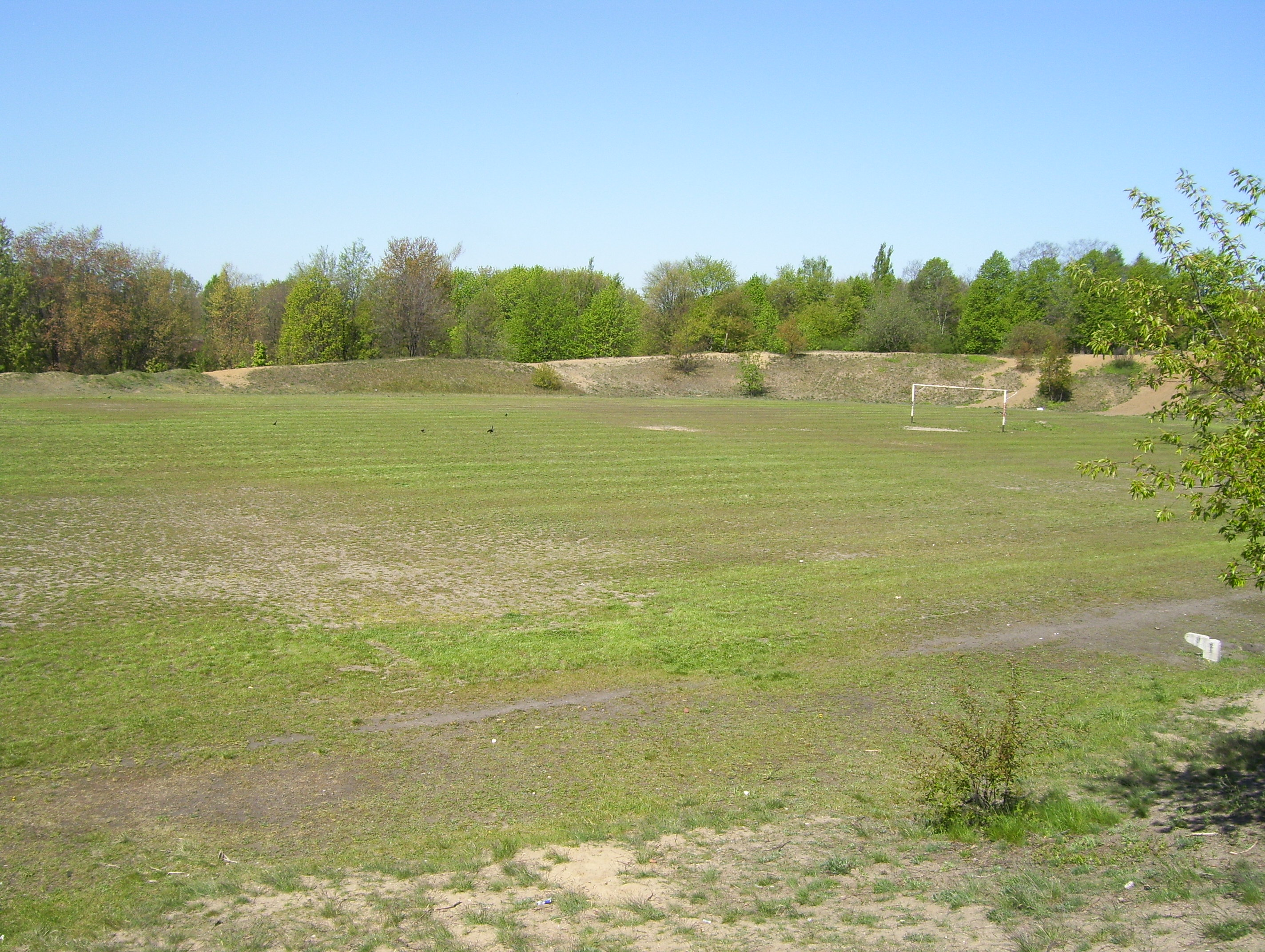
Północna bramka
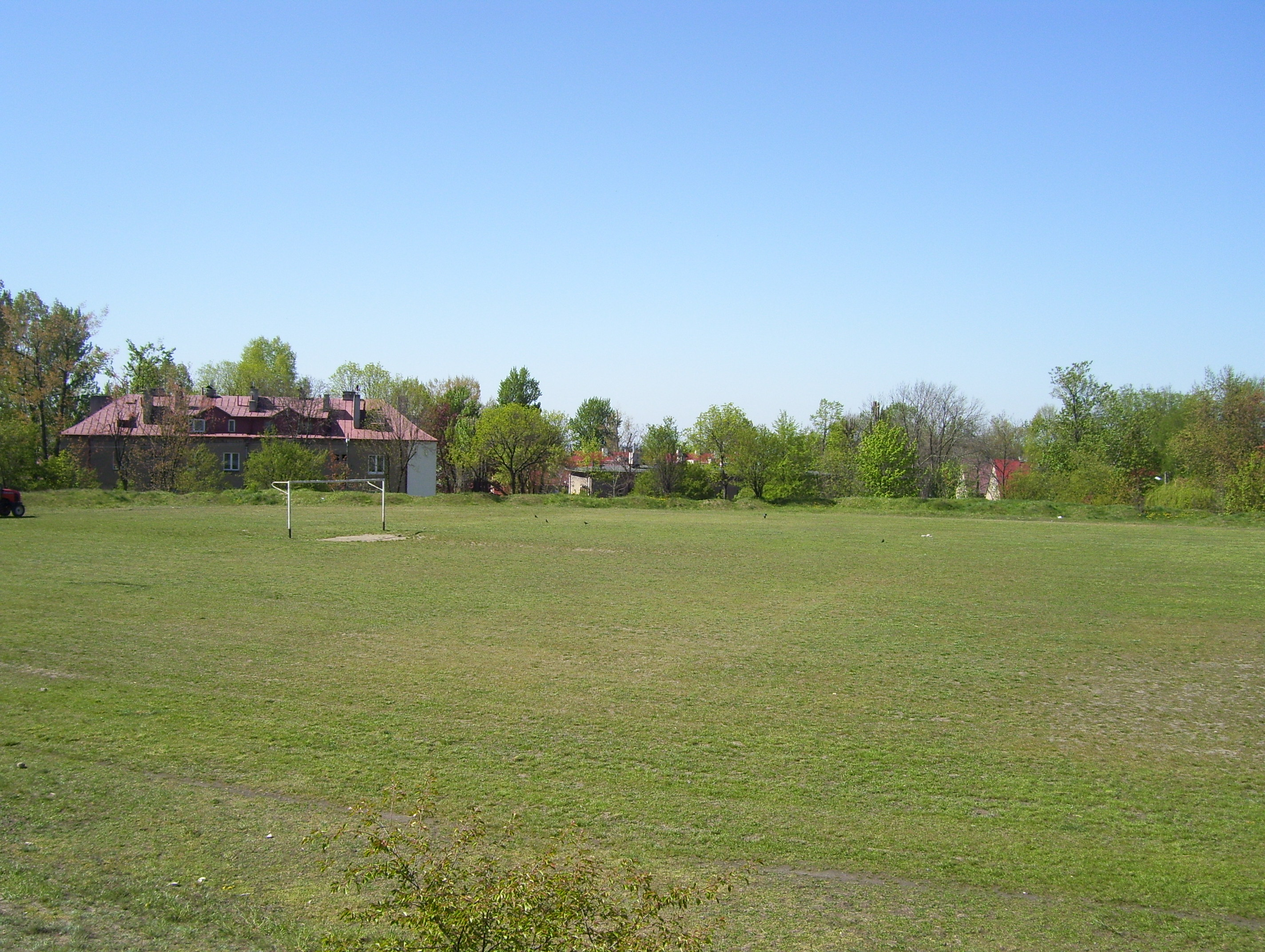
Południowa bramka
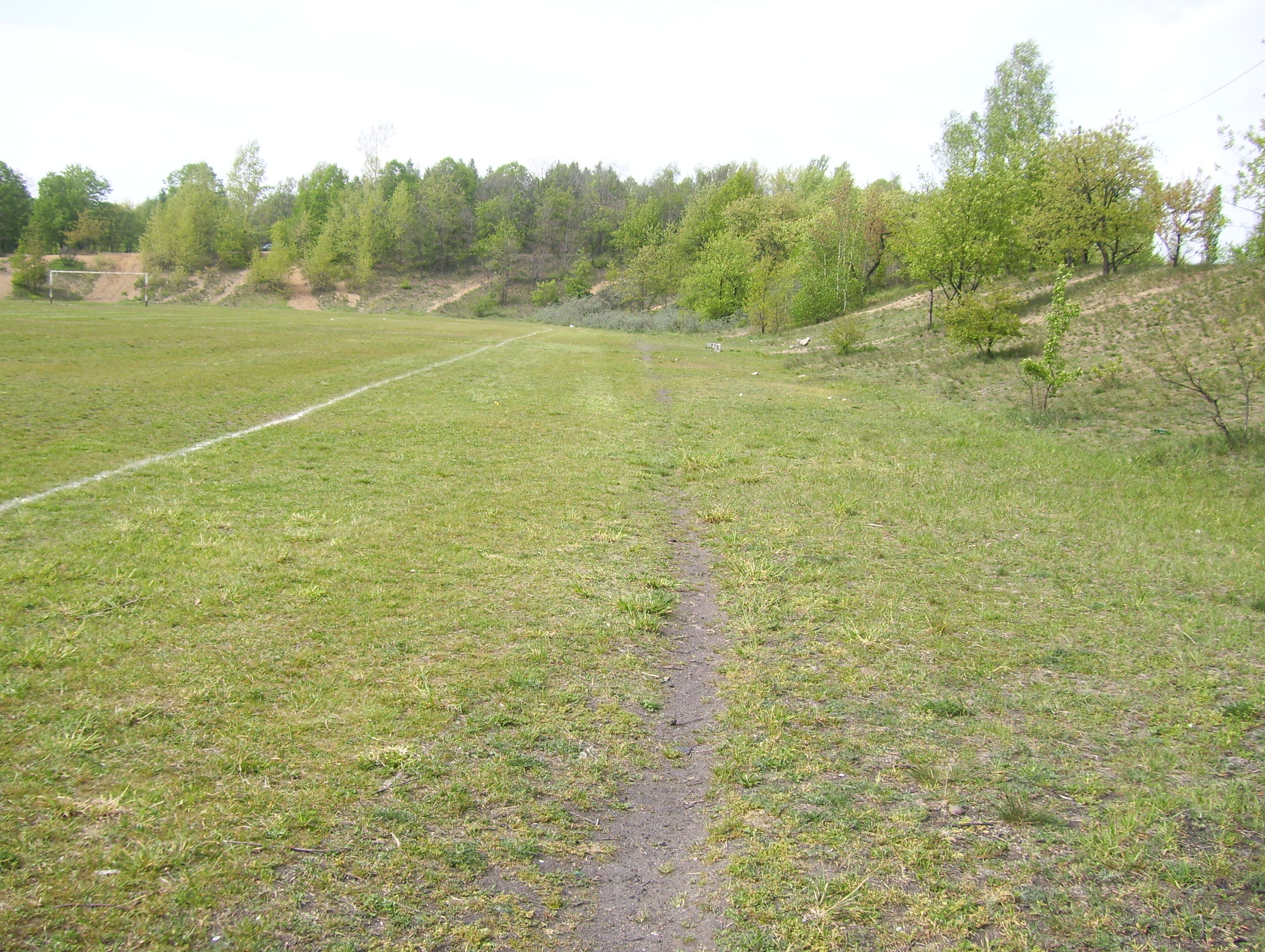
Trawiasta bieżnia
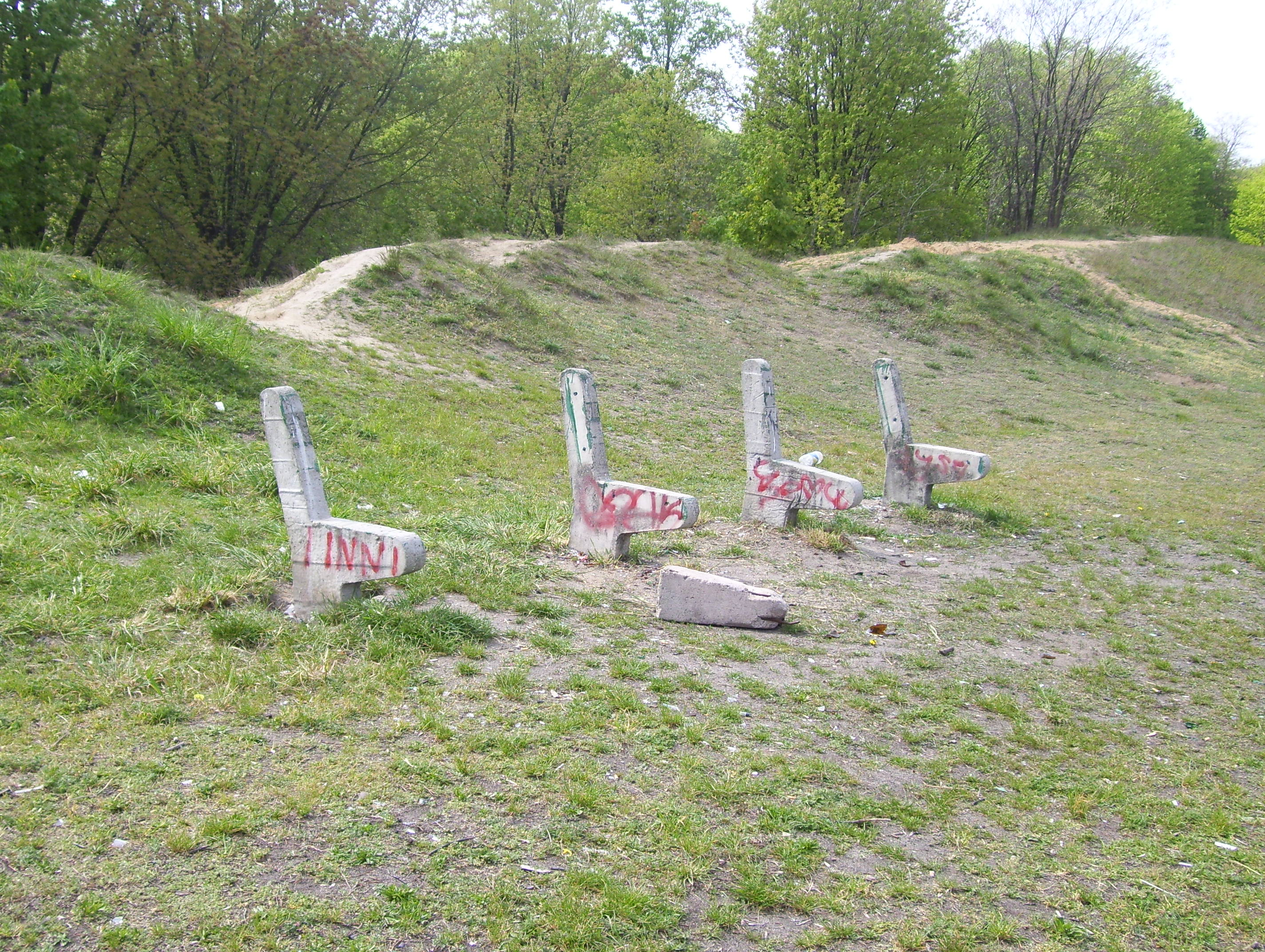
Ławki przy boisku (właściwie pozostałość po ławkach) od zachodniej strony obiektu